# 天津市
39°07′25″N 117°11′53″E / 39.12361°N 117.19806°E
天津市，简称津，是中华人民共和国直辖市、国家中心城市和中国北方最大沿海开放城市。天津位于华北平原的海河各支流交汇处，东临渤海，北依燕山，毗邻首都北京市和河北省；有海河在城中蜿蜒而过，跨越海河的各式桥梁形成“一桥一景”的景致。
天津地区在商周时期即有人类居住。随着隋朝大运河的开通，天津的地位日渐重要。唐朝中叶之后，天津成为中国南方粮、绸北运的水陆码头。金代在南北运河与海河交汇的三岔河口一带设直沽寨，为天津最早的建置。元延祐三年（1316）改直沽为海津镇，是军事重镇和漕粮转运中心。明建文二年（1400），燕王朱棣率兵经海津镇渡河南下，称帝后将海津镇改名“天津”。1404年12月23日设天津卫，正式筑城。清雍正三年（1725），改天津卫为天津州。雍正九年（1731），天津州升为天津府，并附设天津县。
自1860年天津开放为通商口岸后，英法等九国在天津设立租界，清廷洋务派亦在天津兴办实业，使天津成为中国北方对外开放的前沿和近代中国洋务运动的基地，近代天津在军事近代化以及铁路、电报、电话、邮政、采矿、近代教育、司法等方面均开全国之先河，成为当时中国第二大的工商业城市和北方最大的金融商贸中心。1937年，日军占领天津，因外国租界区内的局势复杂界，日军集中力量控制整个天津城，加强对天津日租界的管控，并未直接进攻其他国家租界。太平洋战争爆发后，日军开始占领天津英租界等区域。1945年8月15日，日本投降后，中华民国政府收复天津以及各国租界。

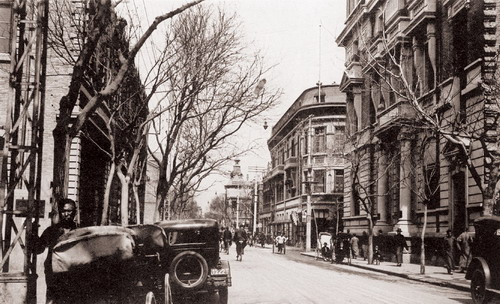
原天津法租界的金融街大法国路
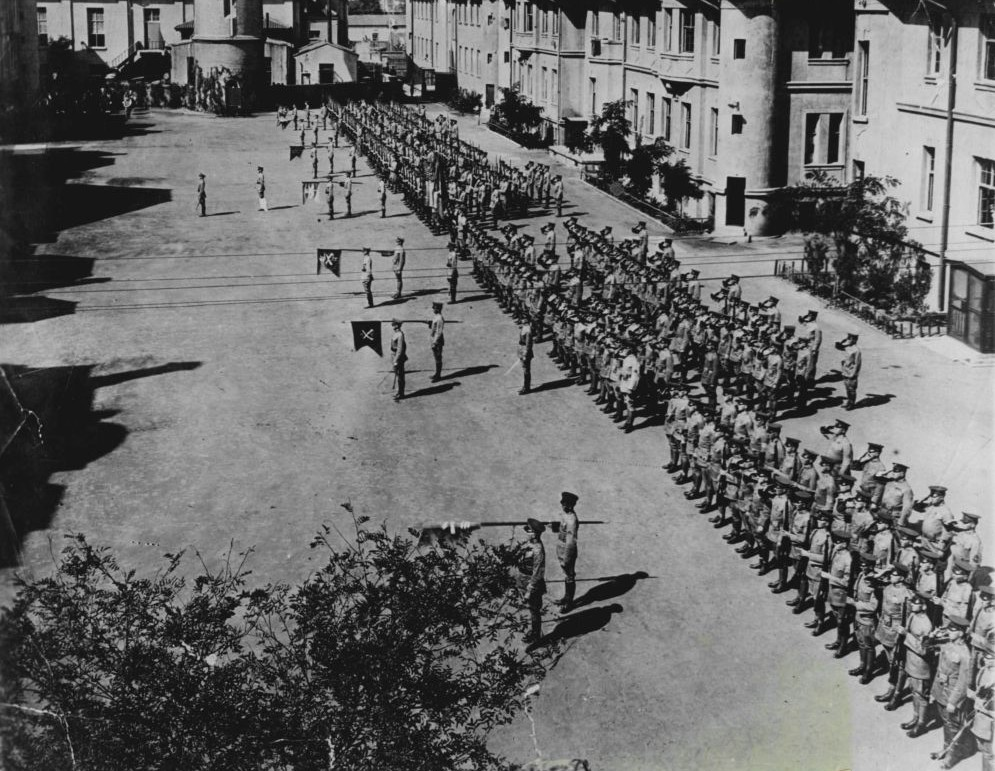
1931年美国步兵团在天津租界执行警卫任务
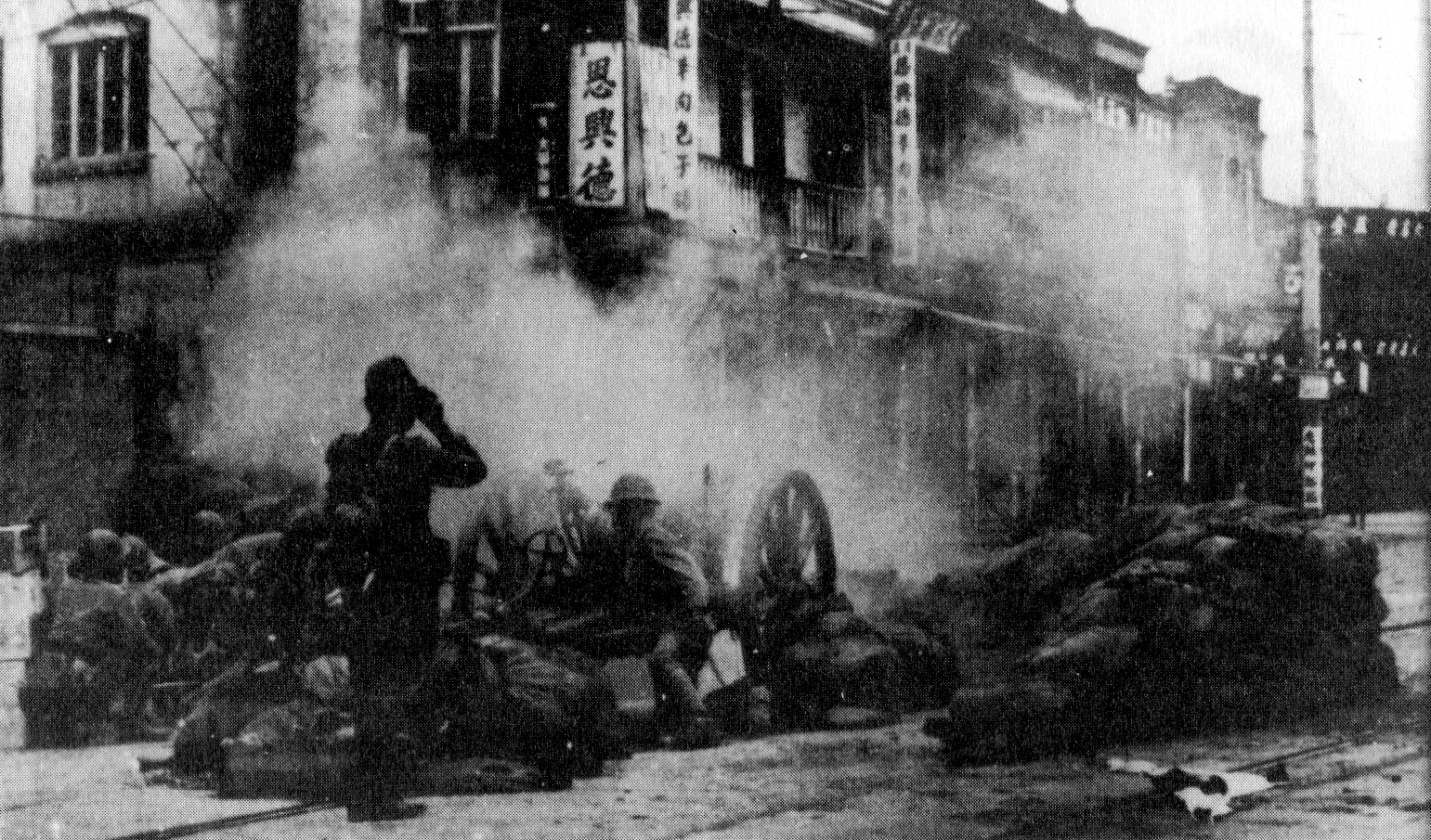
1937年日军占领天津时期的街头战役
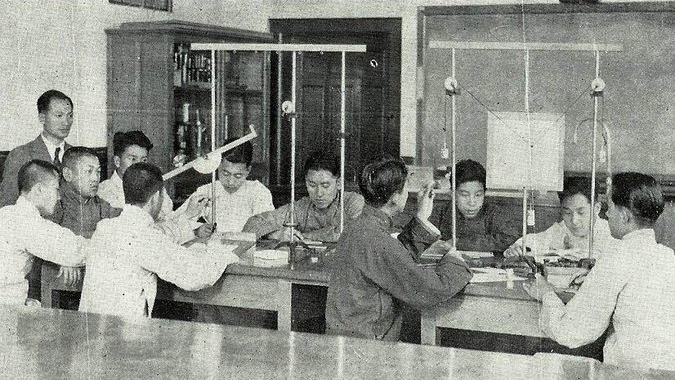
1938年天津英租界耀华学校的物理实验课

2006年3月，国务院批复的《天津市总体规划》将天津完整定位为“国际港口城市、北方经济中心、生态城市”，并将“推进天津滨海新区开发开放”纳入国家发展战略，设立为国家综合配套改革试验区。2007年11月，中国、新加坡两国政府选址天津共同建设中新生态城。2015年4月，中国（天津）自由贸易试验区挂牌成立，成为中国北方第一个自由贸易试验区。1990年代起，市区工业东移迁往滨海新区，天津市已经形成了“中心城区-滨海新区”和“天津港-天津南港”的双城双港的城市格局。2015年4月，《京津冀协同发展纲要》确定天津市为“全国先进制造研发基地、北方国际航运核心区、金融创新运营示范区和改革先行示范区”。2023年，天津市启动建设天开高教科创园，并将其视为推动天津经济发展的具体举措。
天津市是历史文化名城，拥有33处全国重点文物保护单位，14处历史文化街区，877幢历史风貌建筑。天津市曾举办2013年的第六届东亚运动会和2017年第十三届全运会，同时是夏季达沃斯论坛和世界智能产业博览会的常驻举办城市。

### 历史变迁

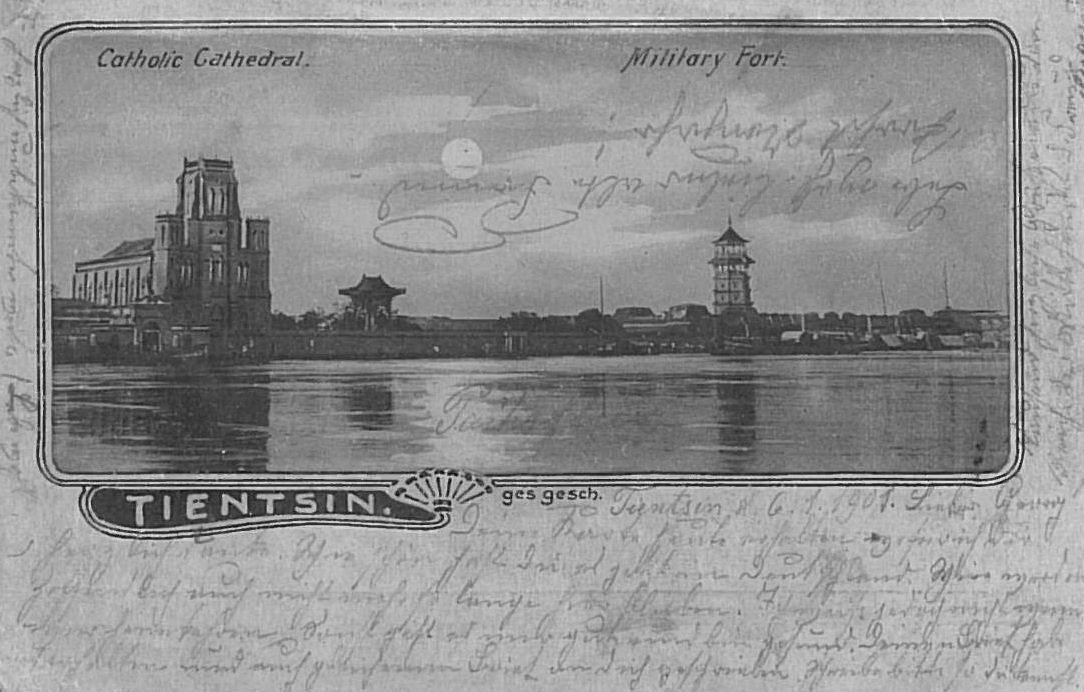
印有“Tientsin”的明信片

### 古代

天津城厢保甲全图

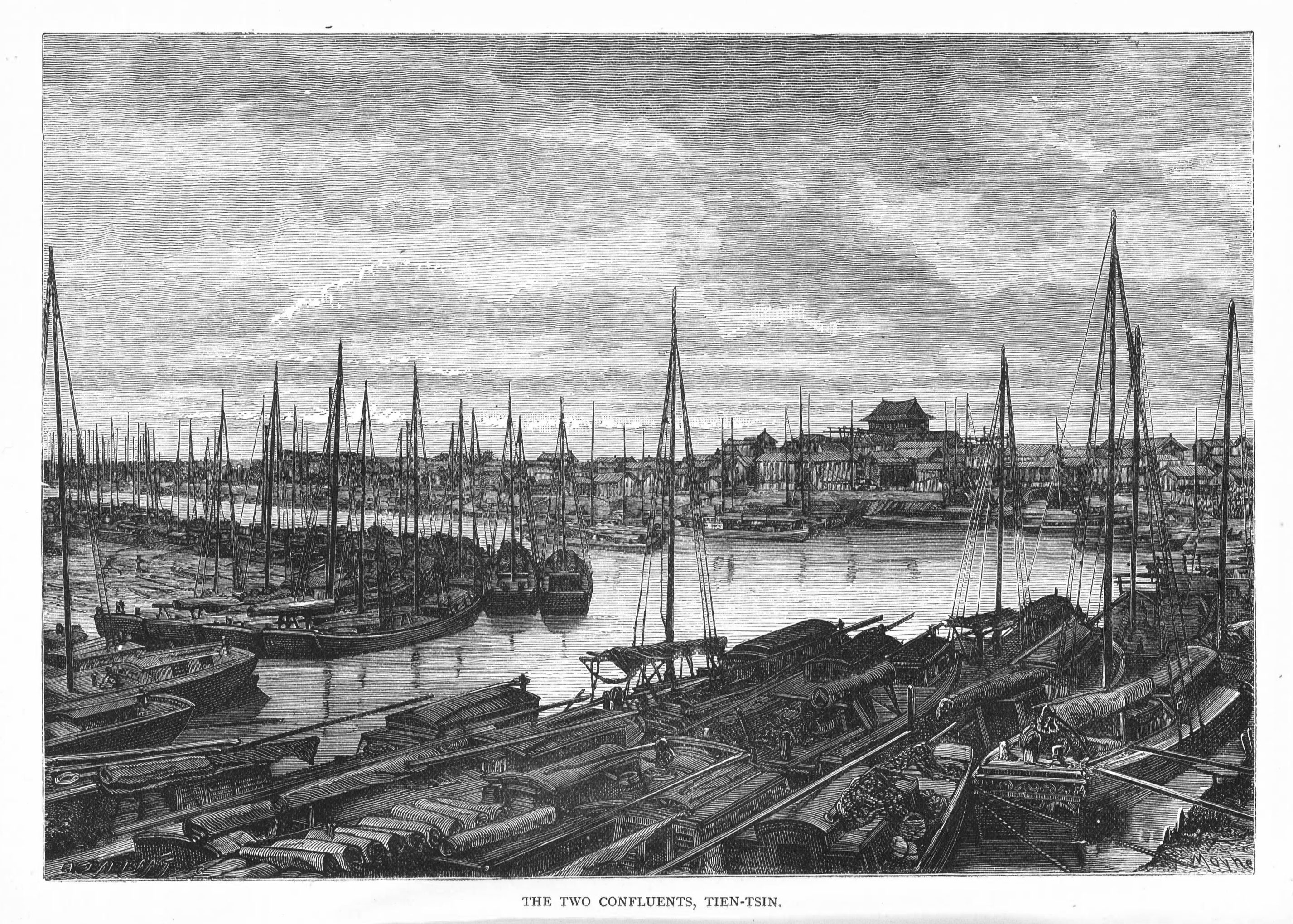
三岔河口一带的漕运码头

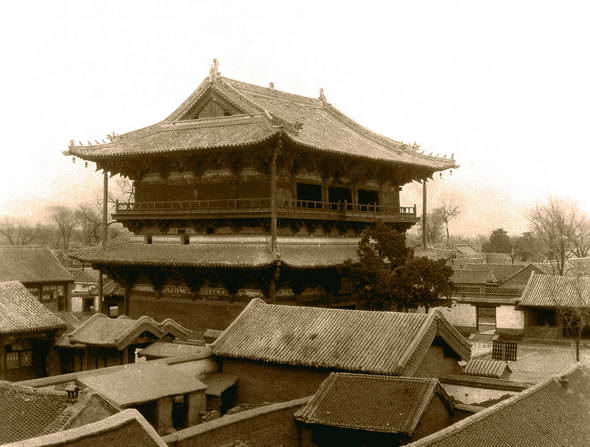
独乐寺观音阁
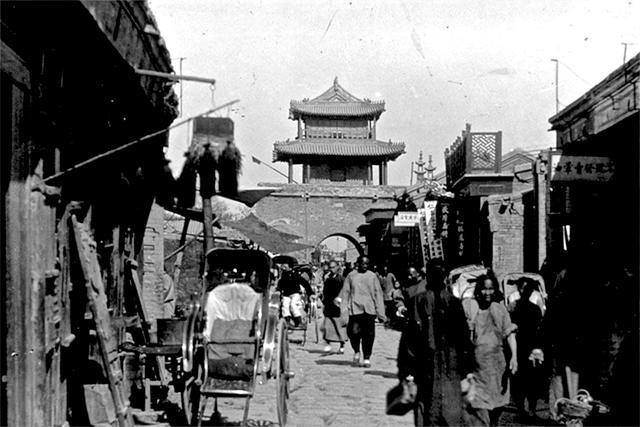
20世纪初的天津鼓楼
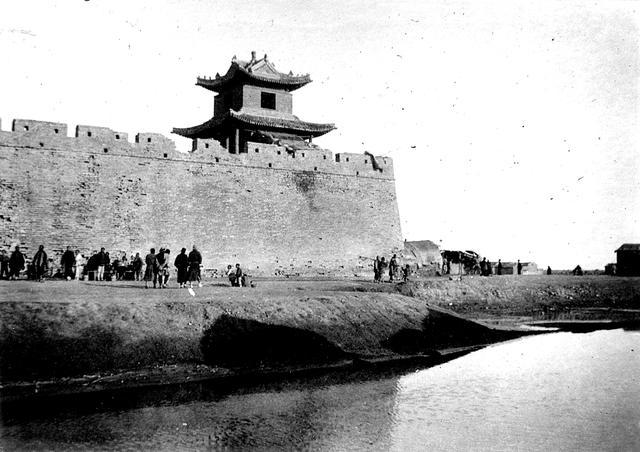
天津城墙角楼

### 清末开埠与洋务运动

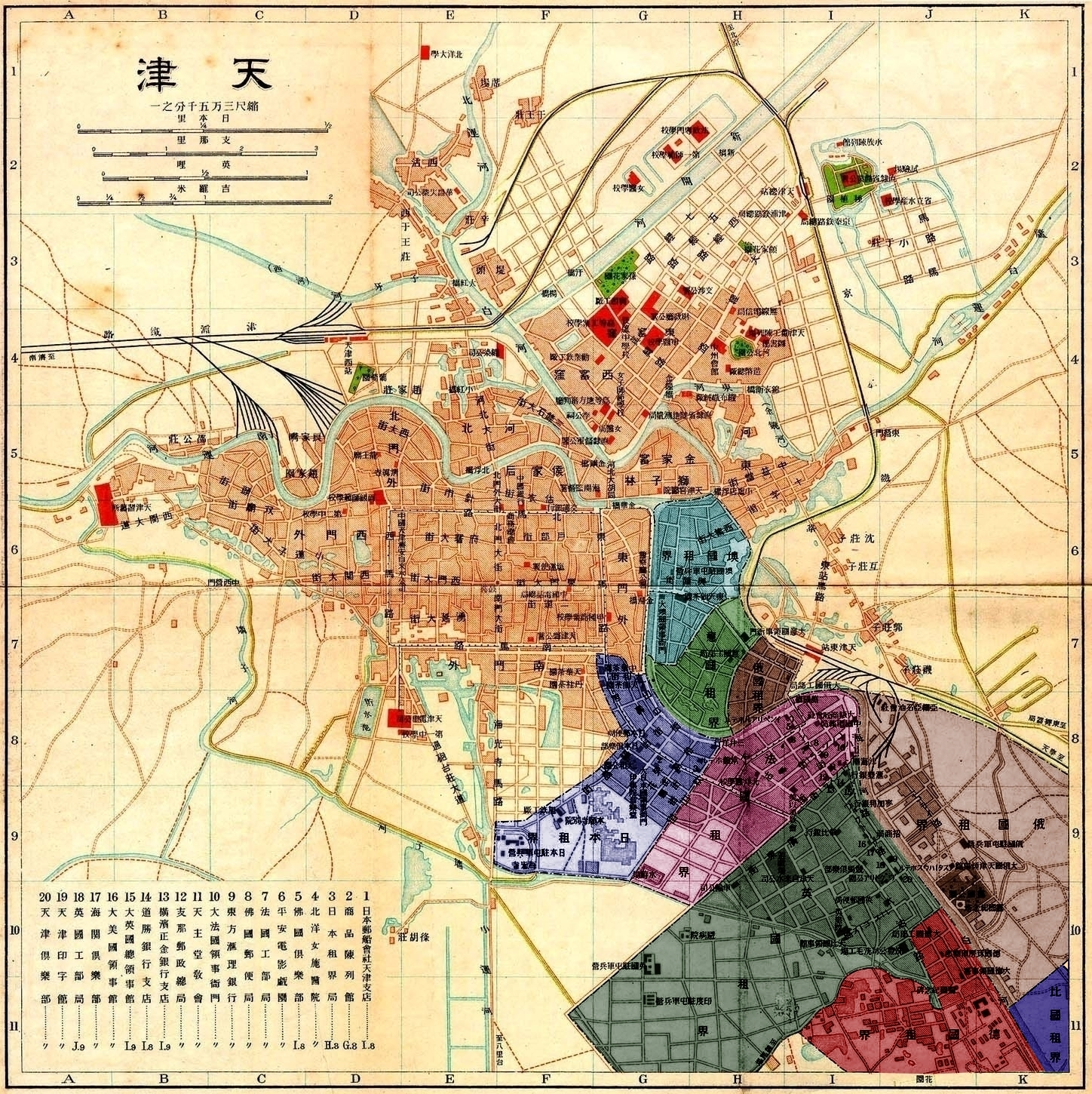
天津奥租界
天津意租界
天津俄租界
天津比租界
天津日租界
天津法租界
天津英租界
天津德租界

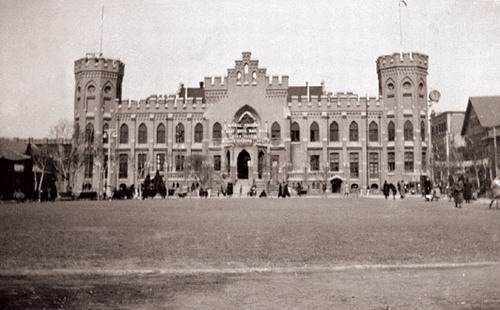
天津英租界工部局
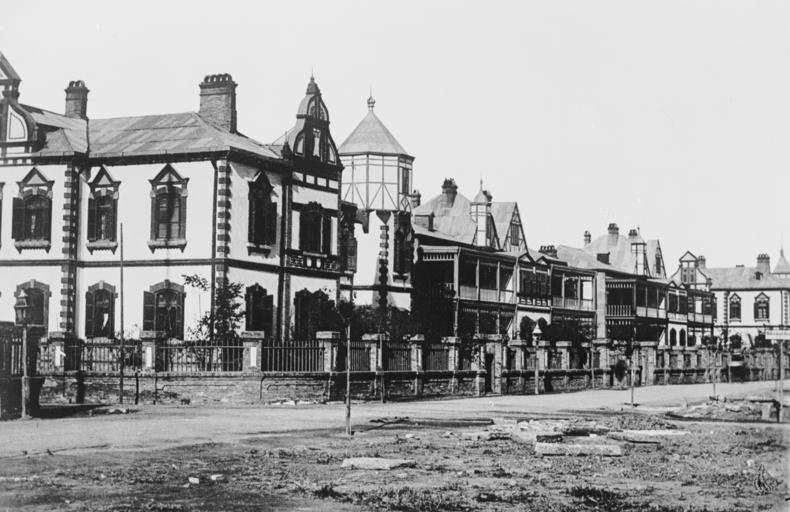
天津德租界威廉街
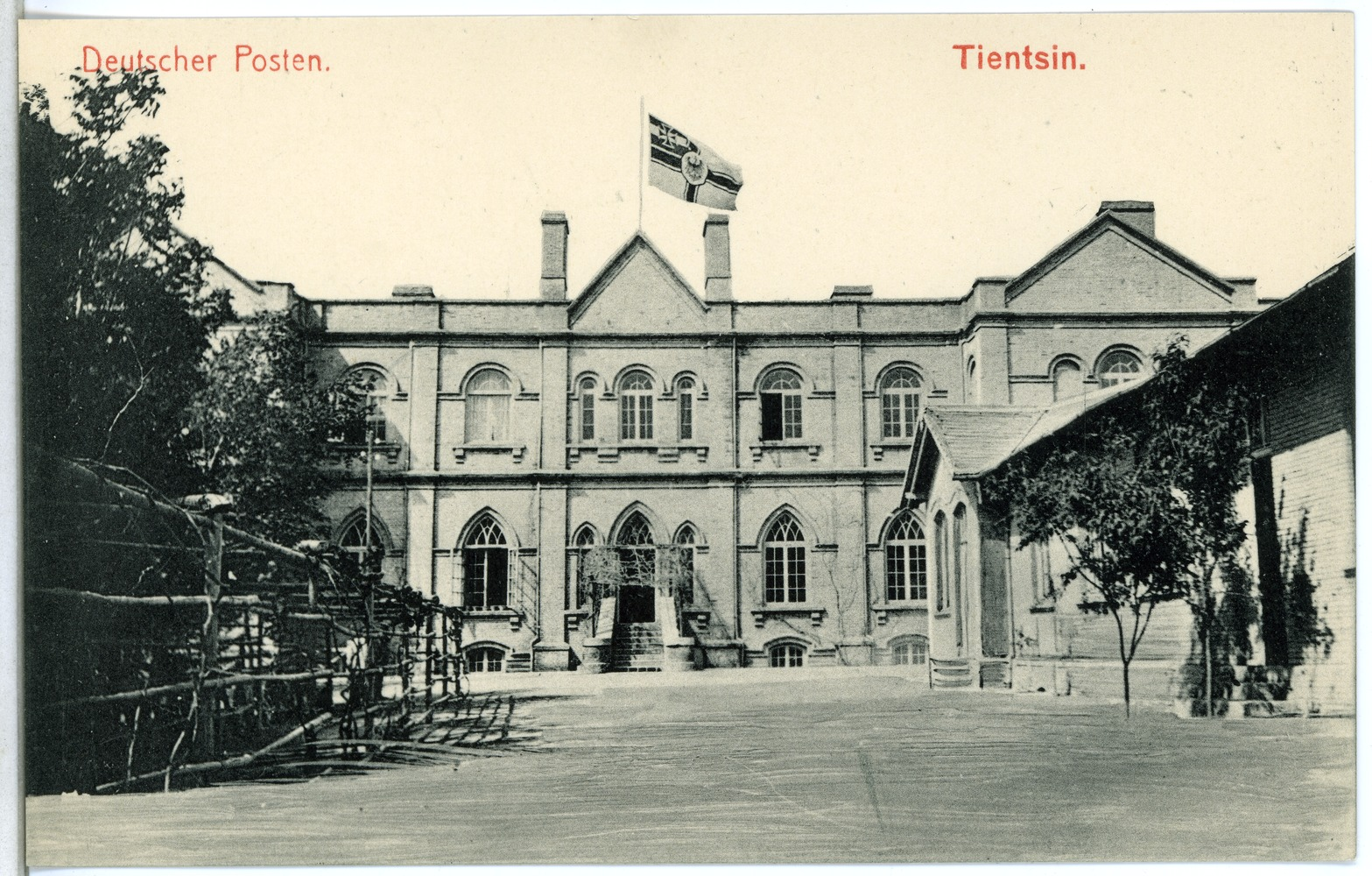
博文书院旧址，北洋大学早期校舍
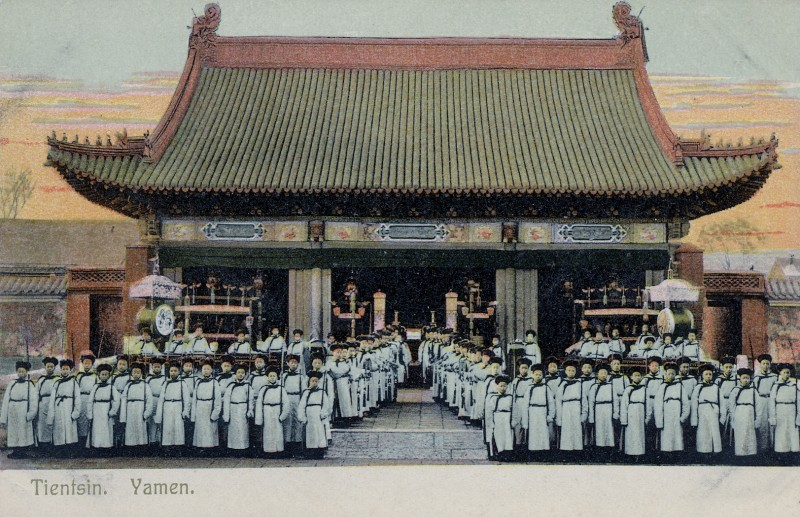
1900年时的天津衙门

### 民国时期

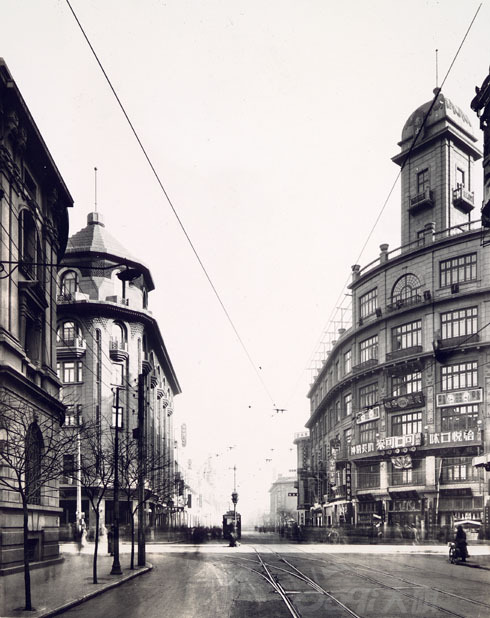
1930年代的天津法租界杜总领事路与福煦将军路交叉路口

### 共和国时期

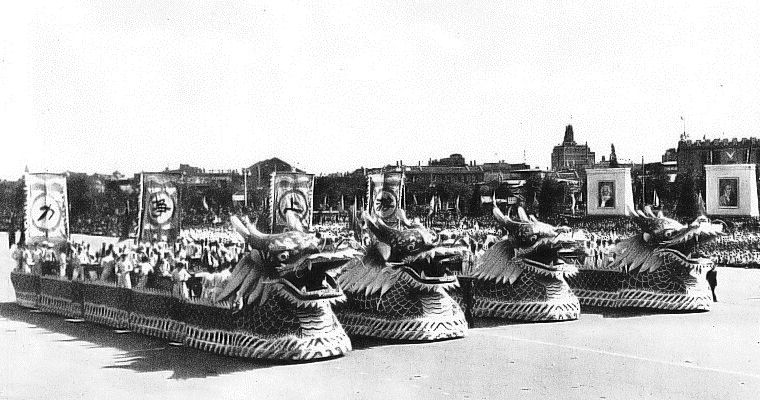
1959年天津市国庆游行

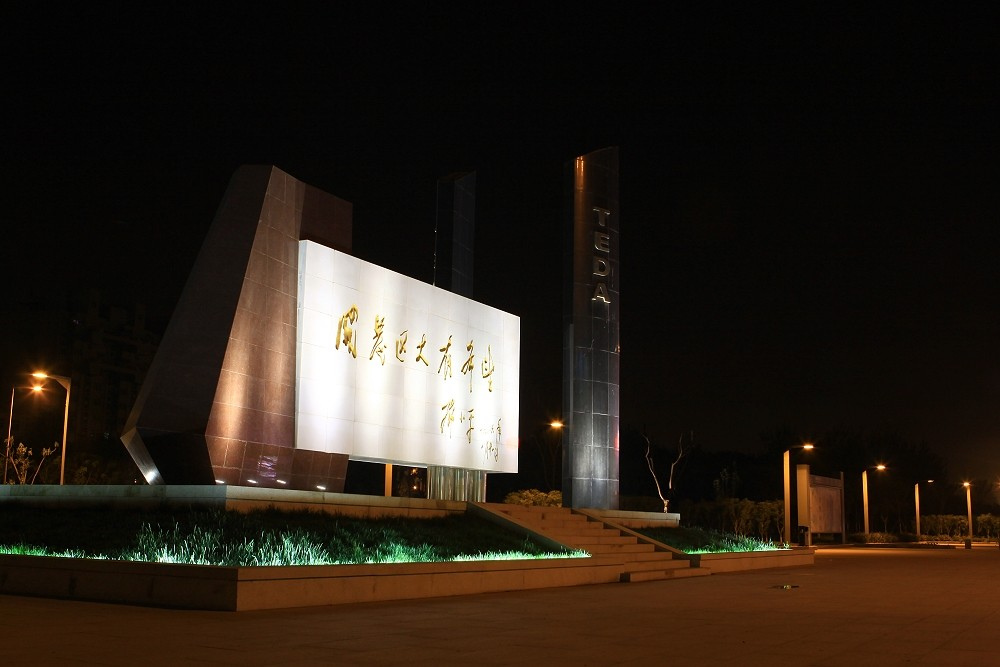
邓小平题词“开发区大有希望”

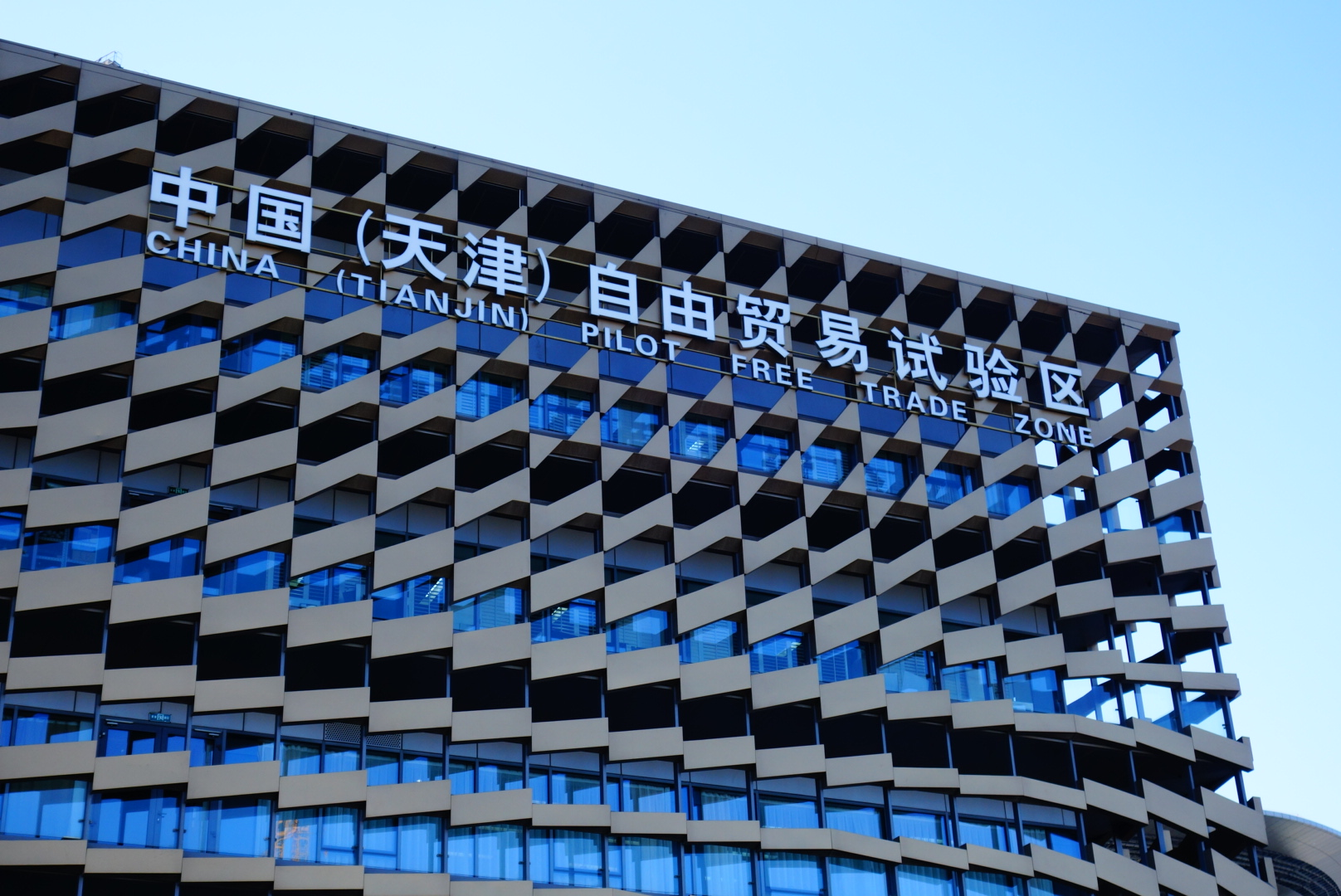
天津自贸区

## 政治

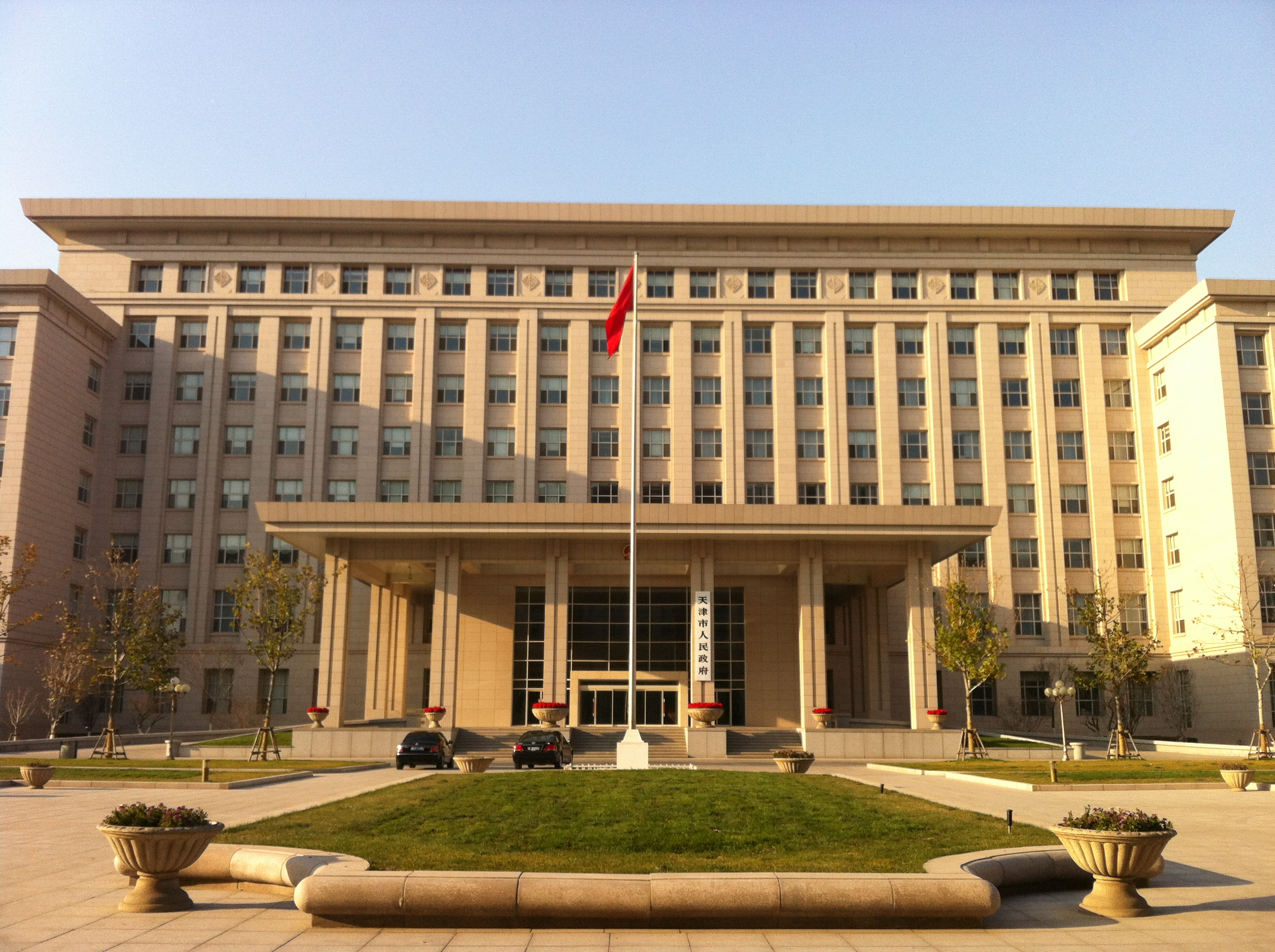
天津市人民政府大楼

### 行政区划

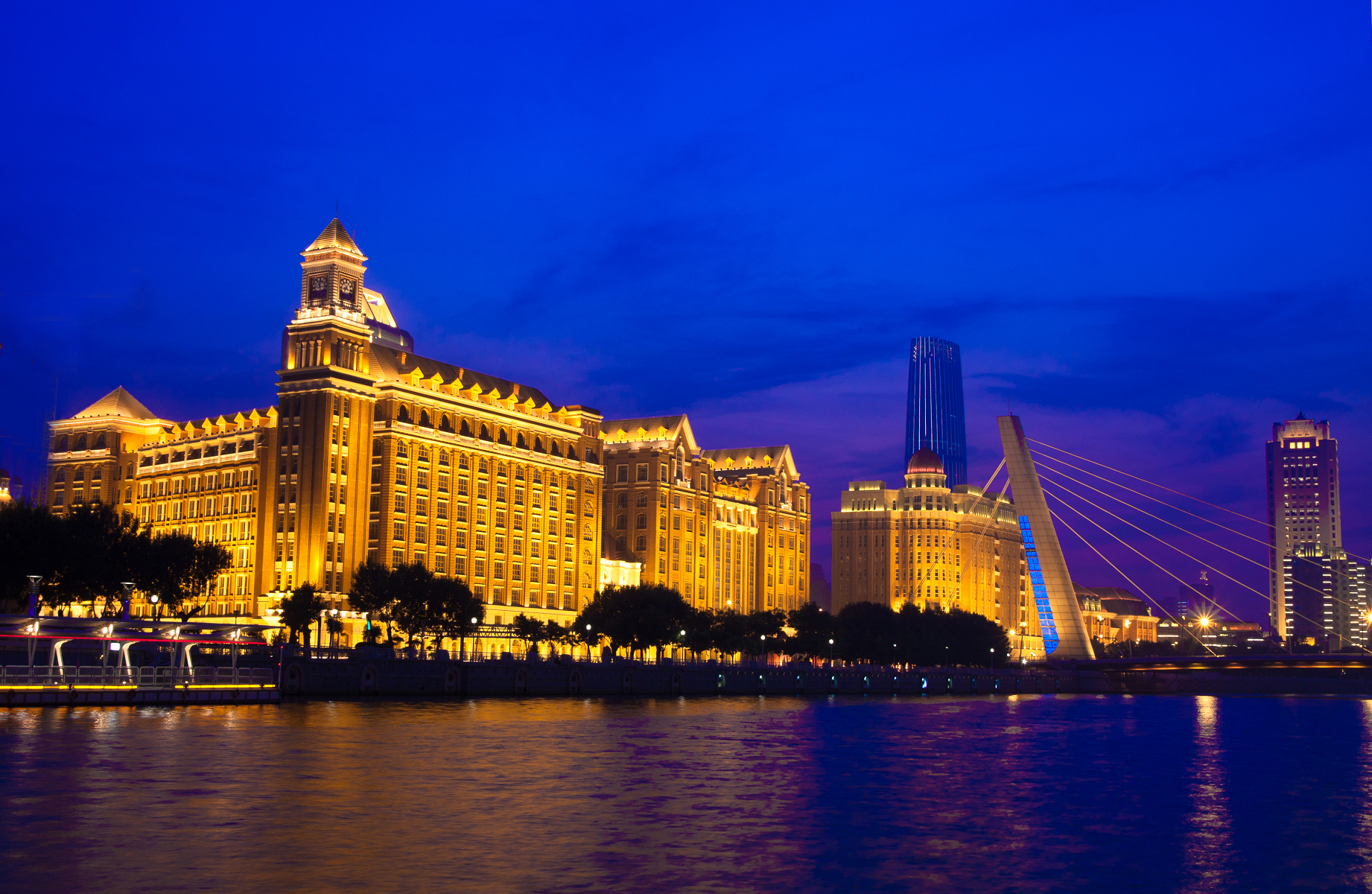
和平区

## 地理

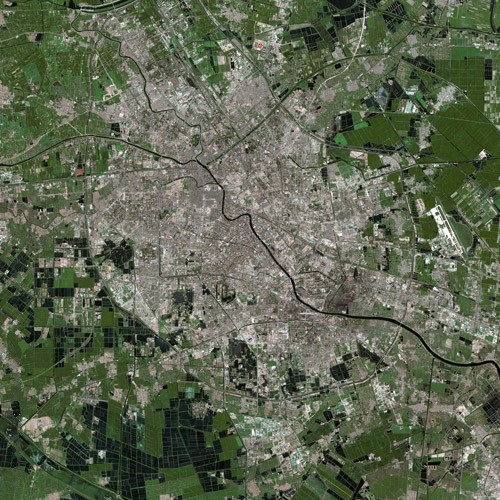
2002年拍摄的天津市区卫星图片

### 地貌地质

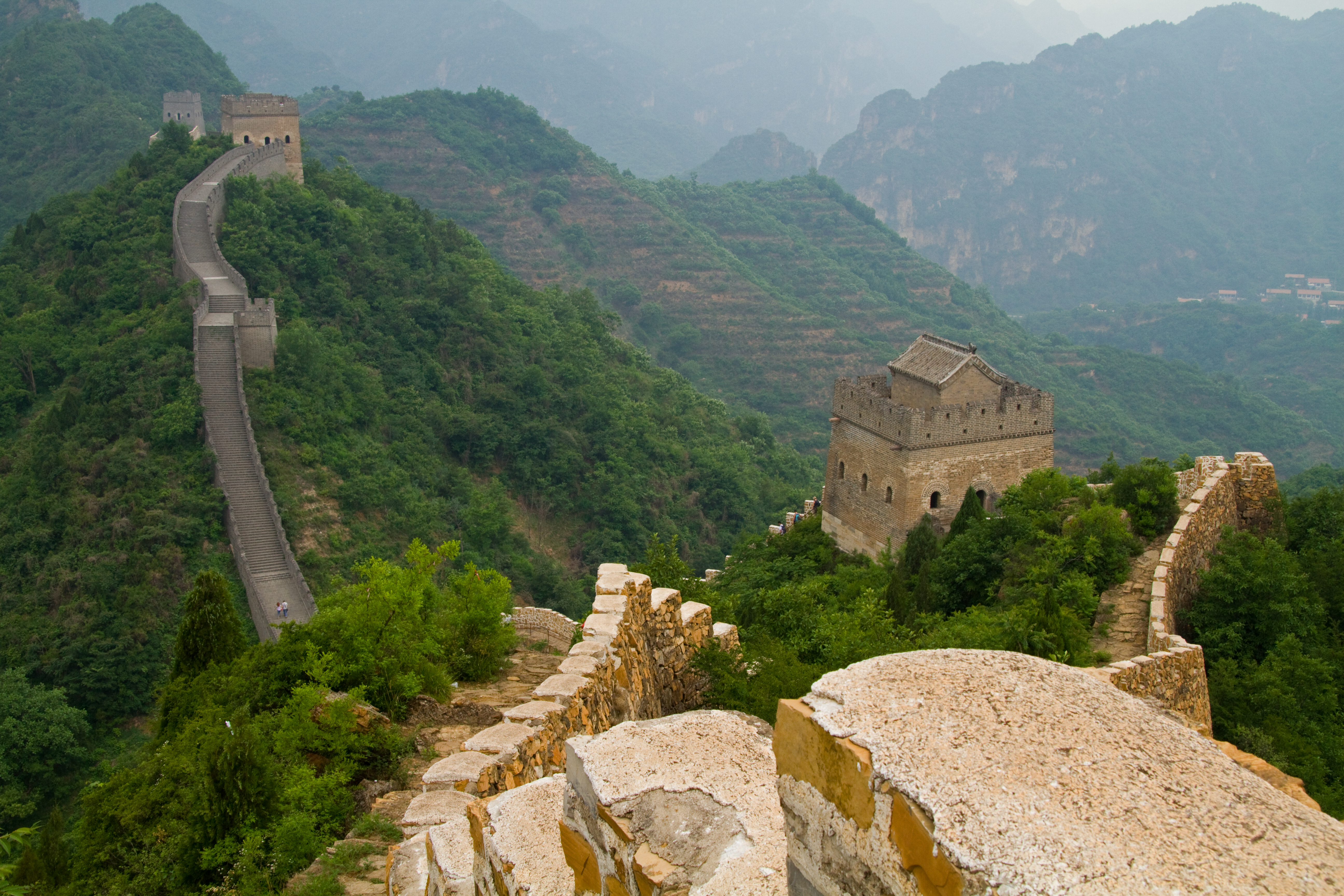
位于蓟州区的黄崖关长城

### 水文

海河流域地图

### 环境污染与治理

渤海湾卫星地图，拍摄于2015年

## 城建

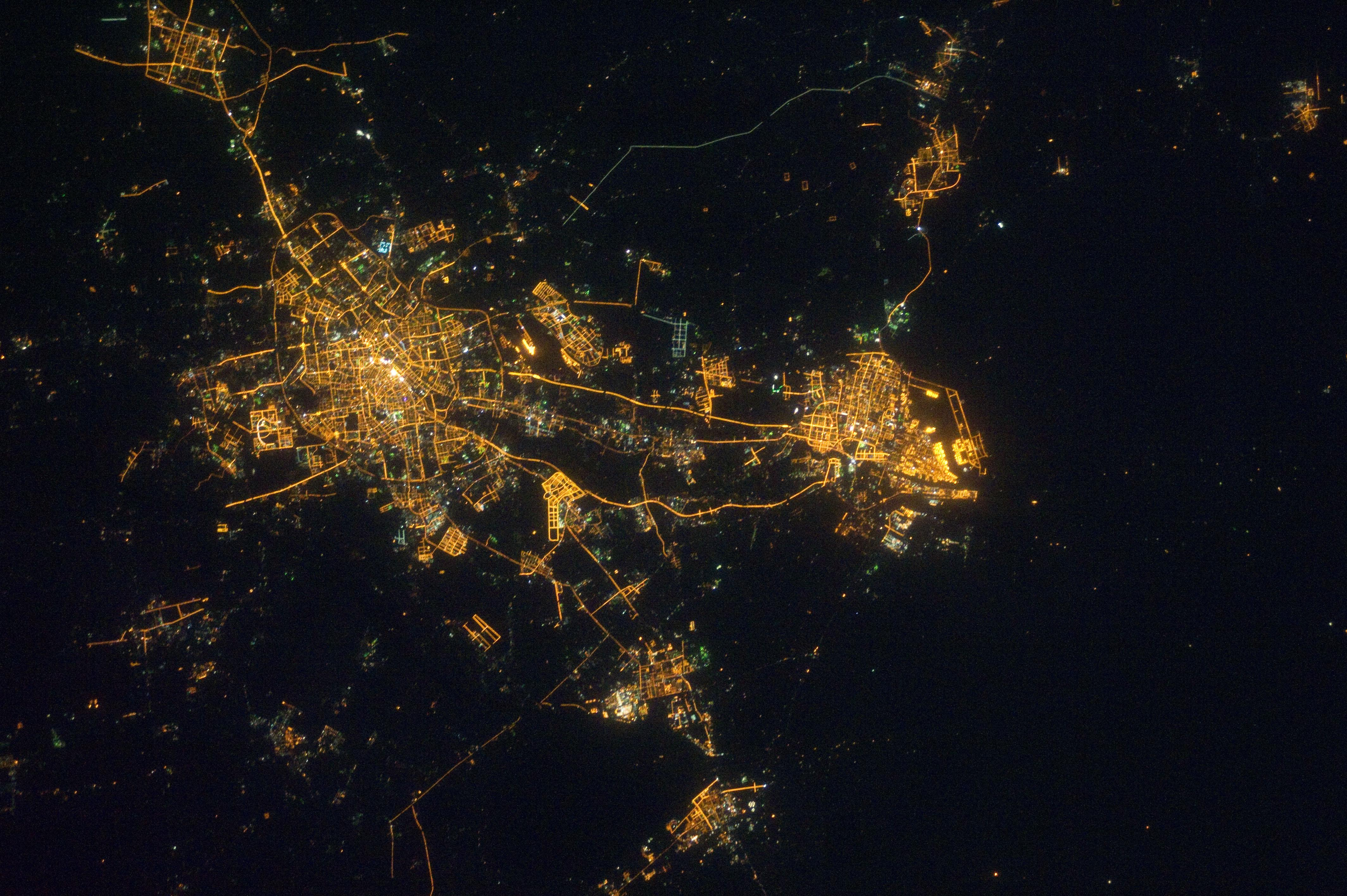
从国际空间站拍摄的天津中心城区和滨海新区

### 城市规划

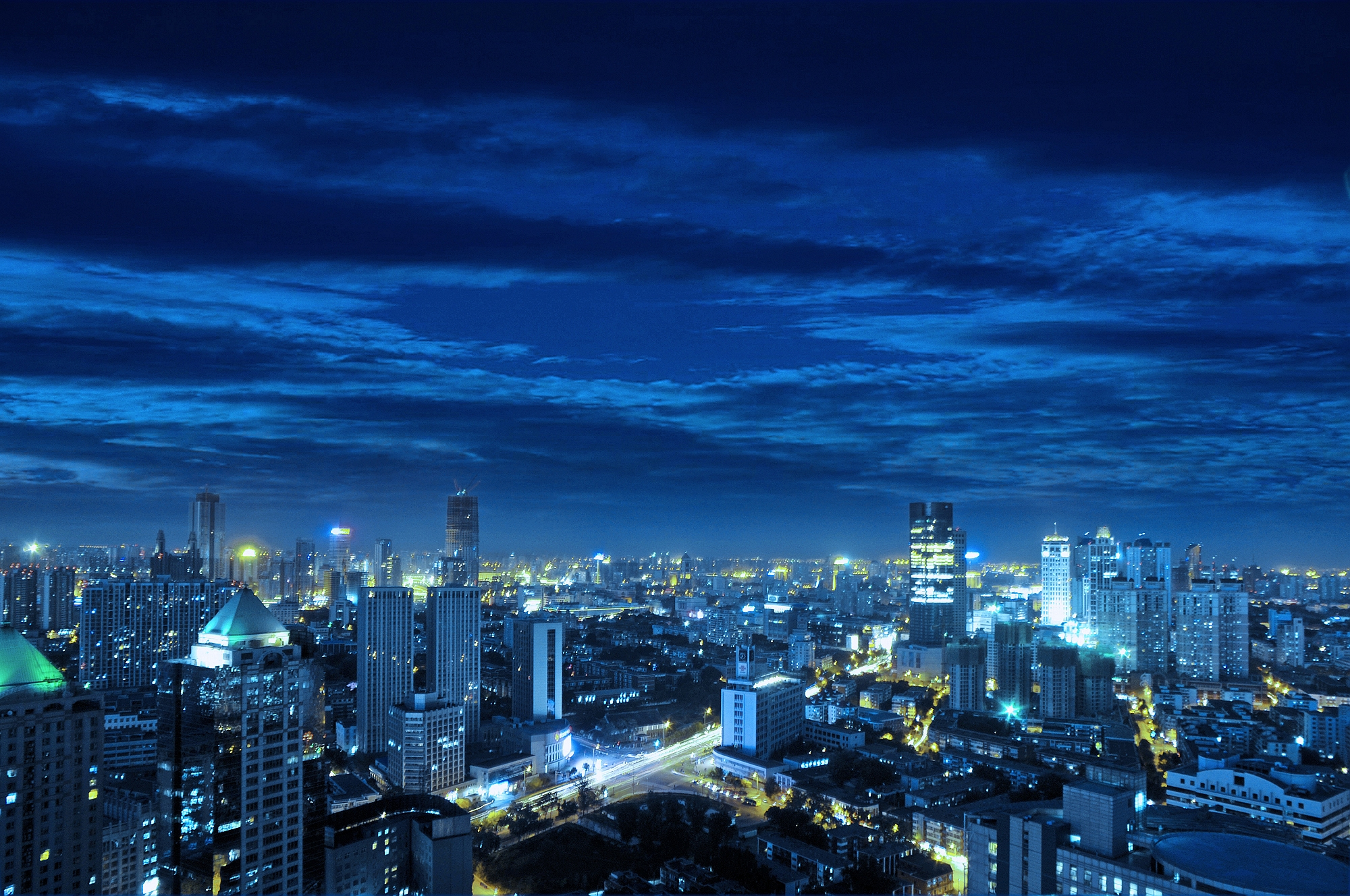
夜景天际线

### 历史风貌建筑

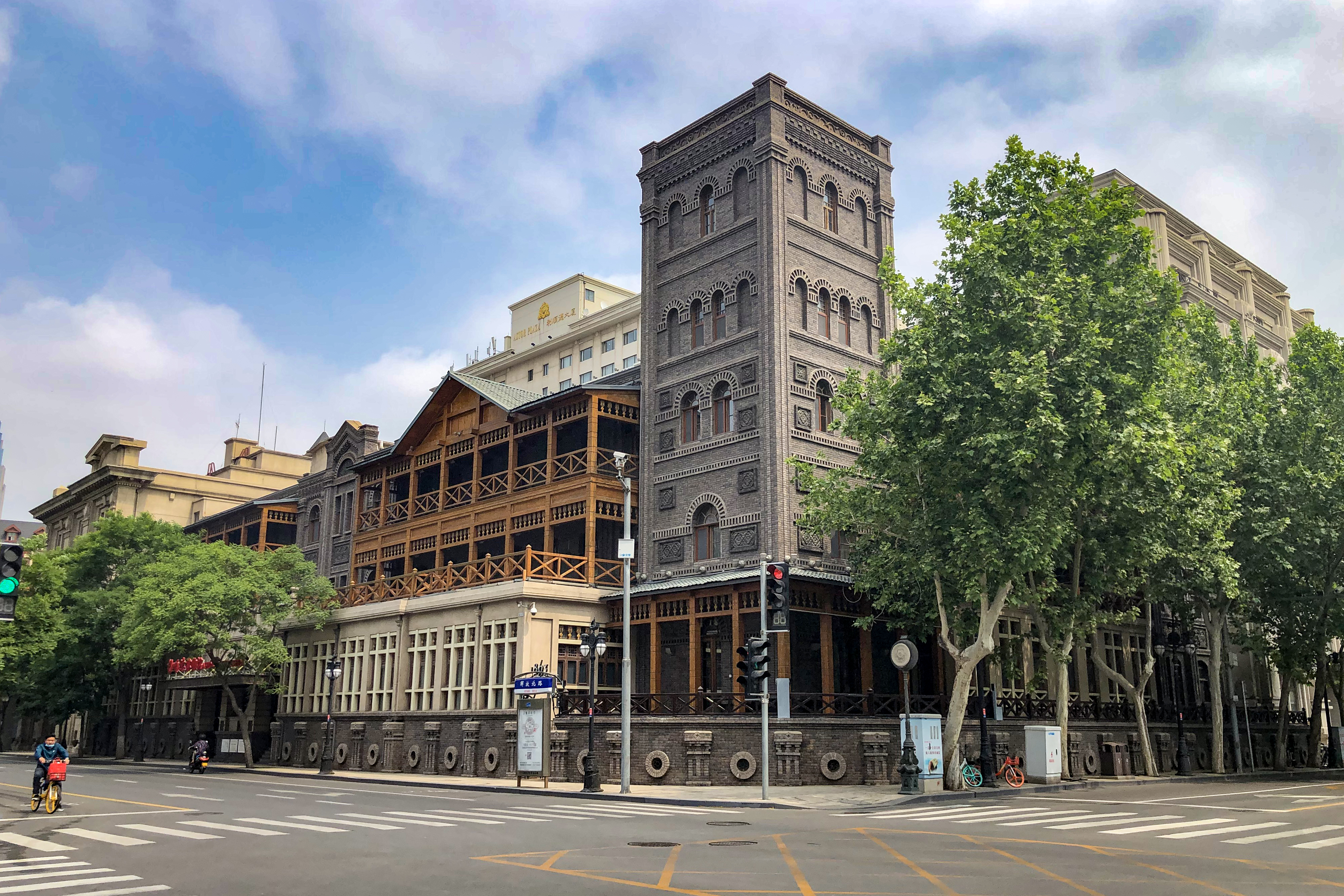
天津利顺德大饭店

### 现代建筑

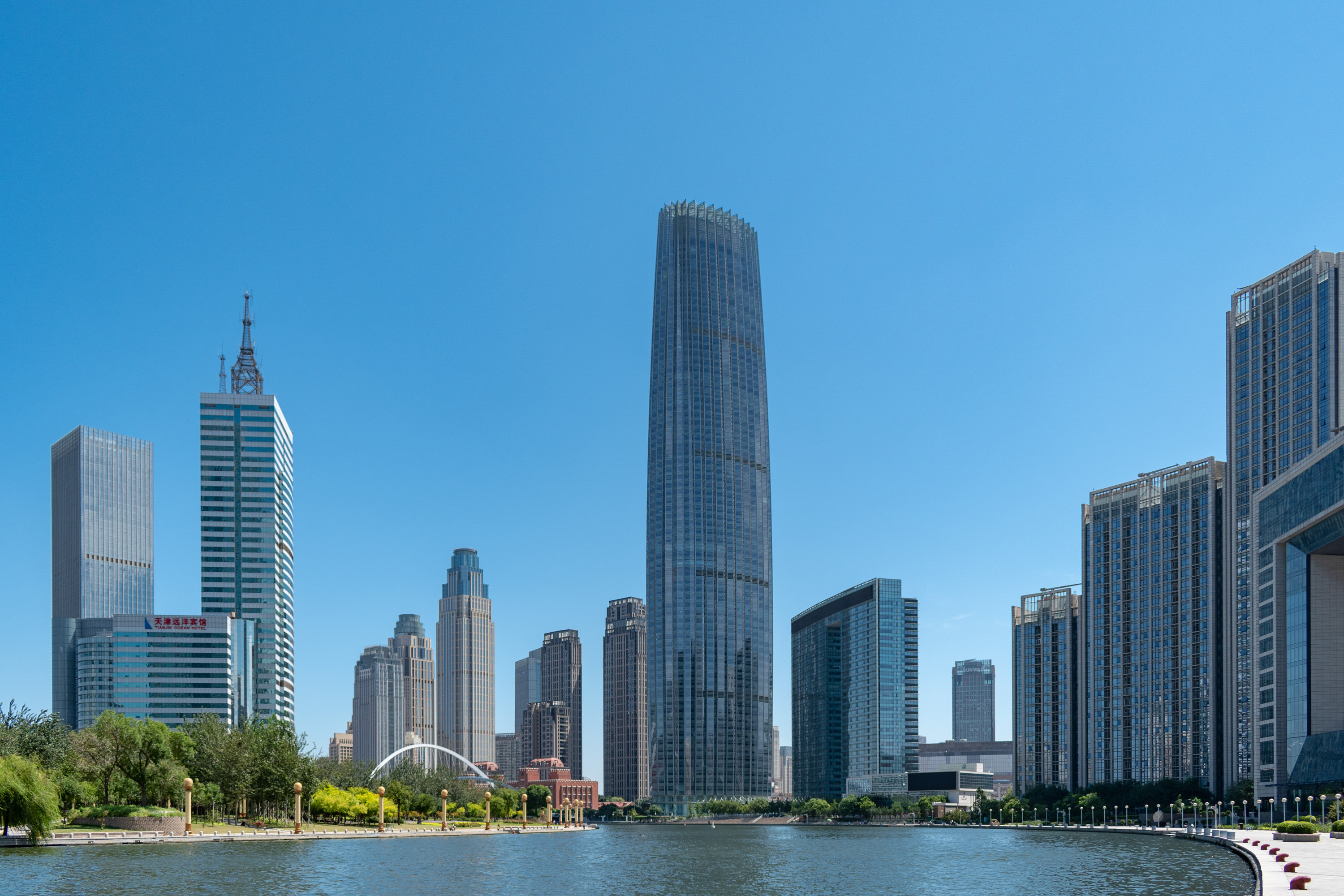
海河河畔的天津环球金融中心

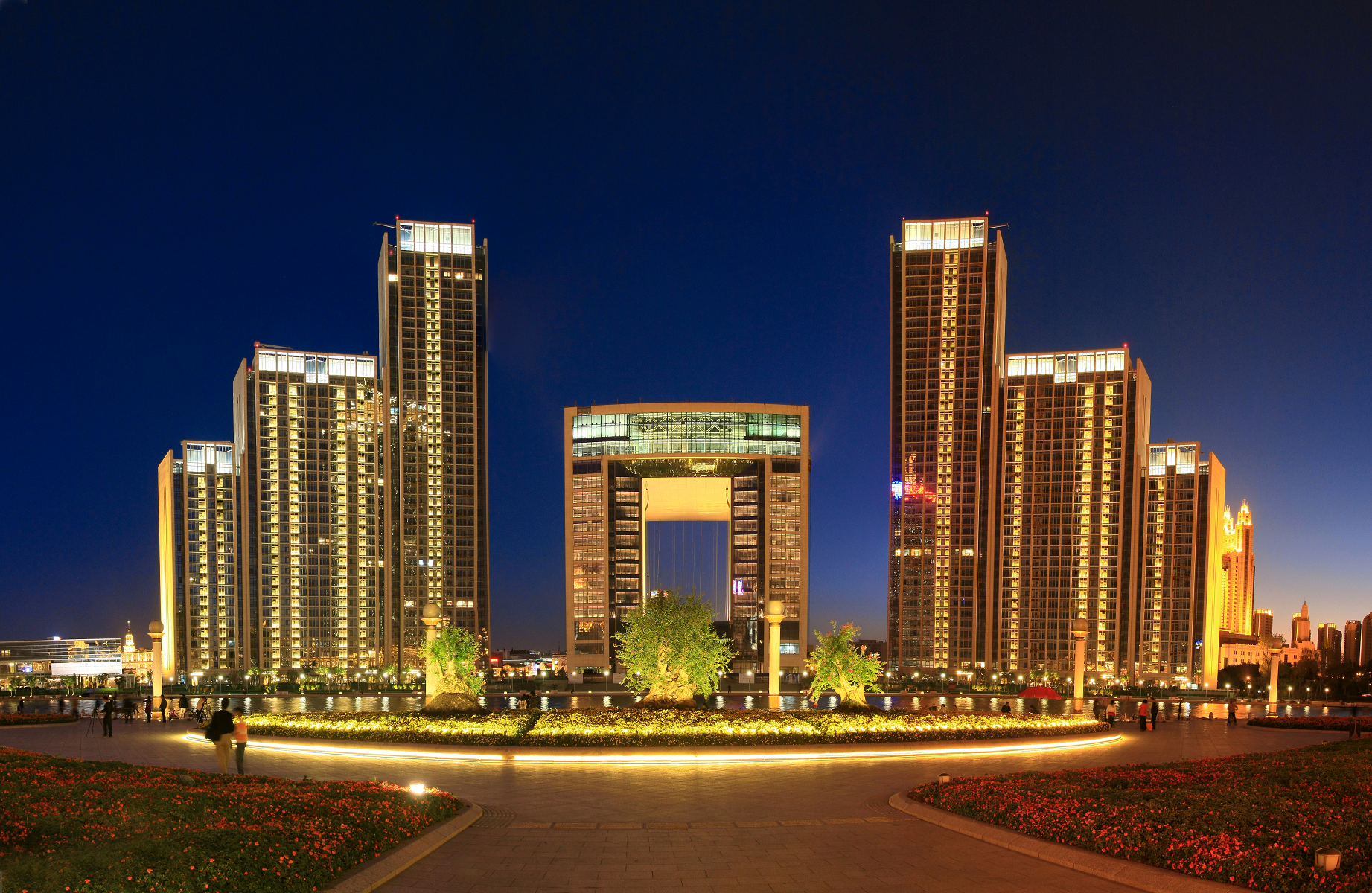
津门建筑群夜景

### 桥梁

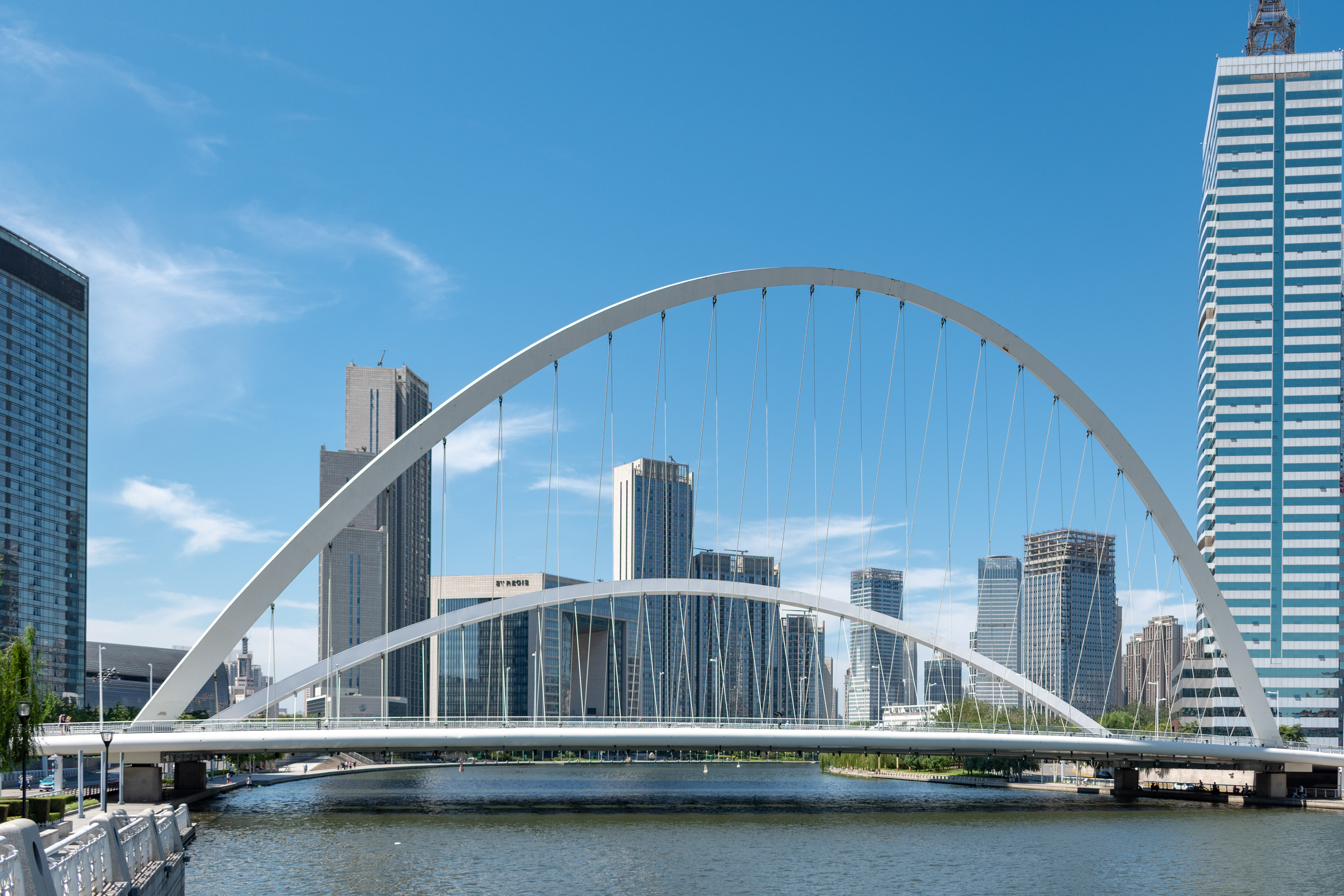
大沽桥
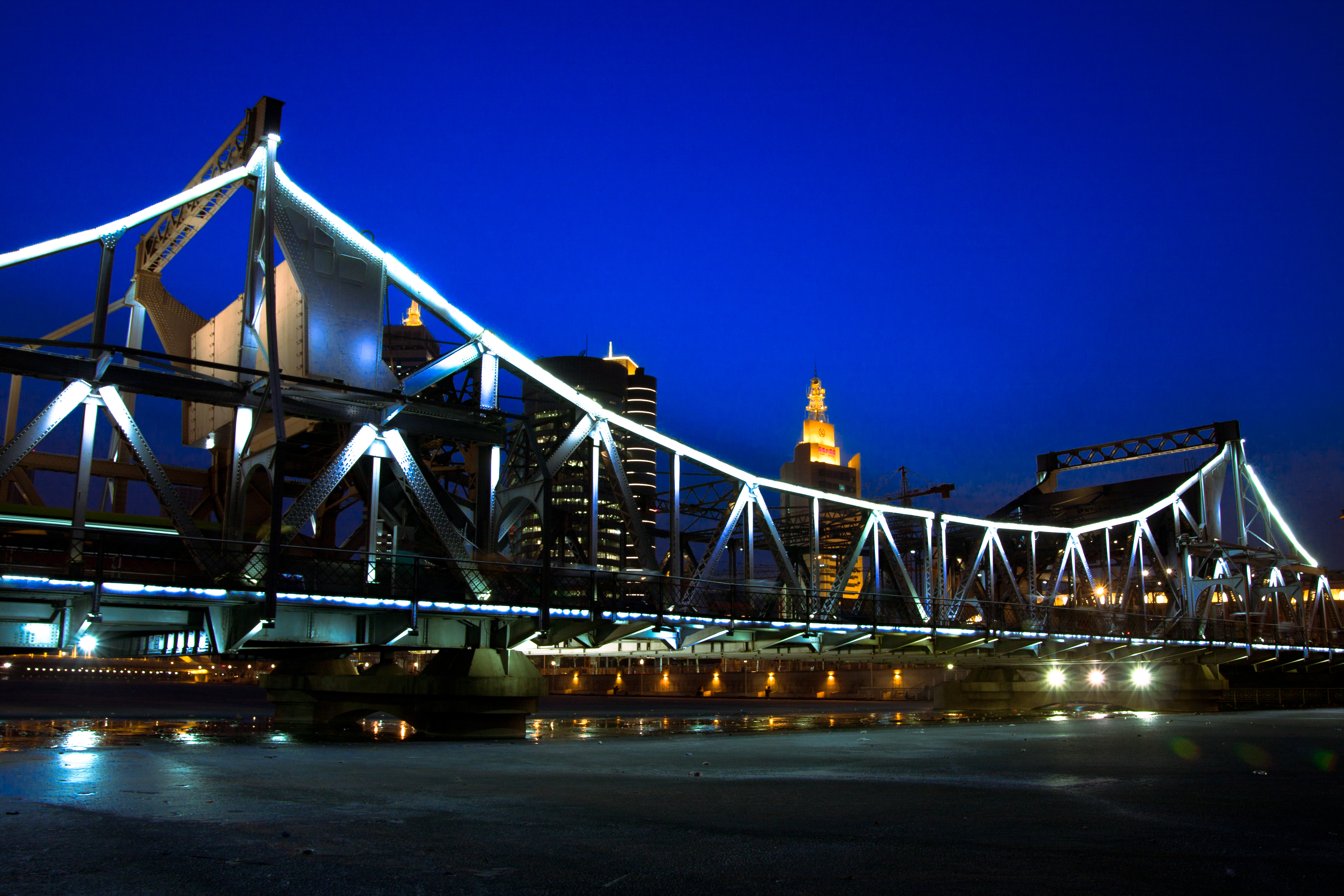
解放桥
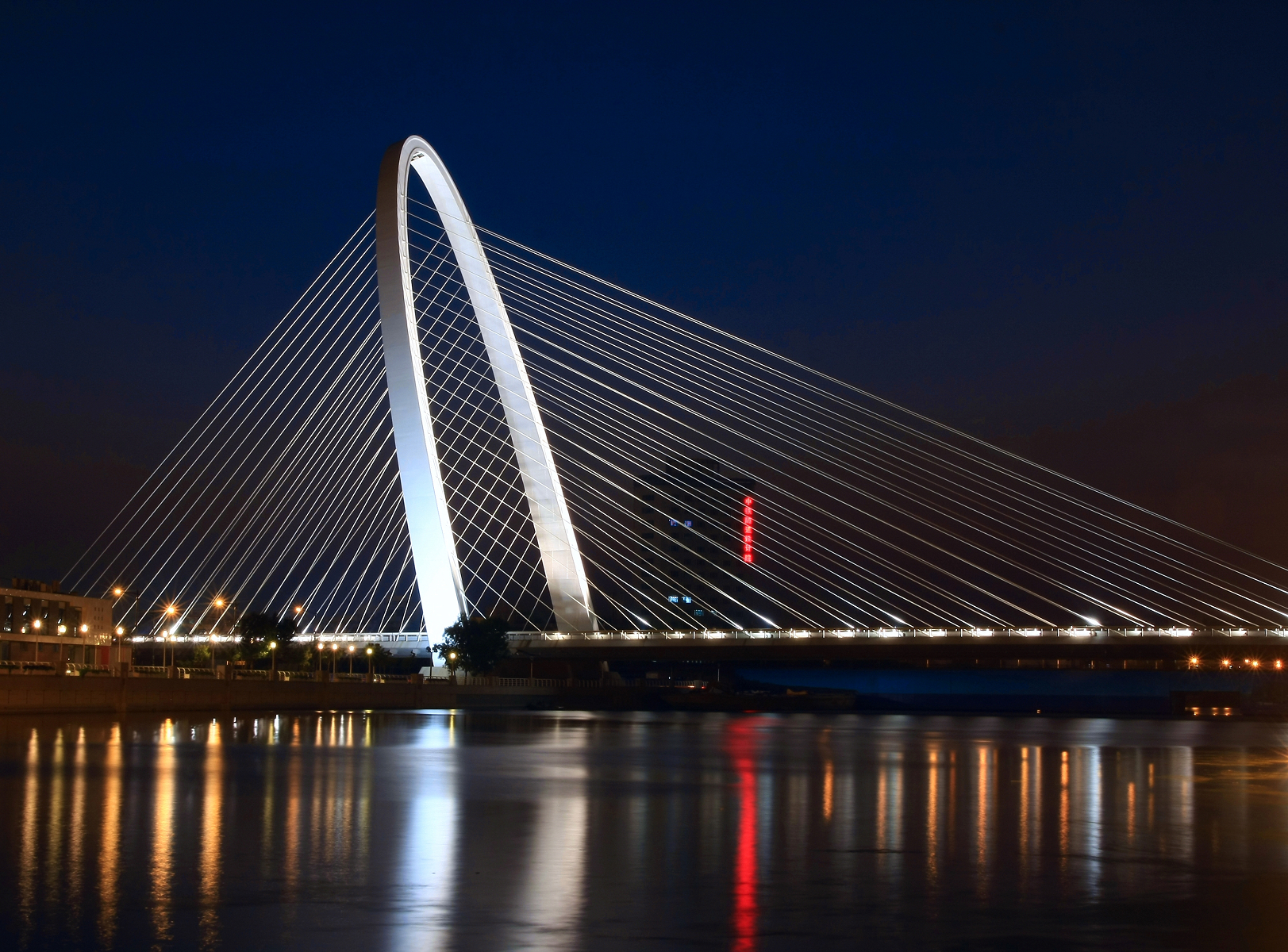
北营门桥
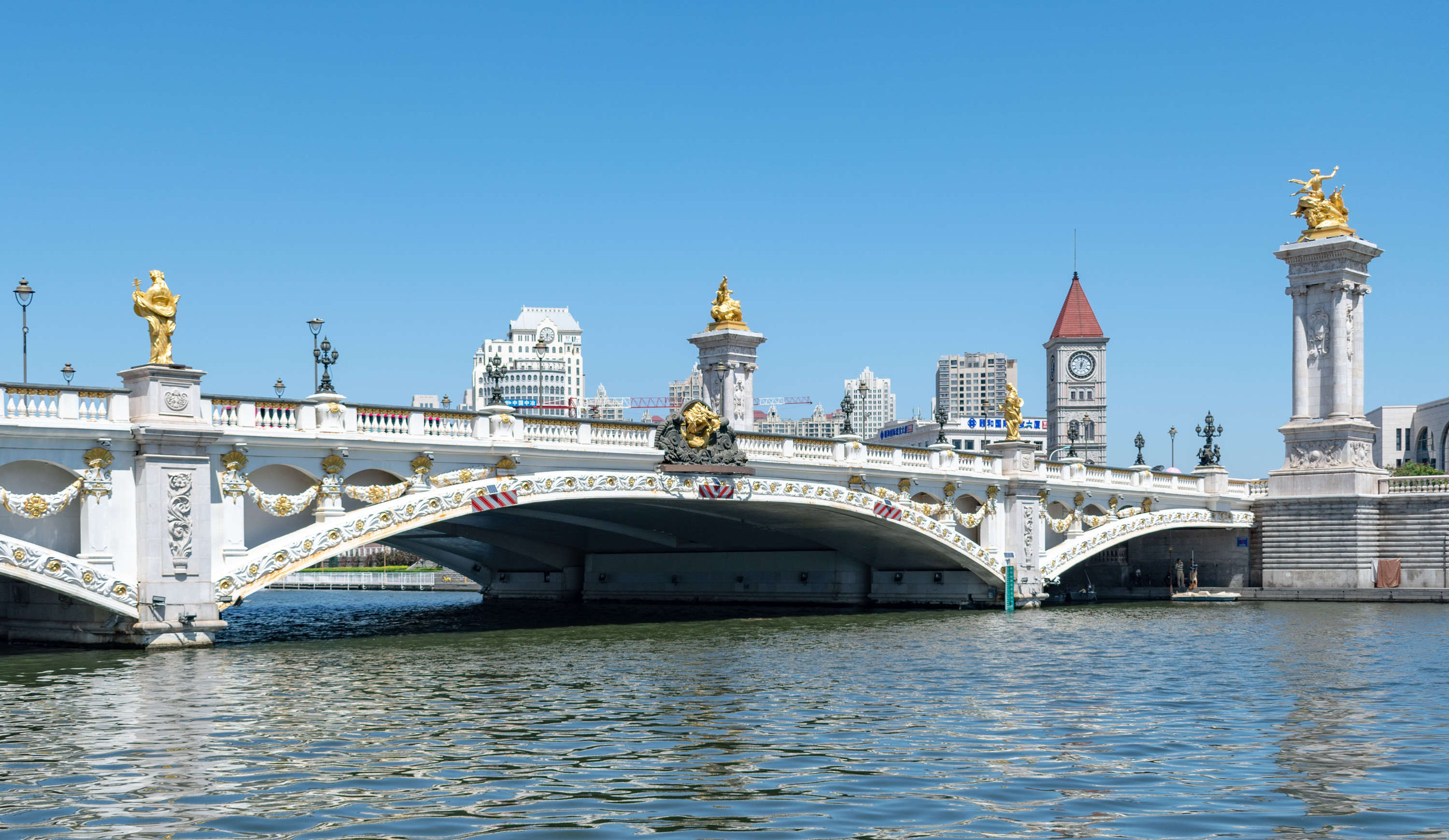
北安桥

## 经济

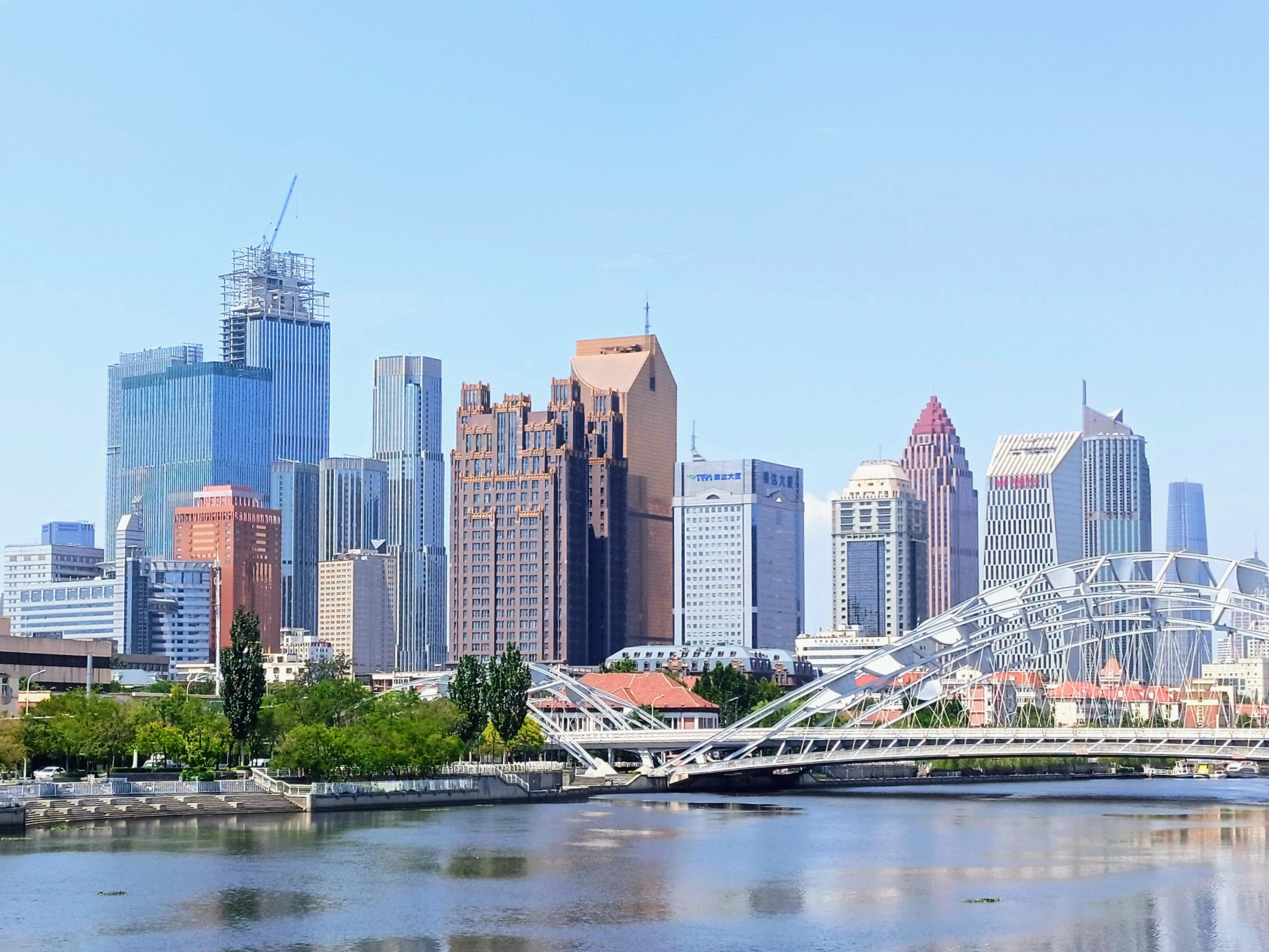
天津小白楼地区城市主中心

### 制造业

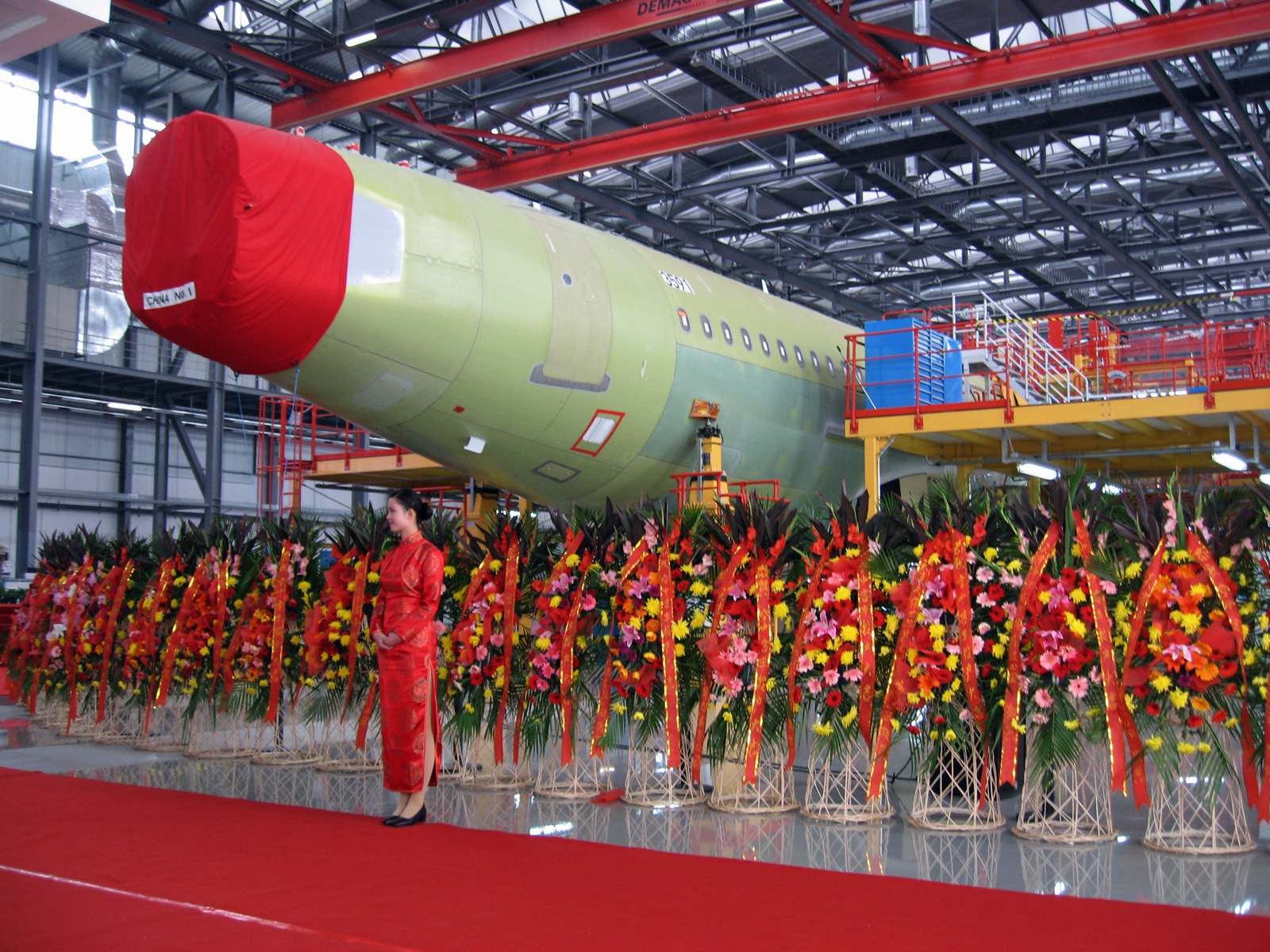
空客A320天津总装公司

### 商业

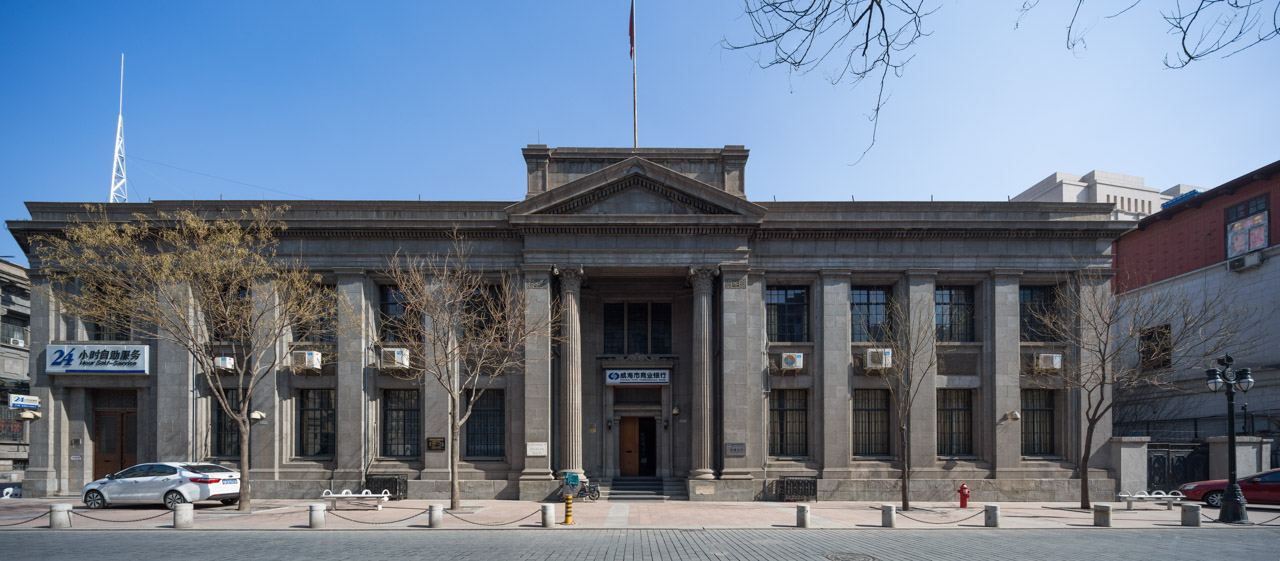
英租界怡和洋行曾是天津各租界内最具实力的进出口贸易商

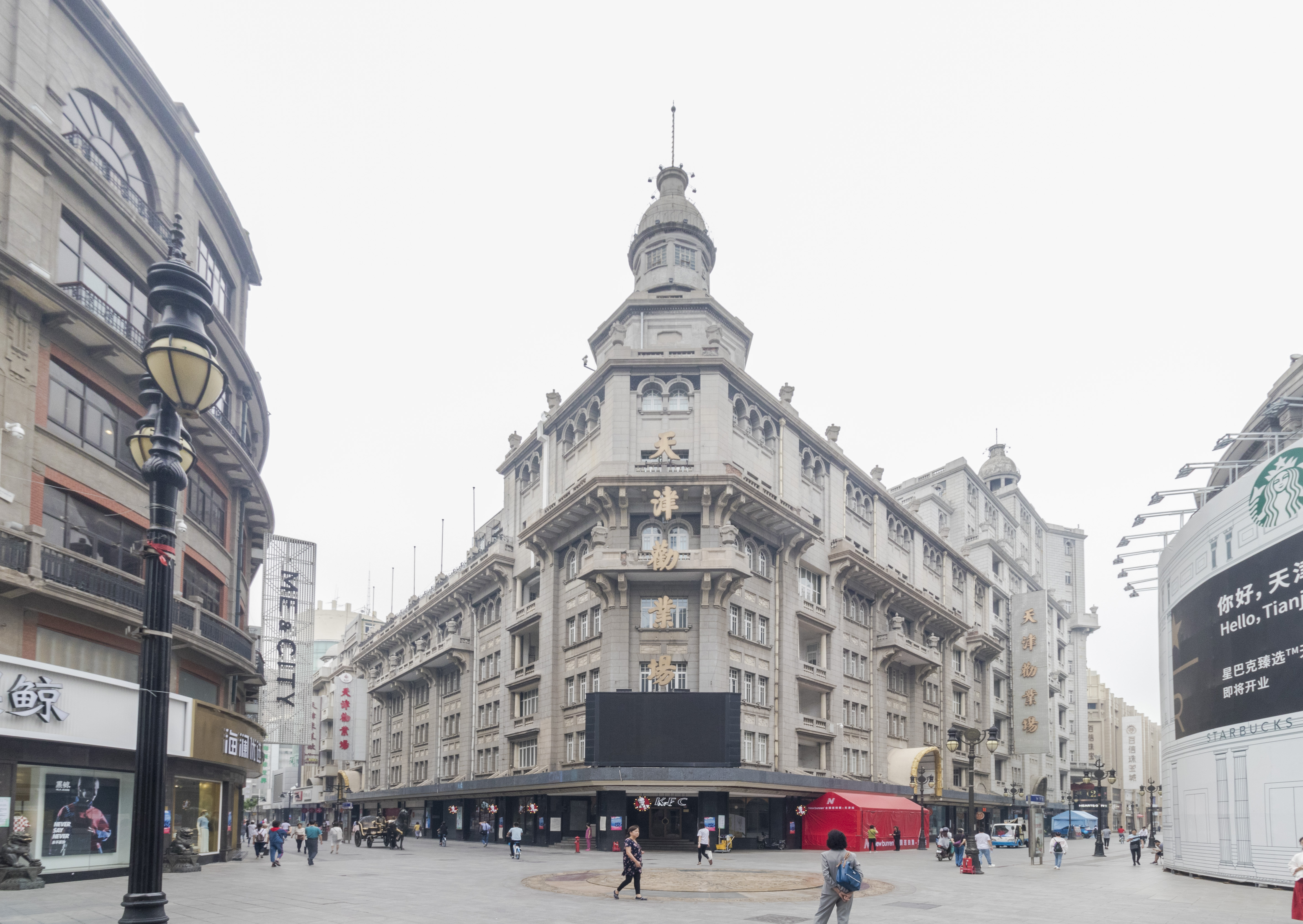
滨江道与和平路交叉口的天津劝业场

### 金融业

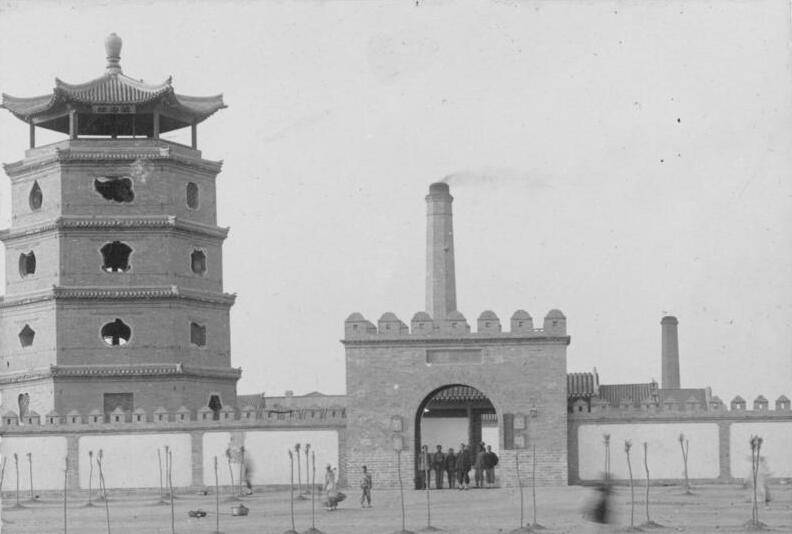
度支部造币津厂

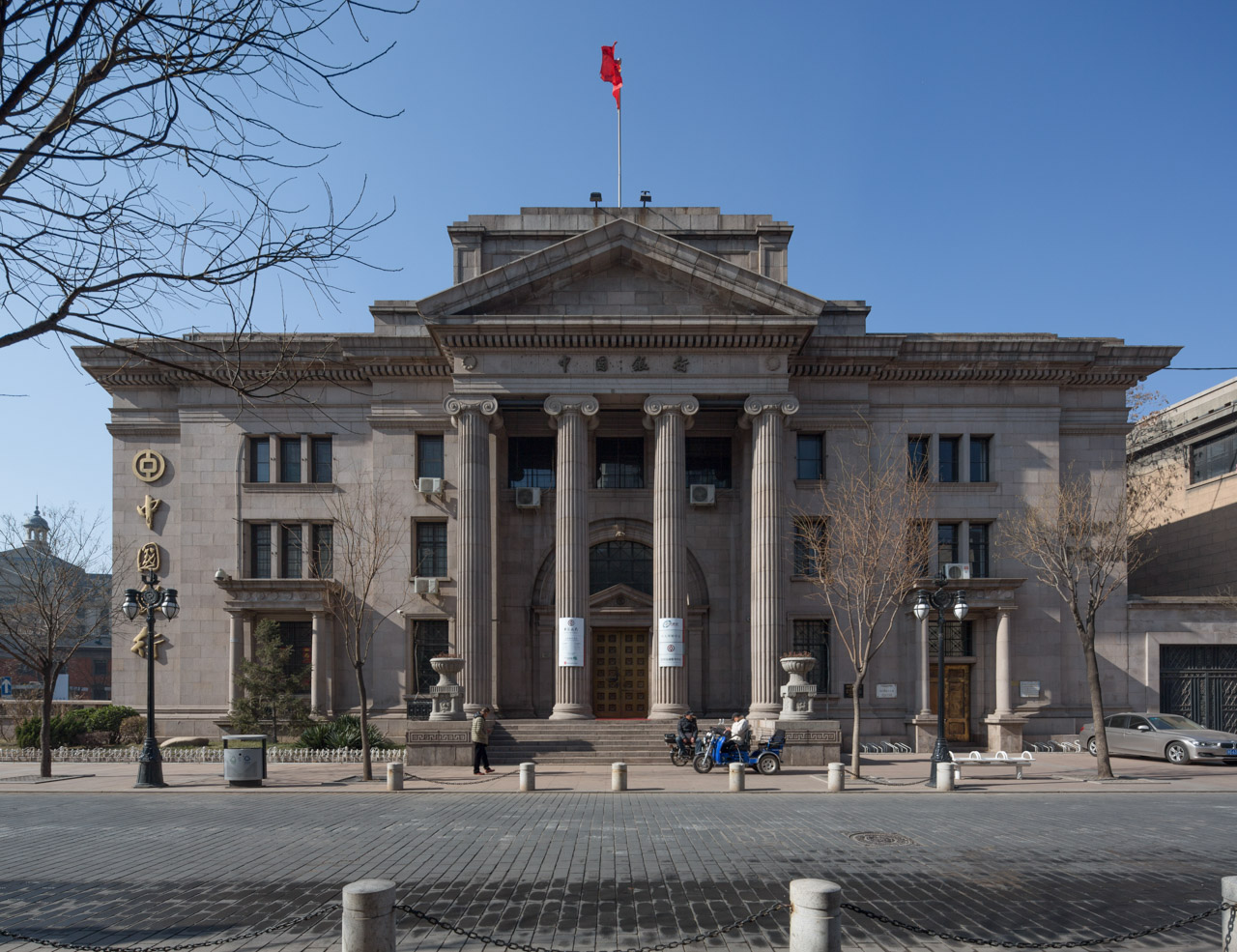
汇丰银行天津分行是天津租界内第一家外资银行

### 产业园区

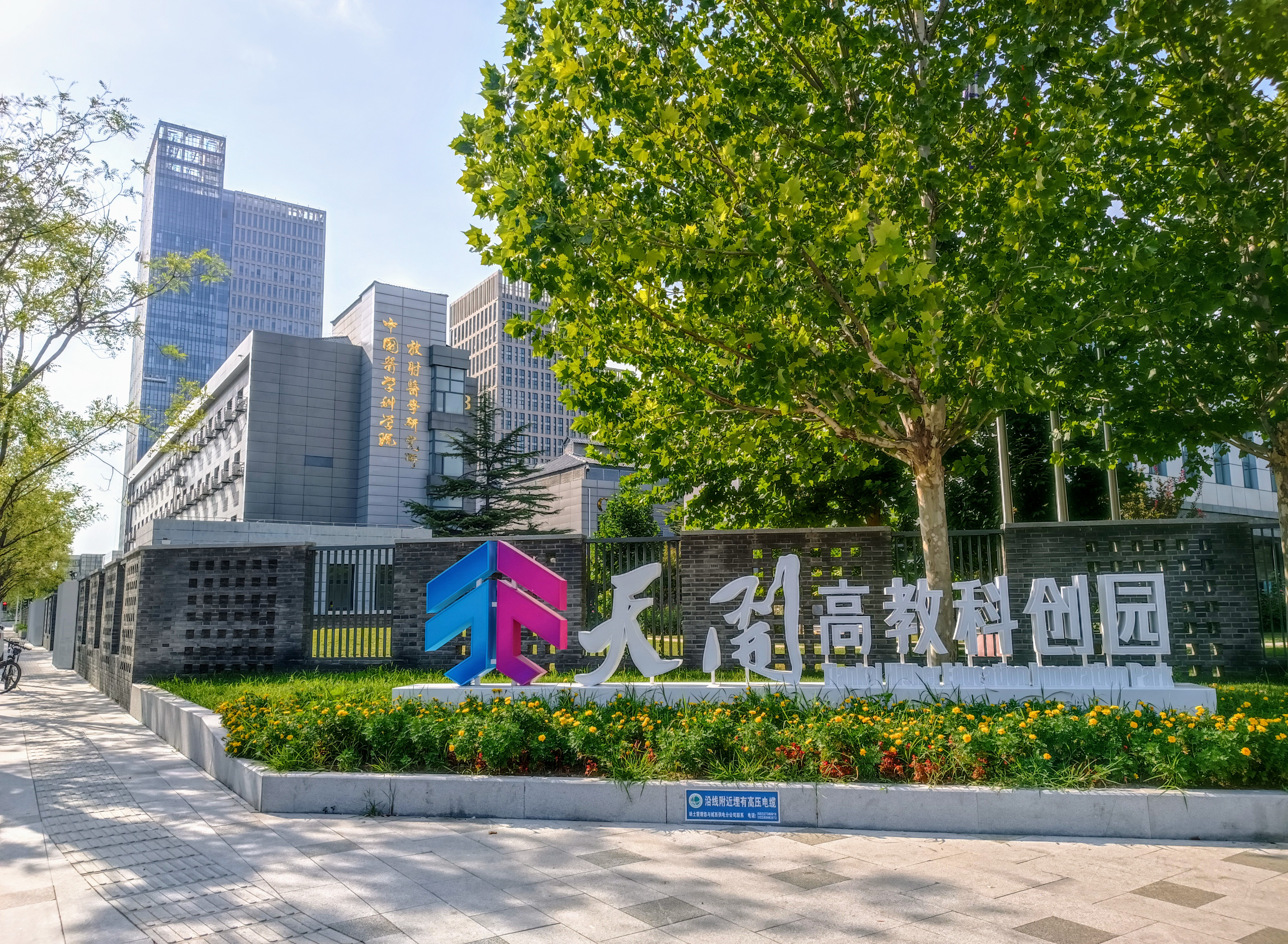
2023年开始建设运营的天开高教科创园

## 文化

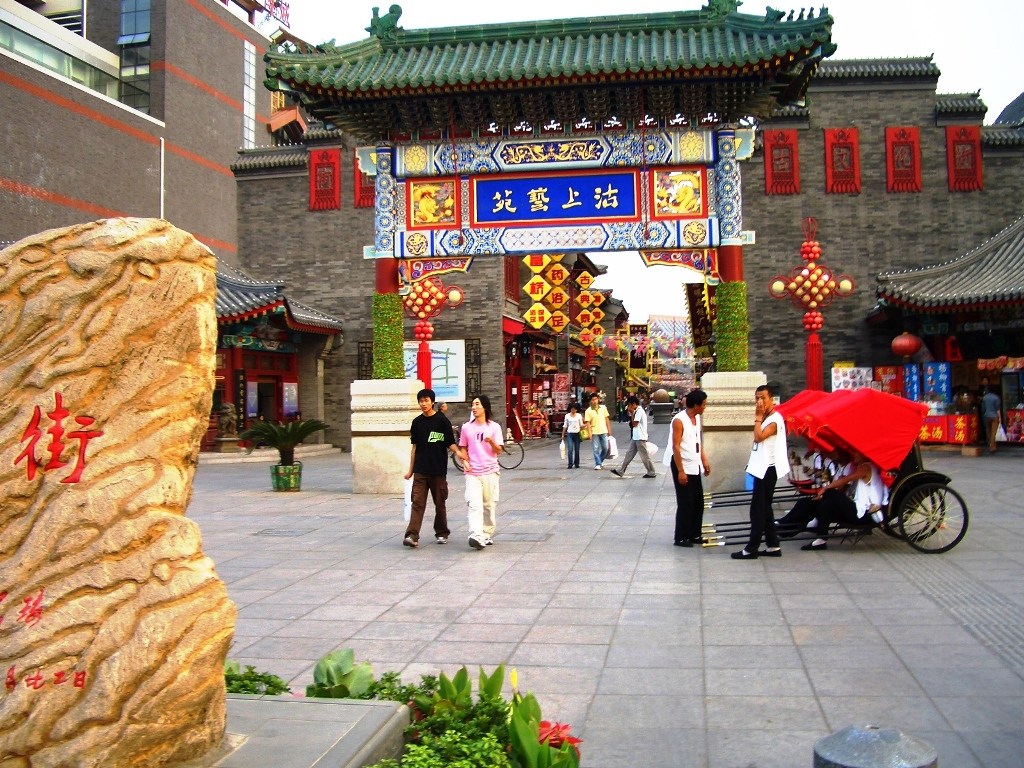
国家5A级旅游景区古文化街

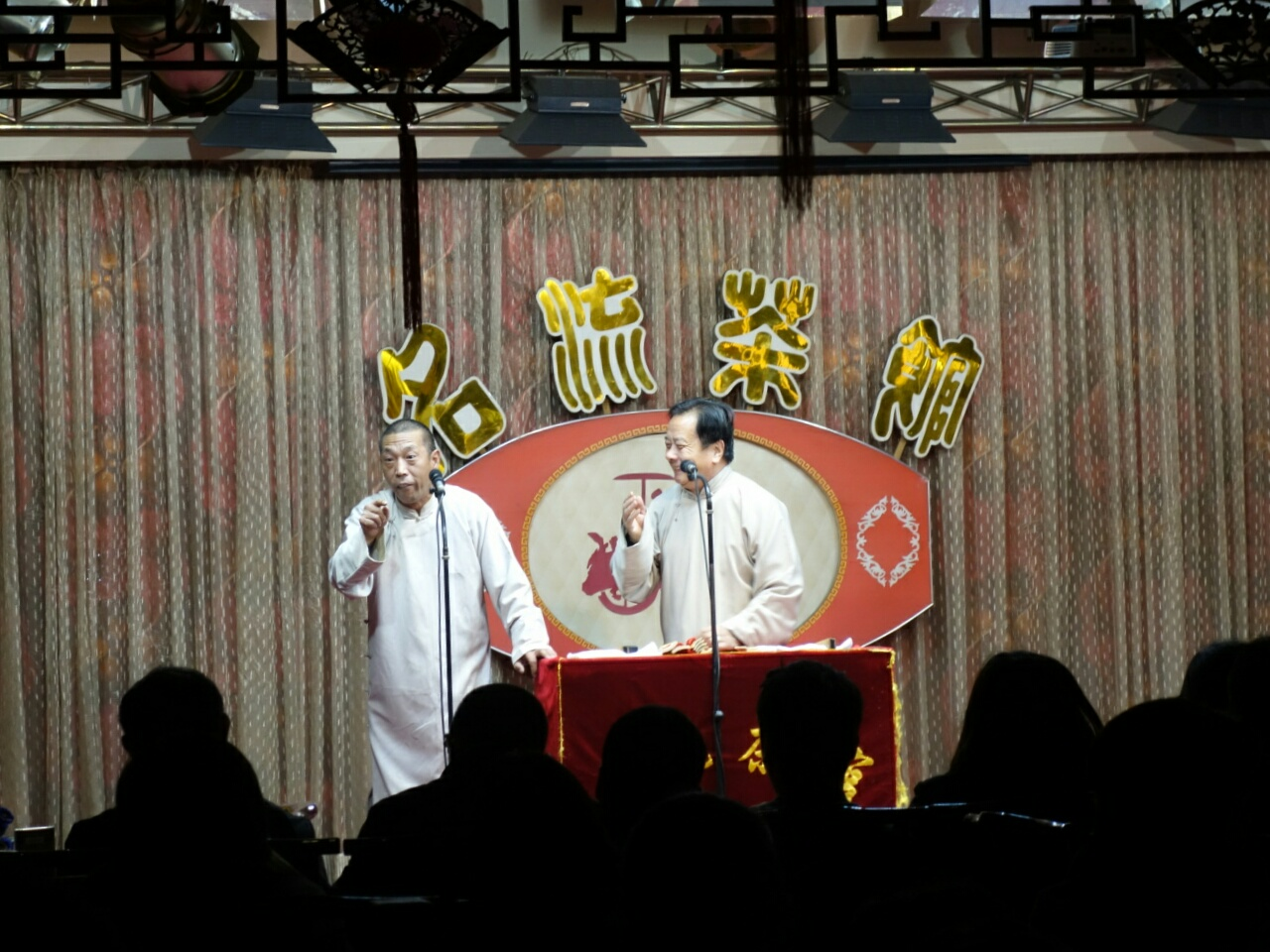
天津名流茶馆的相声表演

### 舞台艺术

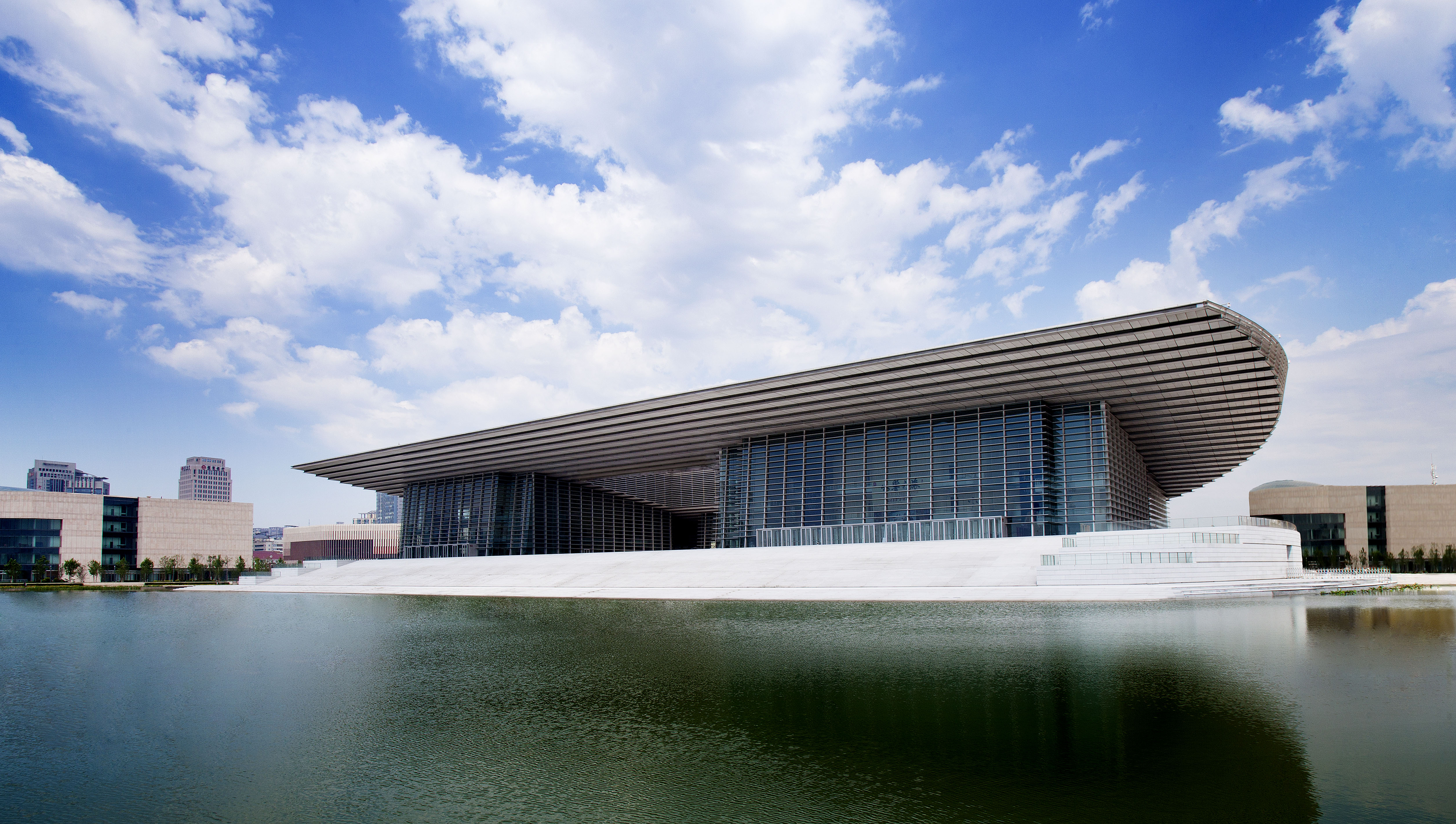
位于天津文化中心的天津大剧院

### 电影、音乐

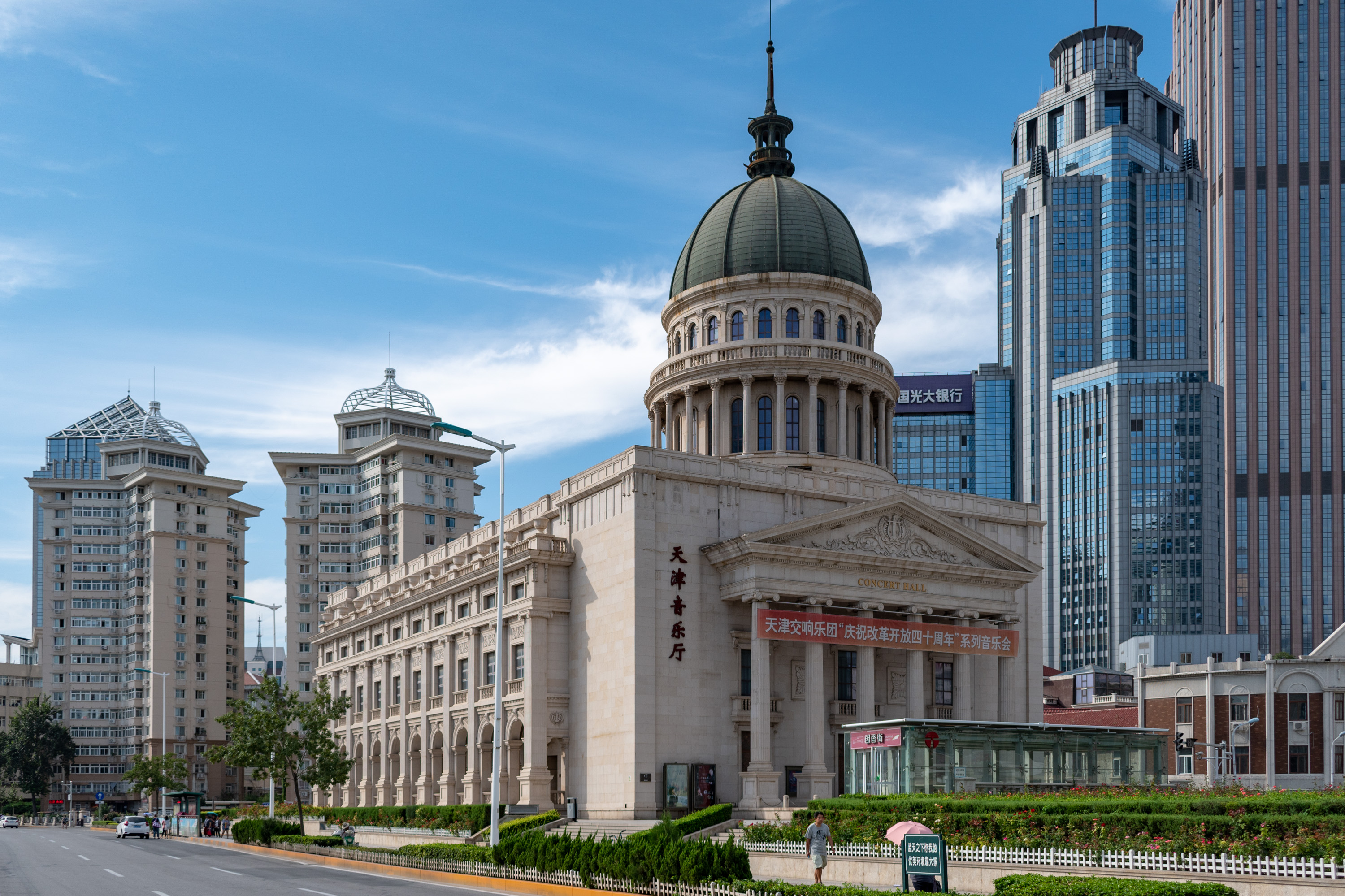
天津音乐厅

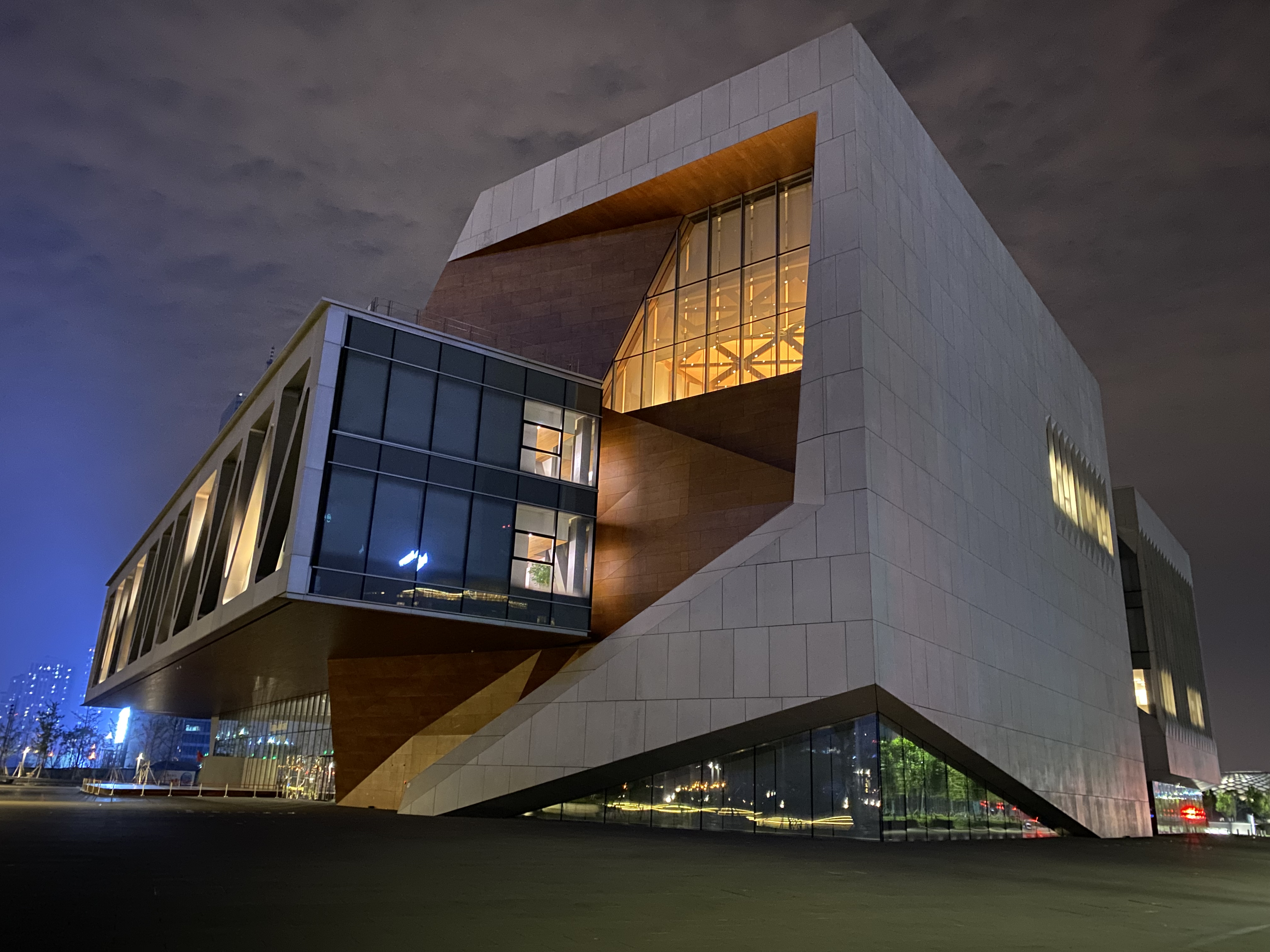
位于滨海新区的天津茱莉亚学院

### 书画及民俗

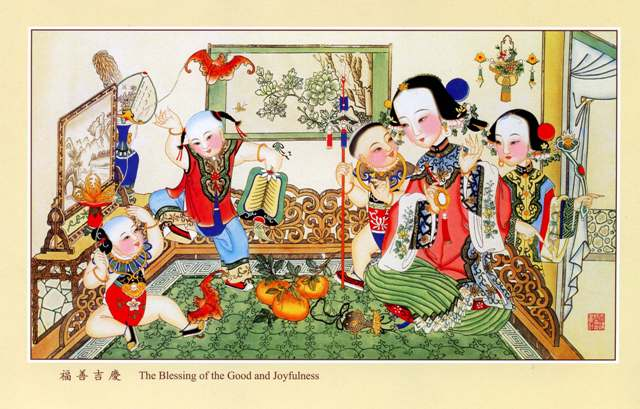
杨柳青年画

### 出版传媒

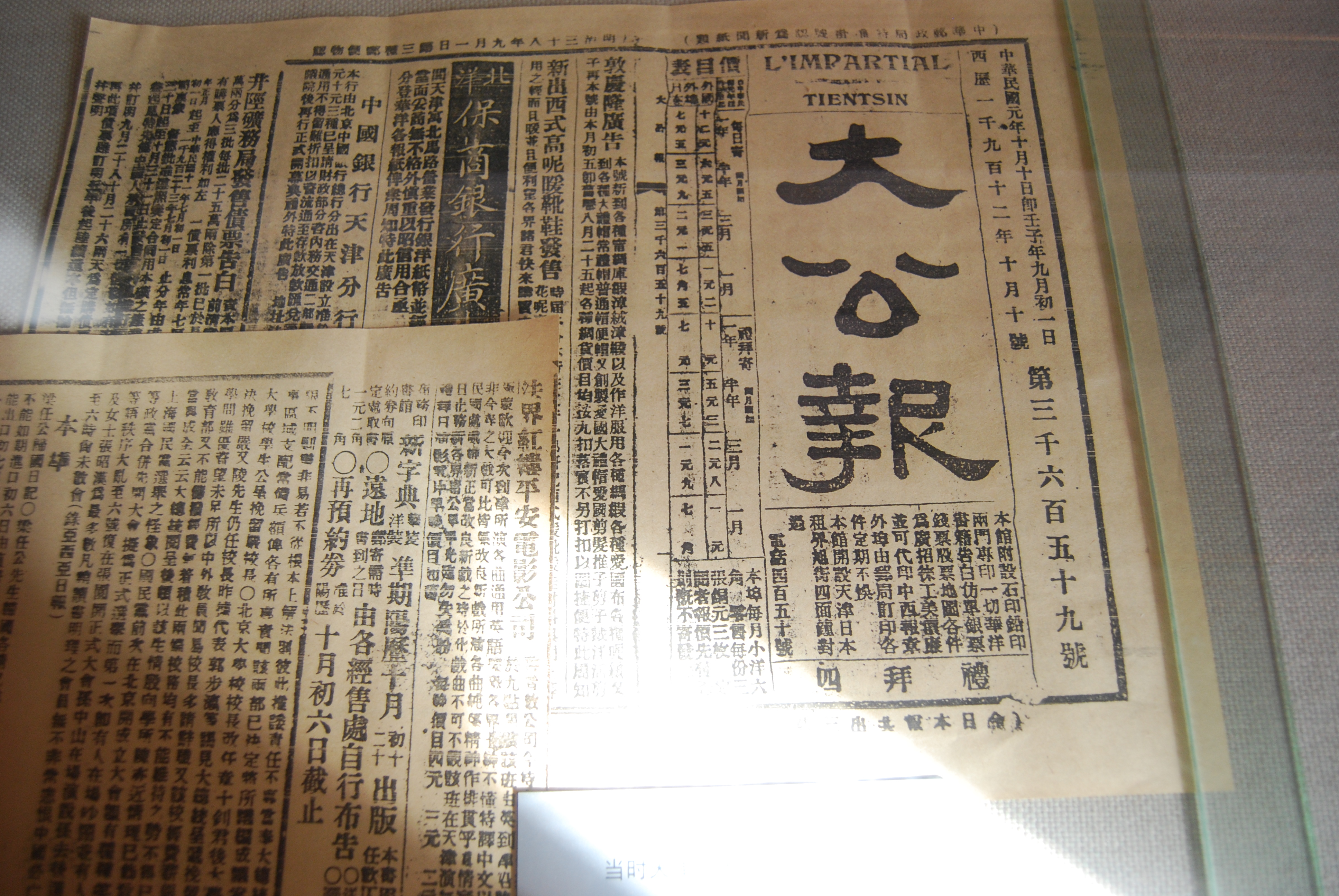
1912年天津出版的大公报

### 饮食与特产

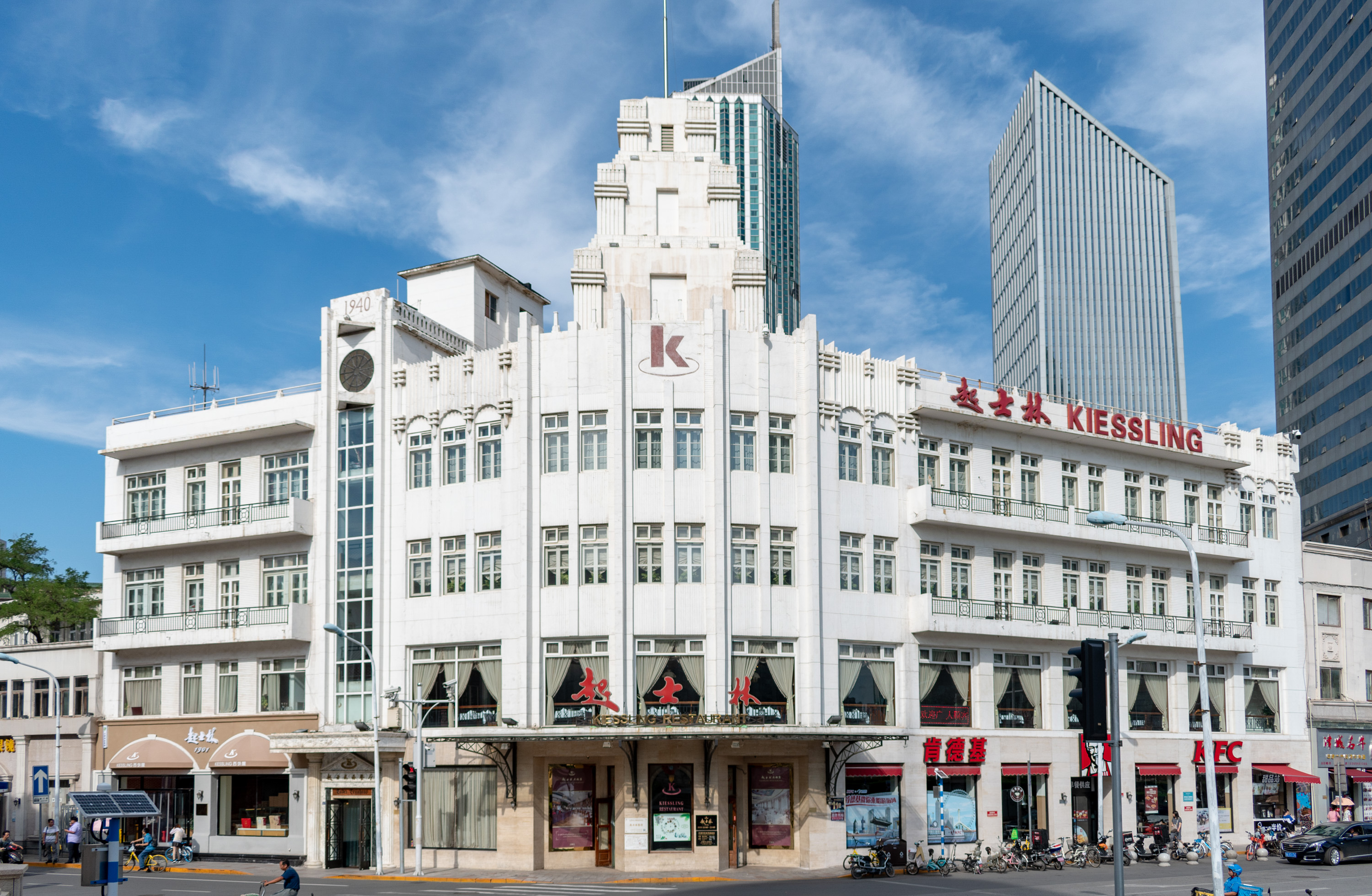
1907年创办的起士林餐厅

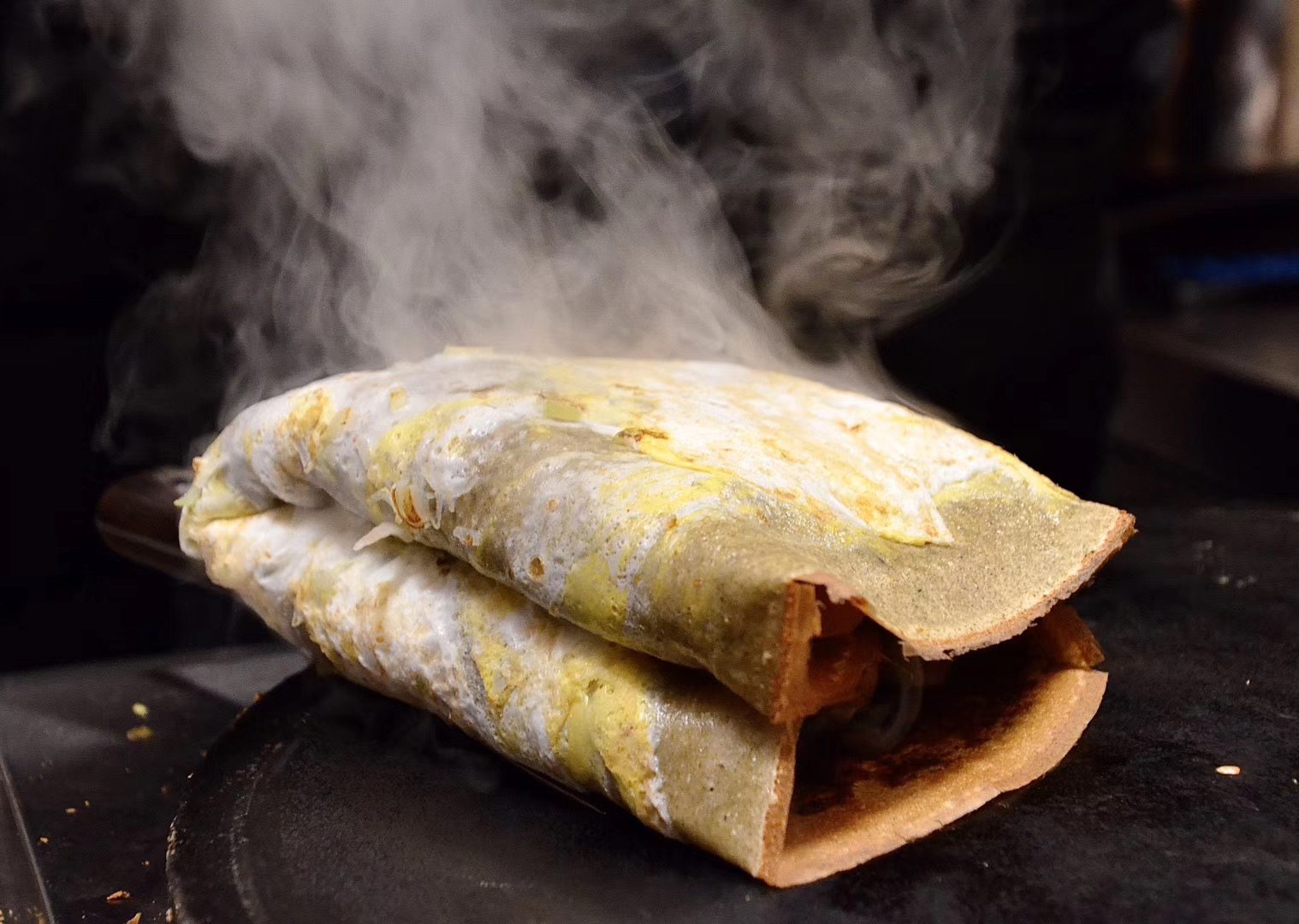
天津具有代表性的风味小吃煎饼馃子

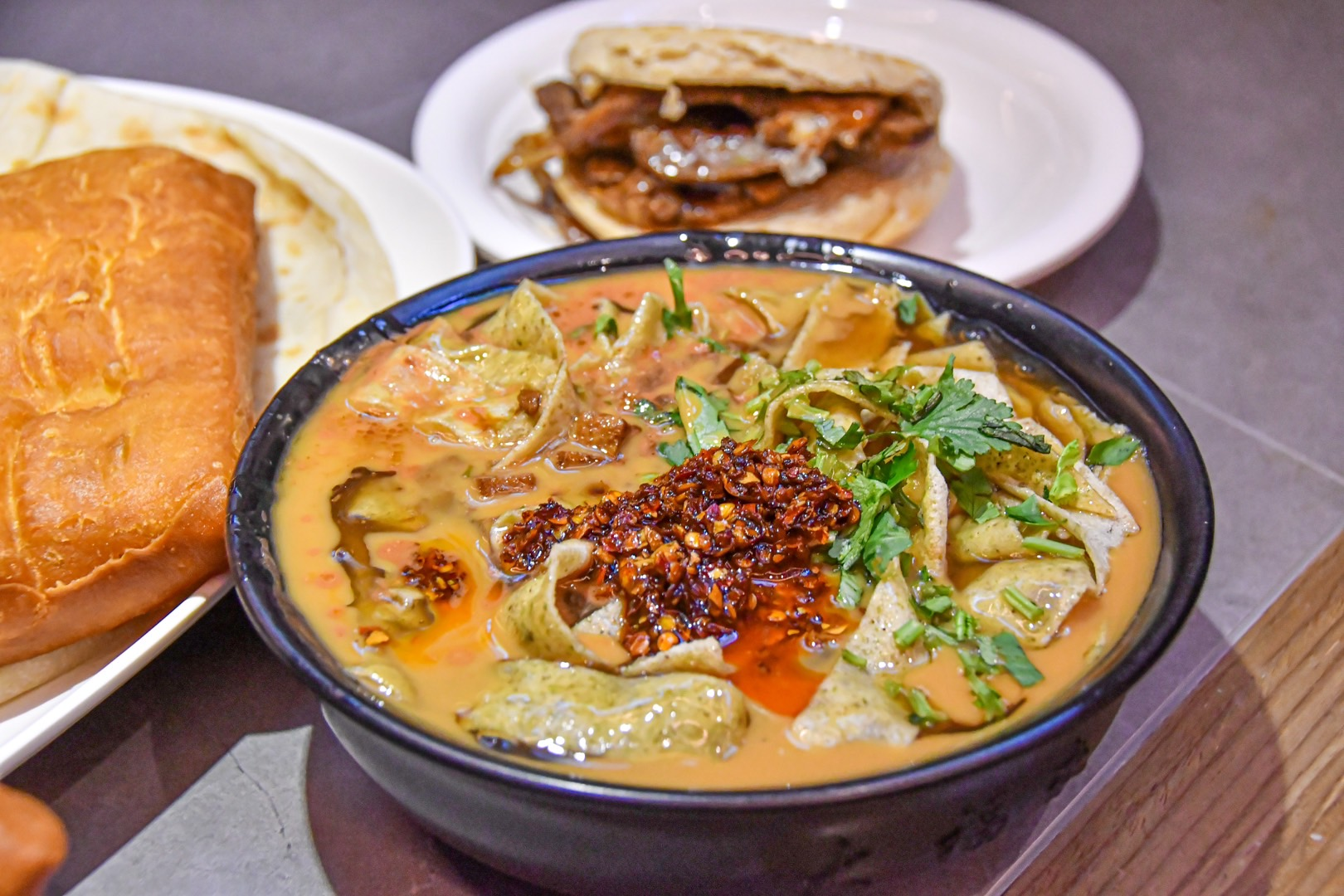
天津特色的早餐锅巴菜

### 教育

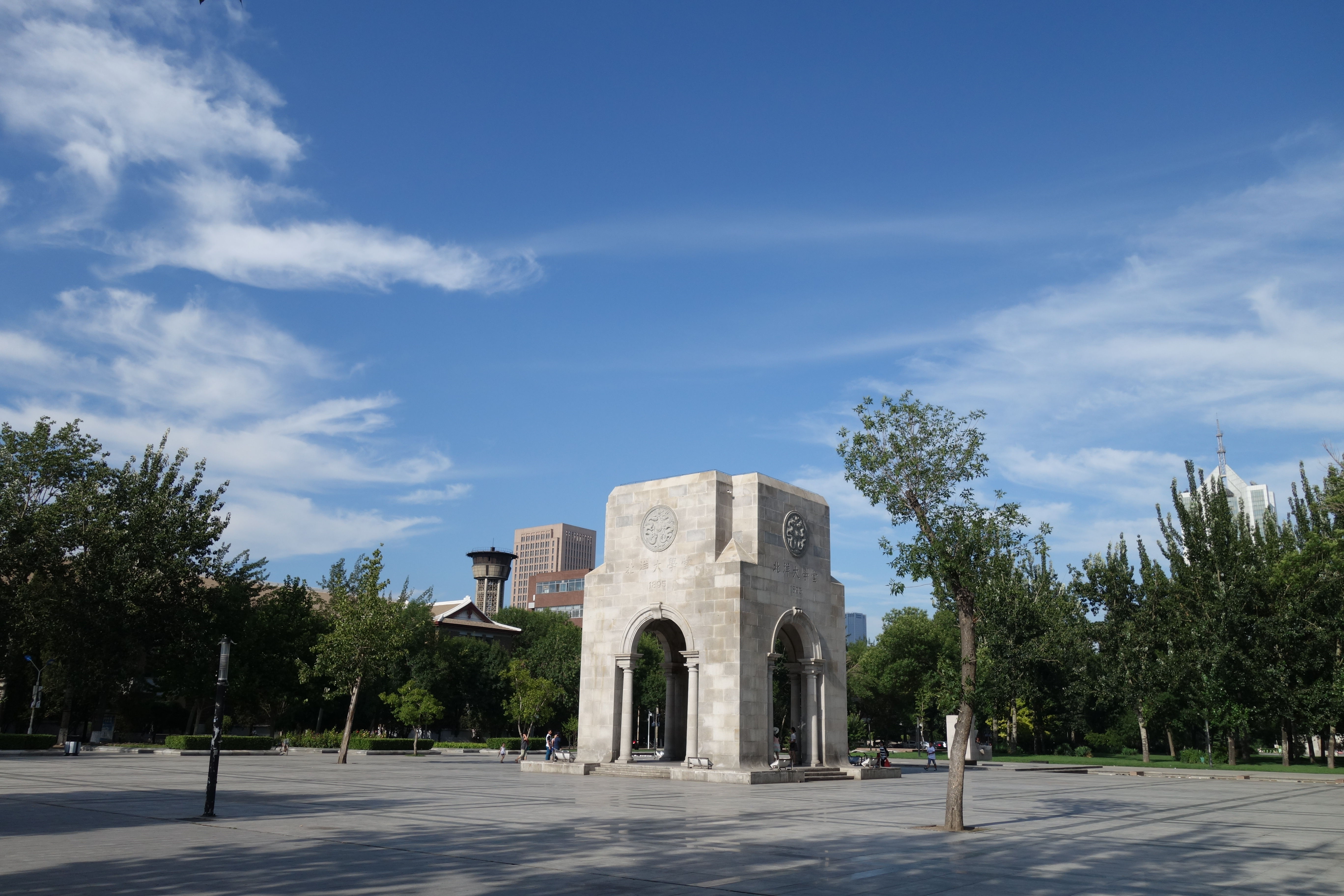
1895年建校的天津大学

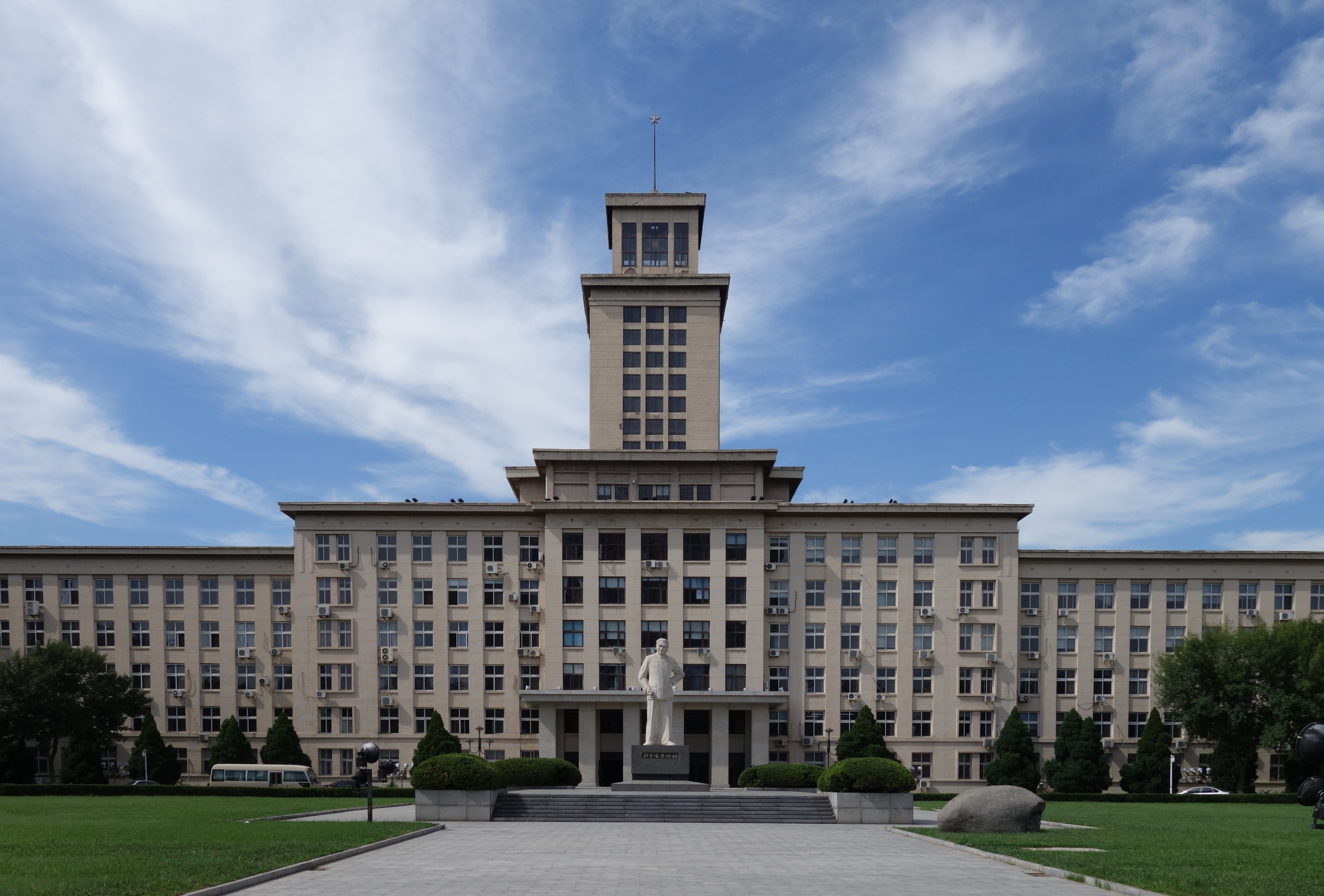
1919年建校的南开大学

### 体育

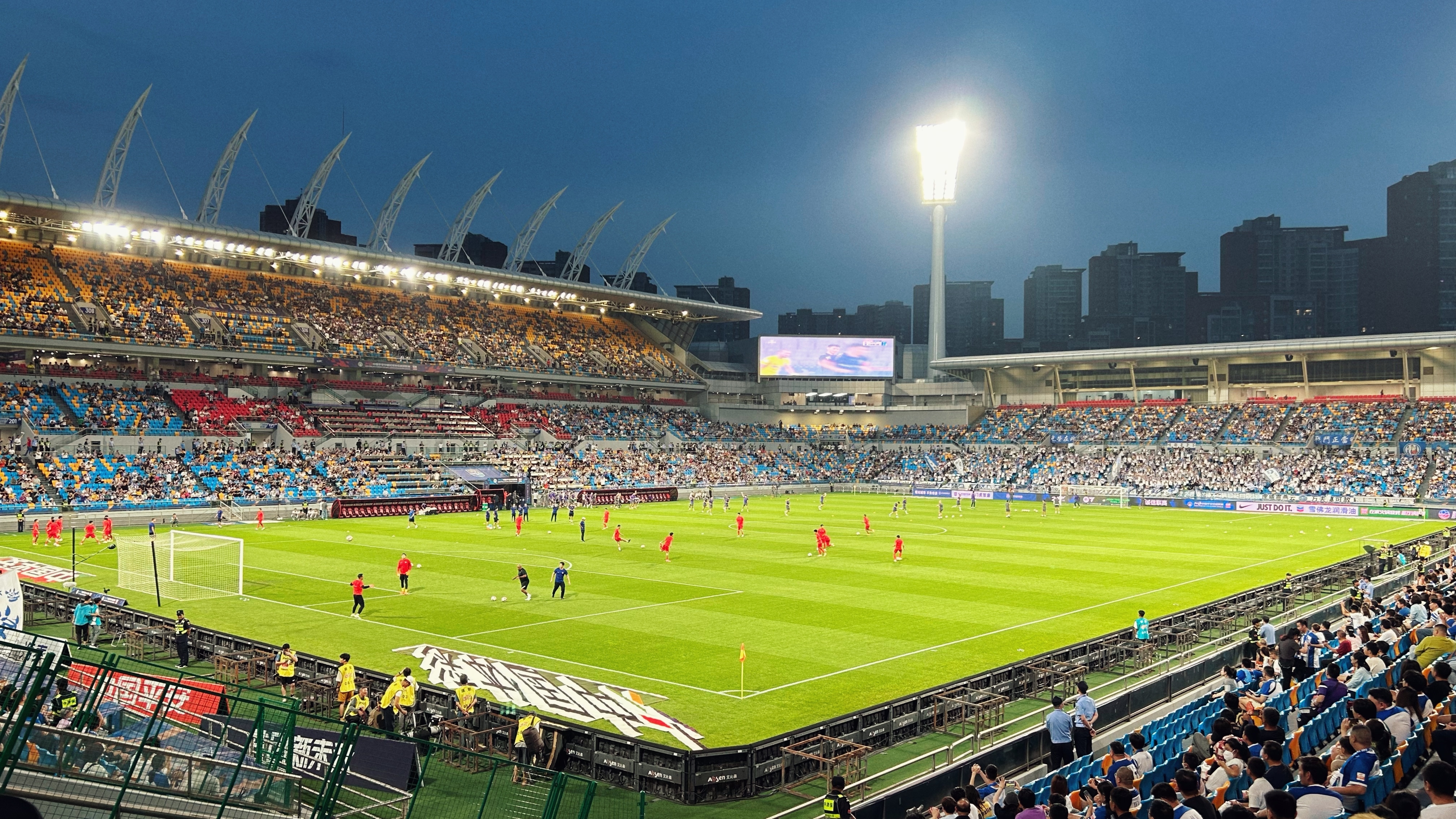
天津津门虎主场泰达足球场

### 宗教

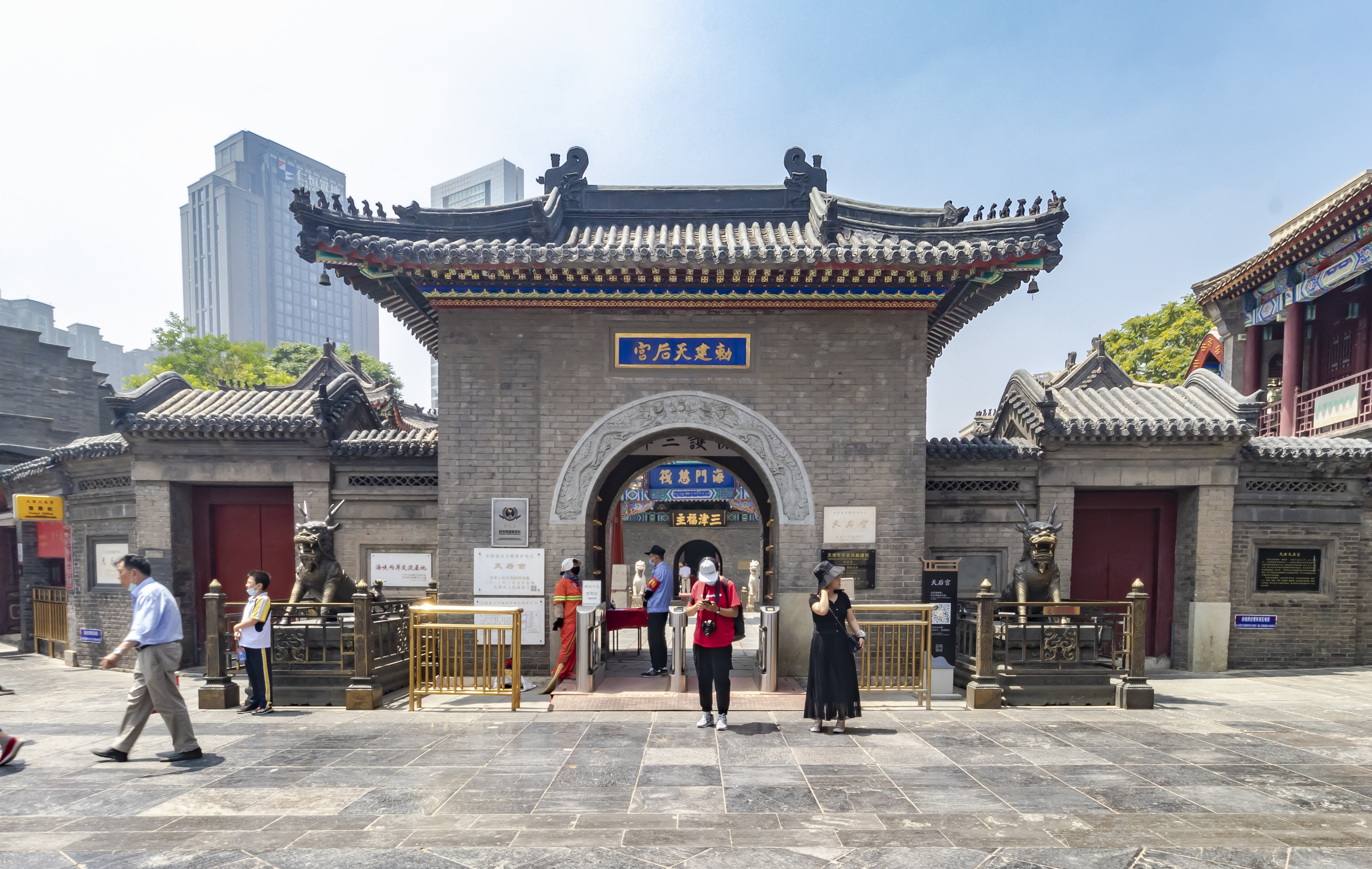
天津天后宫

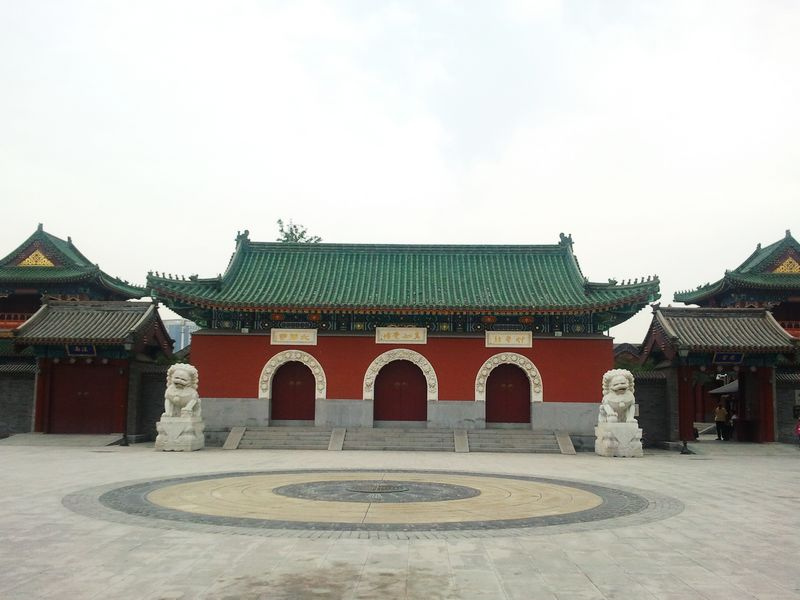
大悲禪院
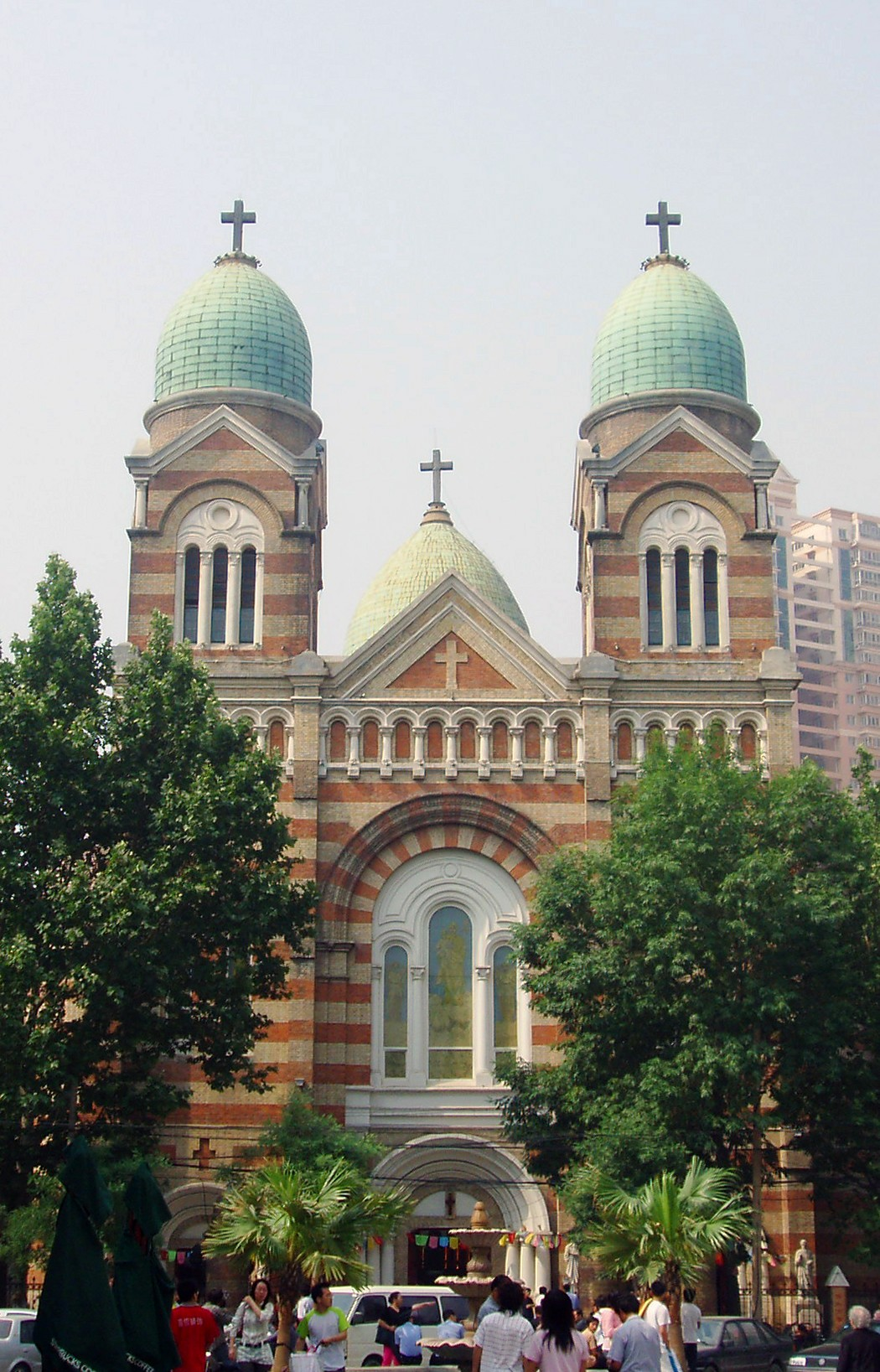
西开教堂
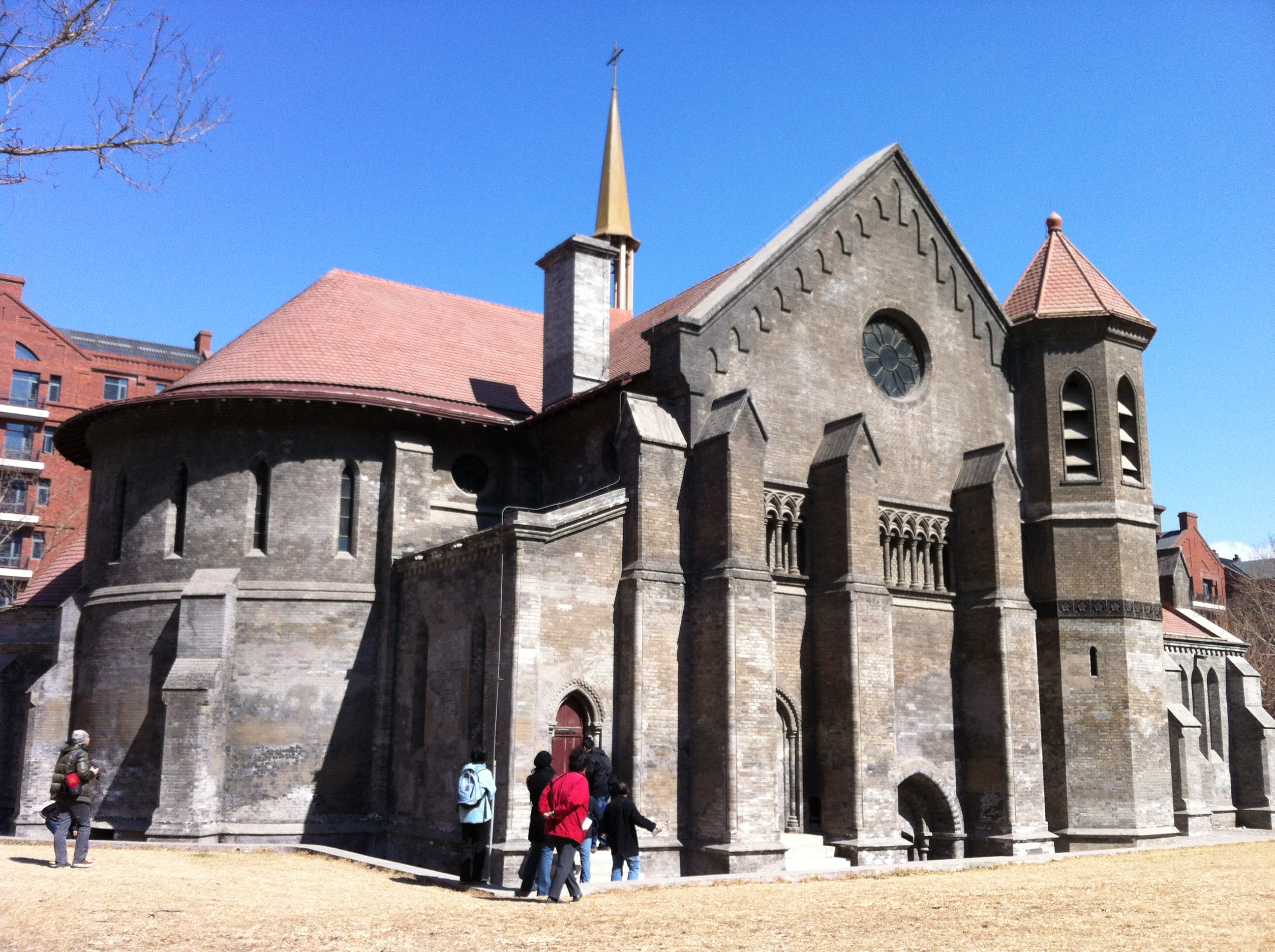
天津诸圣堂
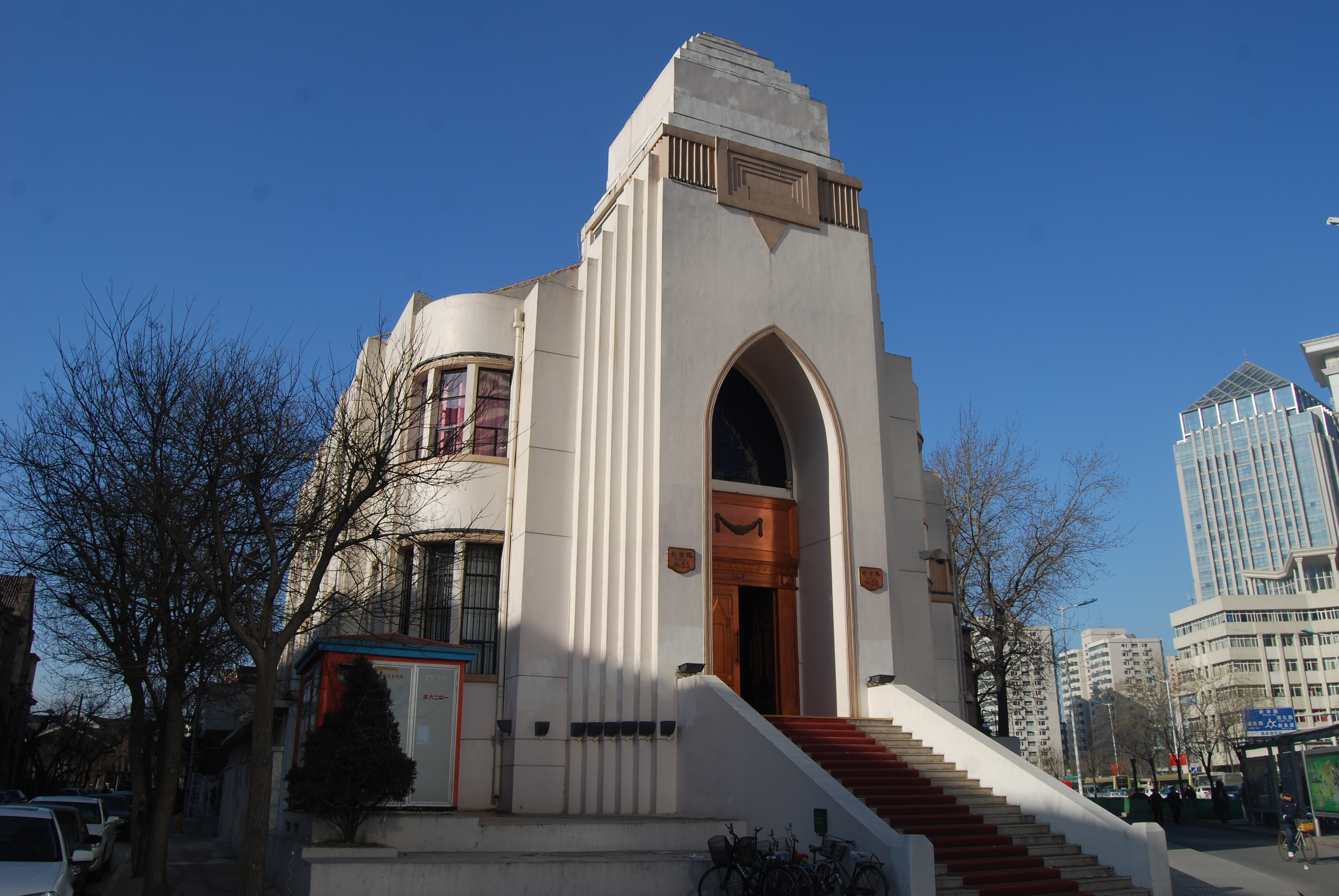
天津犹太会堂

### 医疗

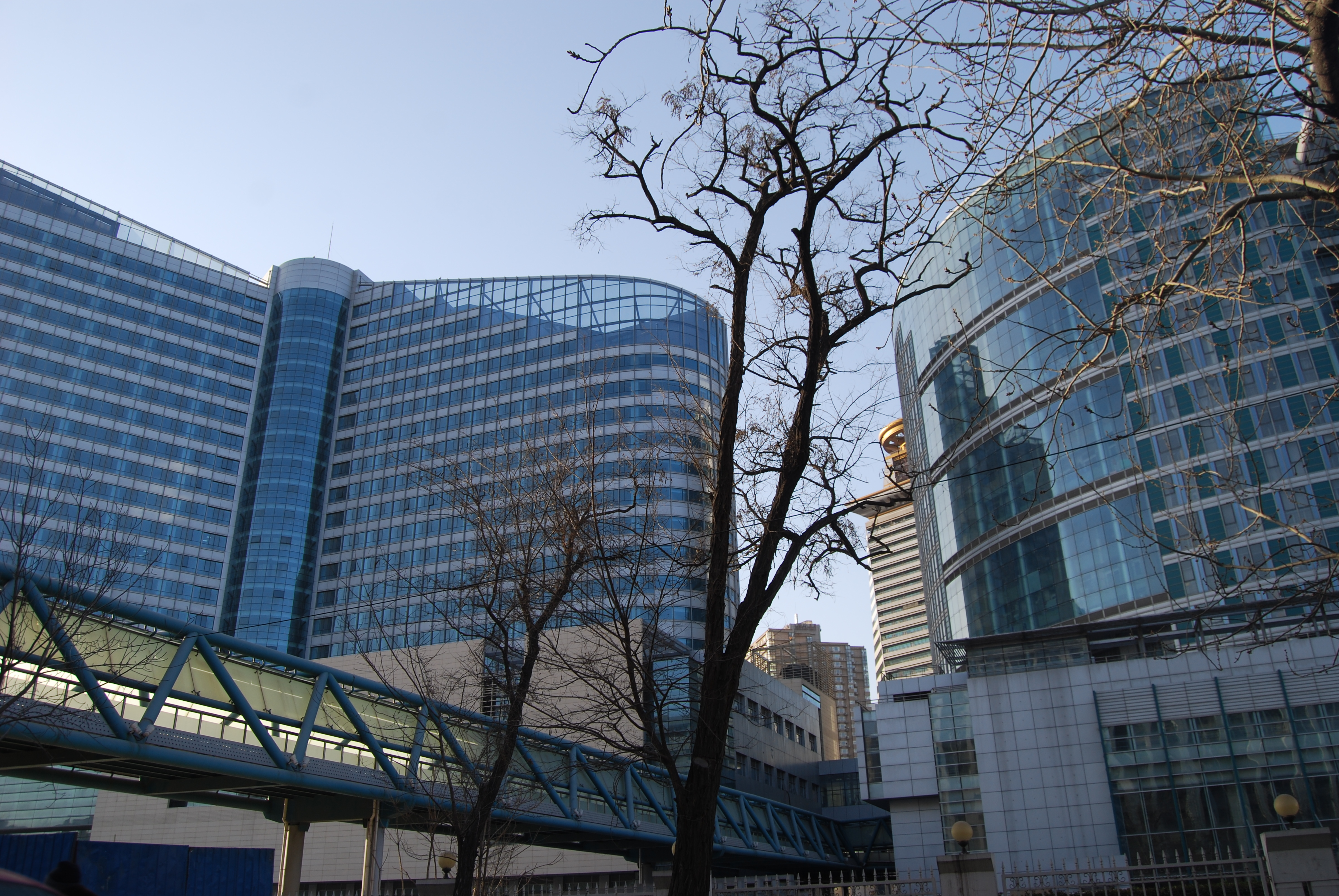
天津医科大学总医院

## 交通

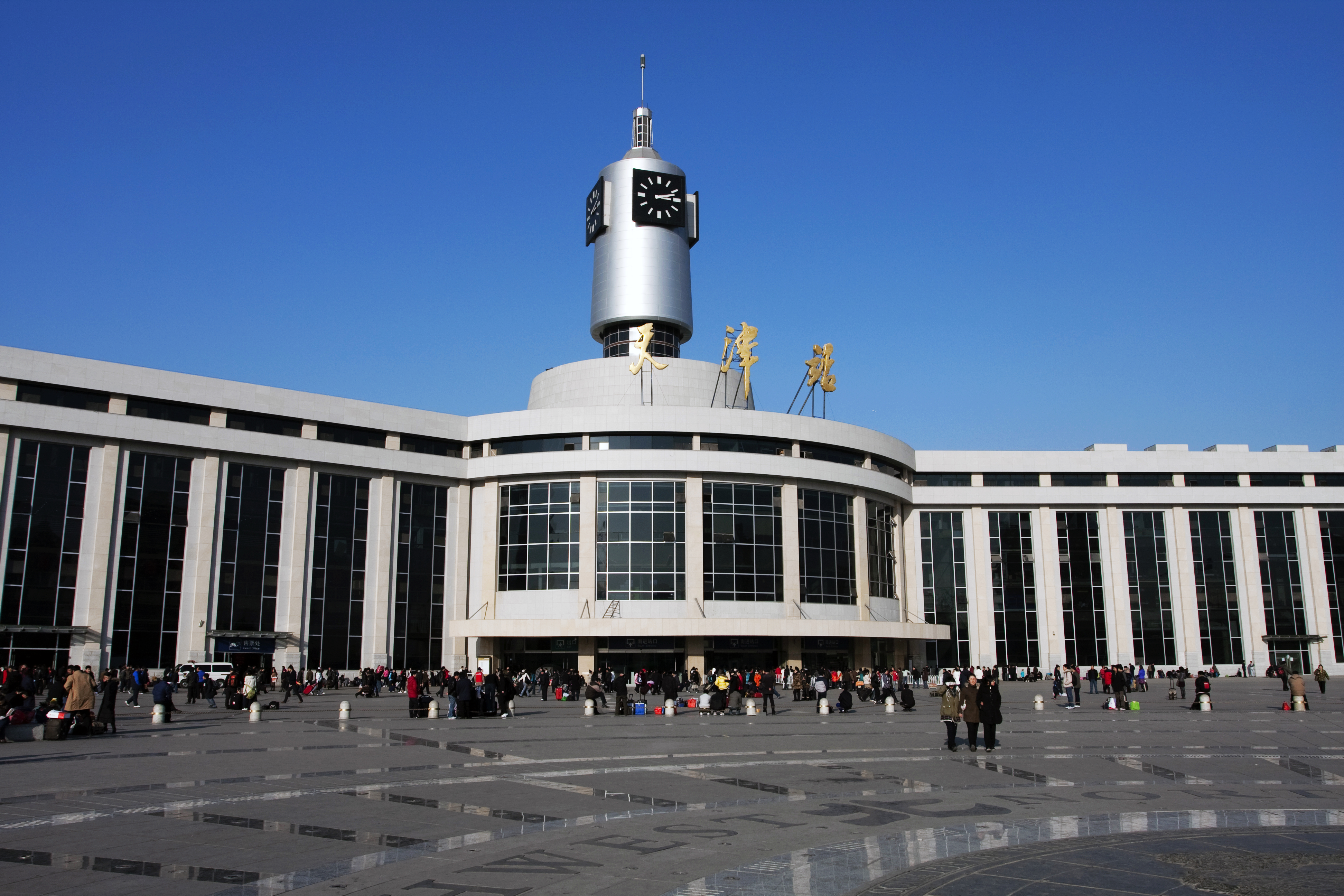
天津站

### 航空

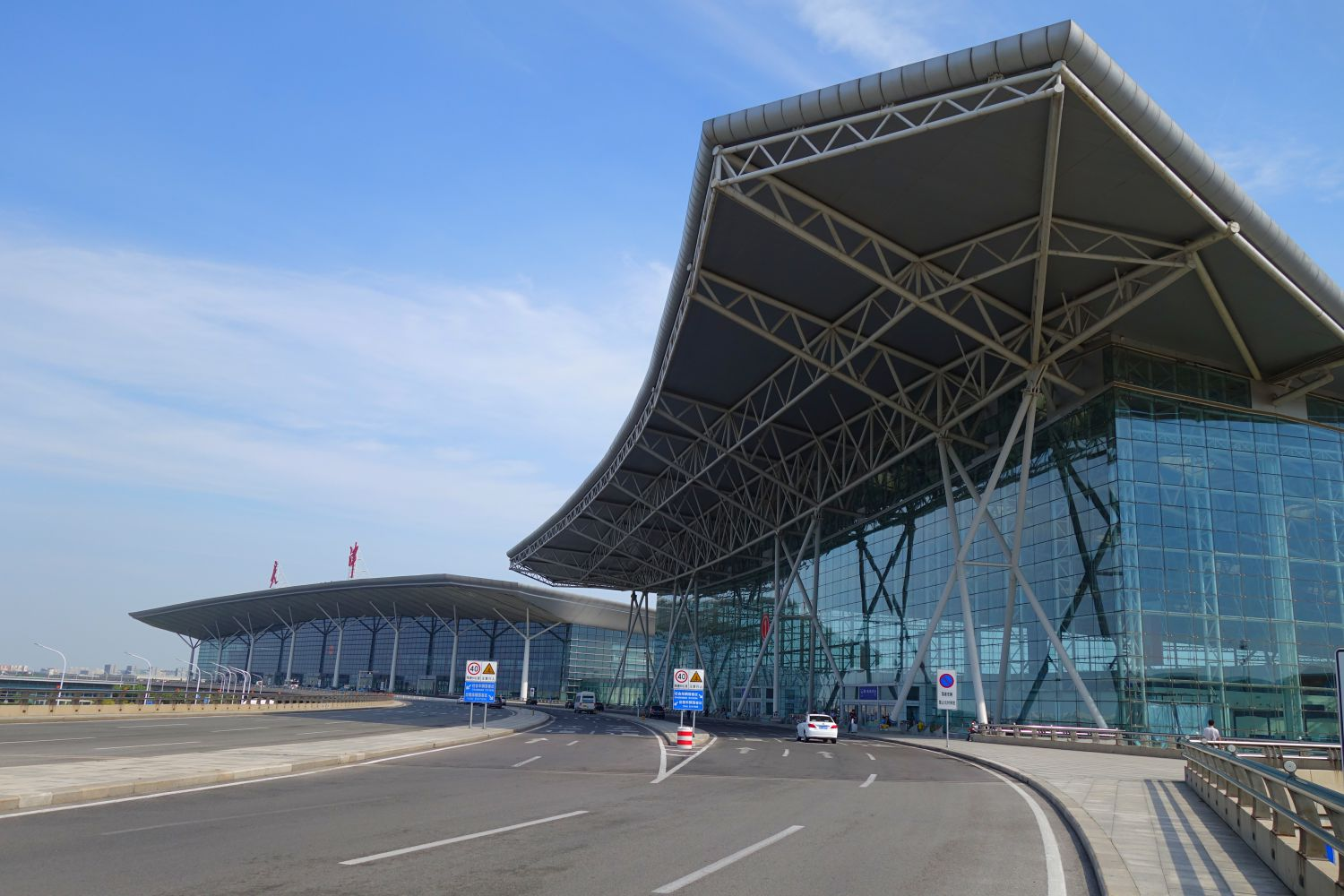
天津机场航站楼

### 铁路

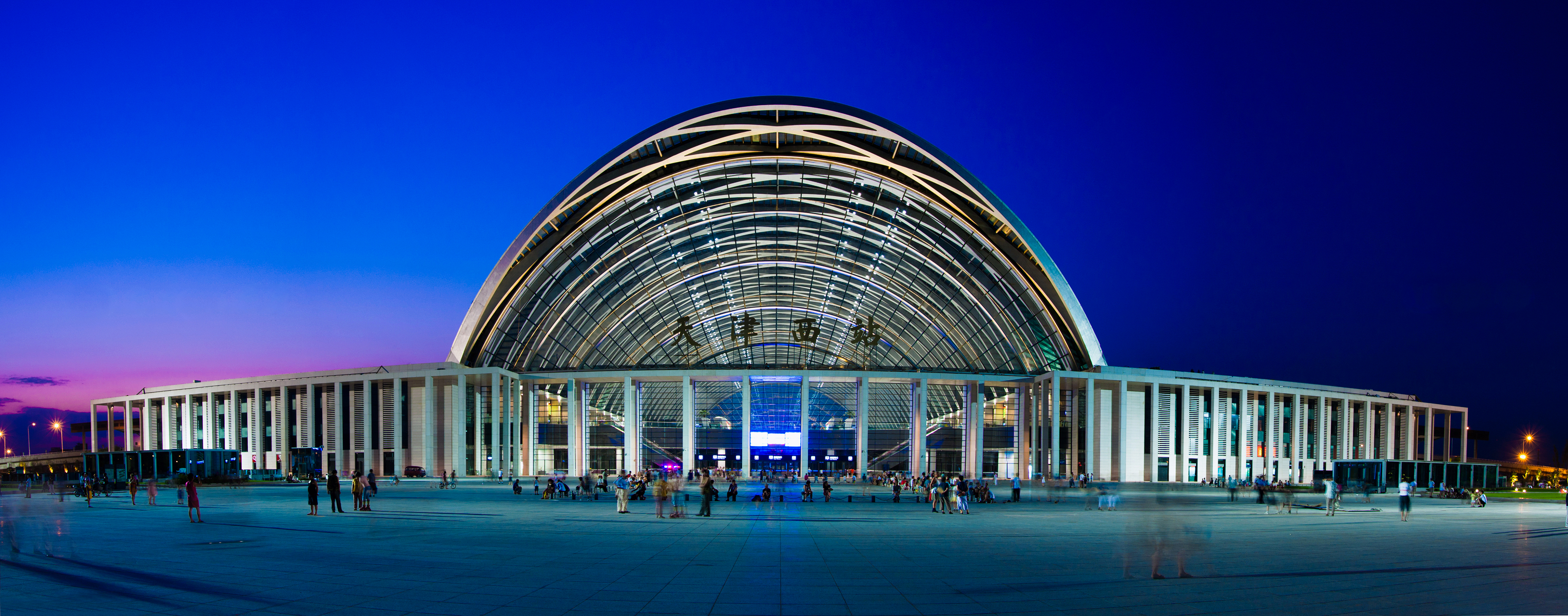
天津西站

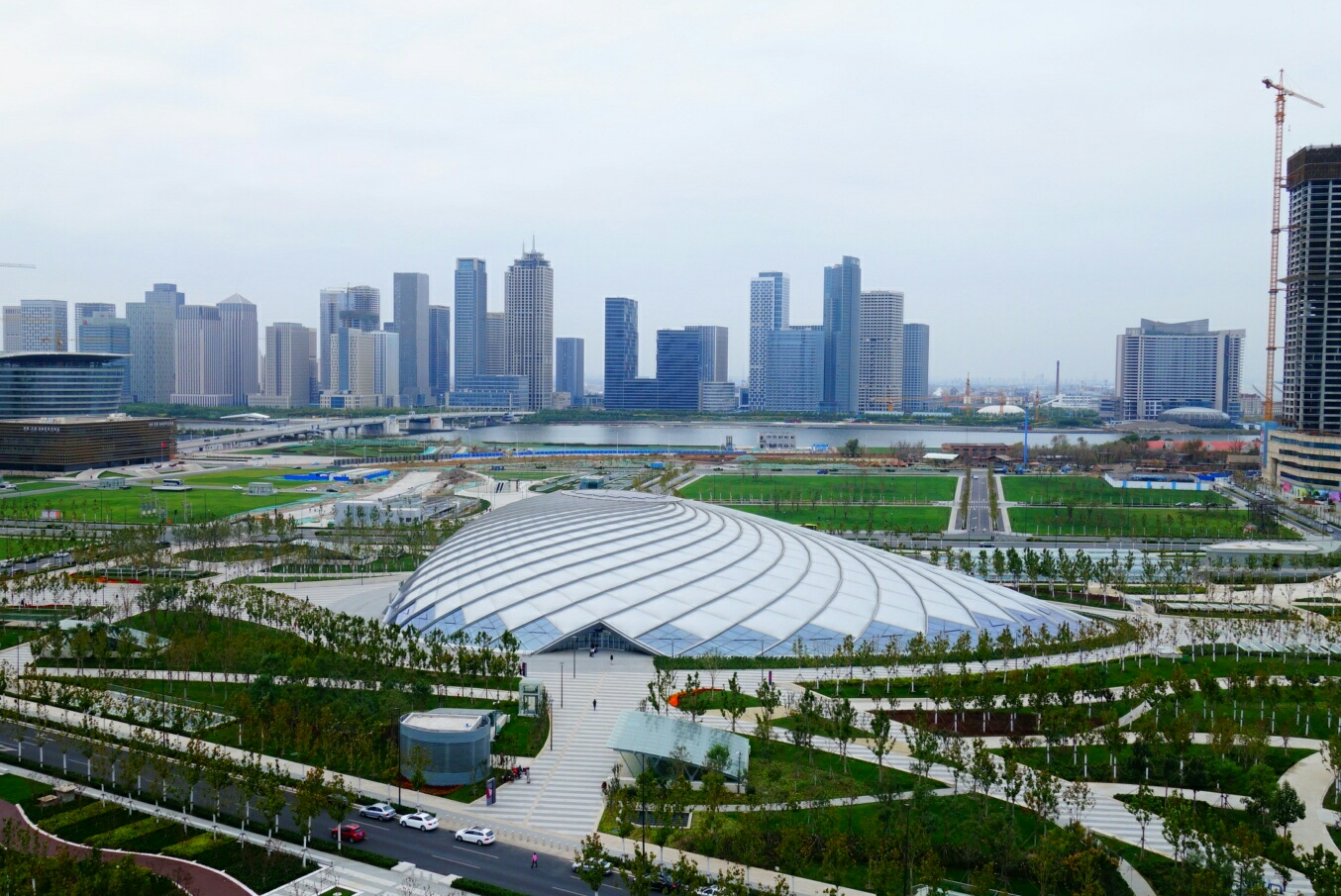
位于于家堡的滨海站

### 公路

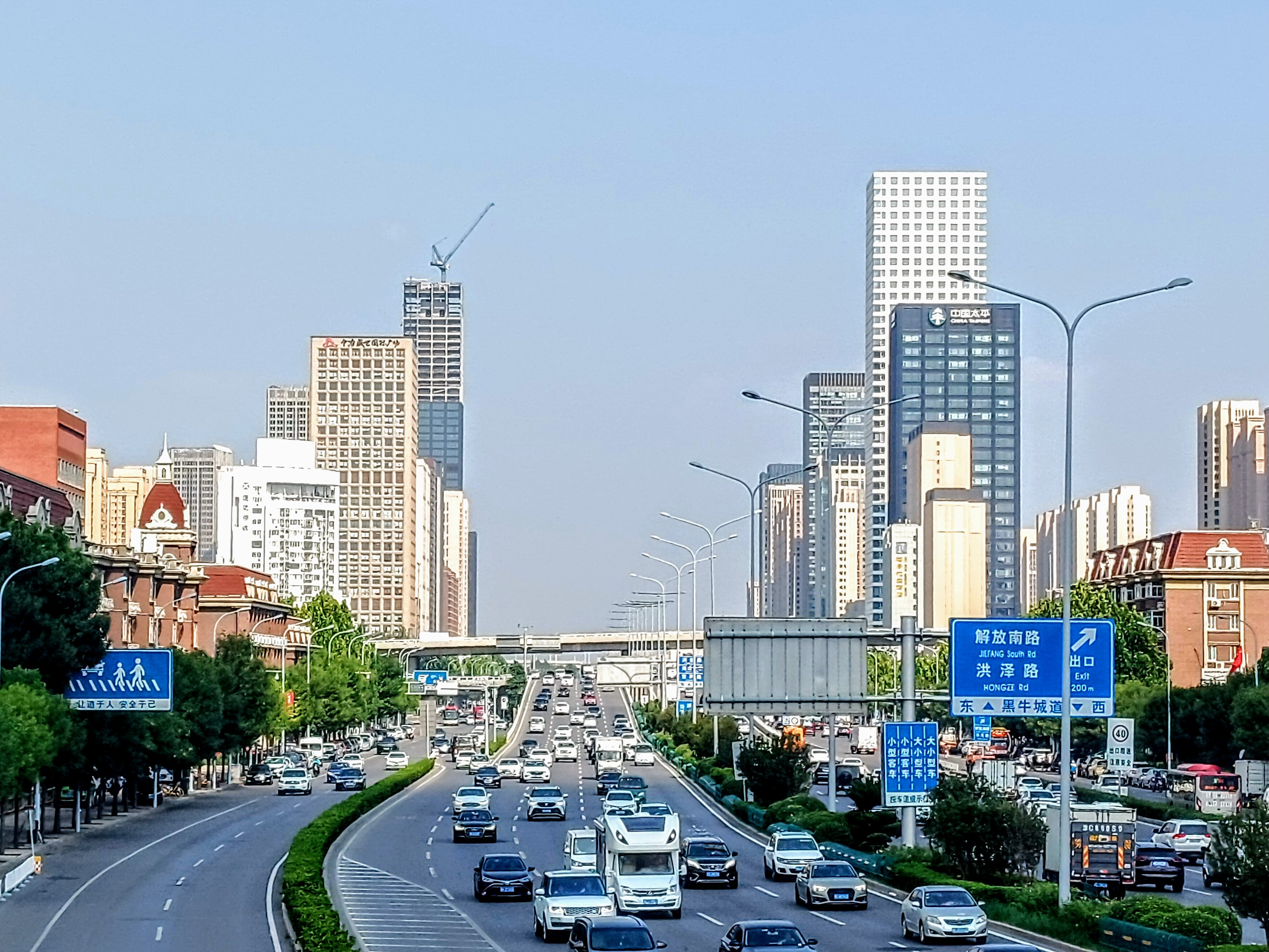
天津快速路的黑牛城道

### 公共交通

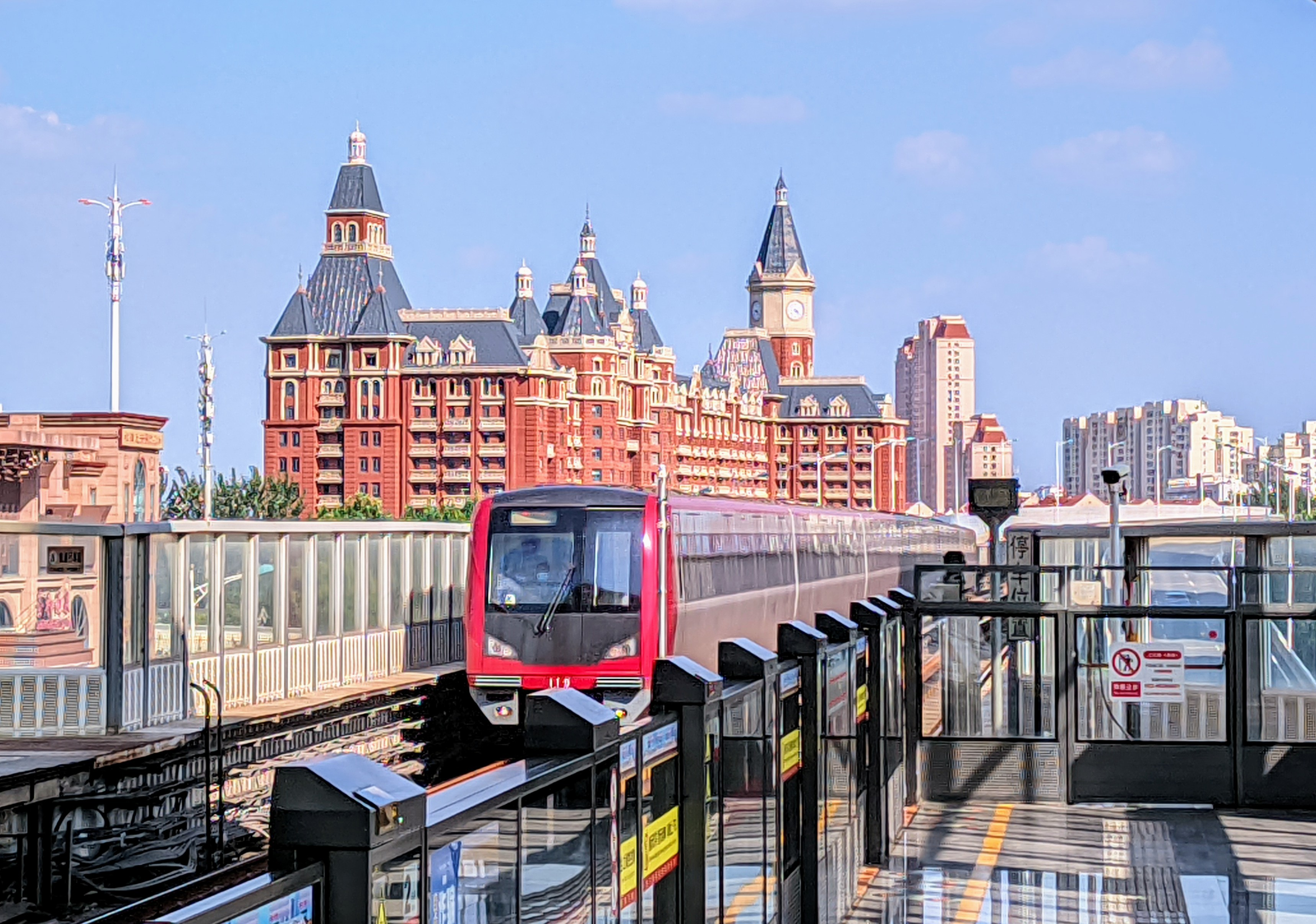
天津地铁1号线列车行驶在陈塘庄站

### 景区

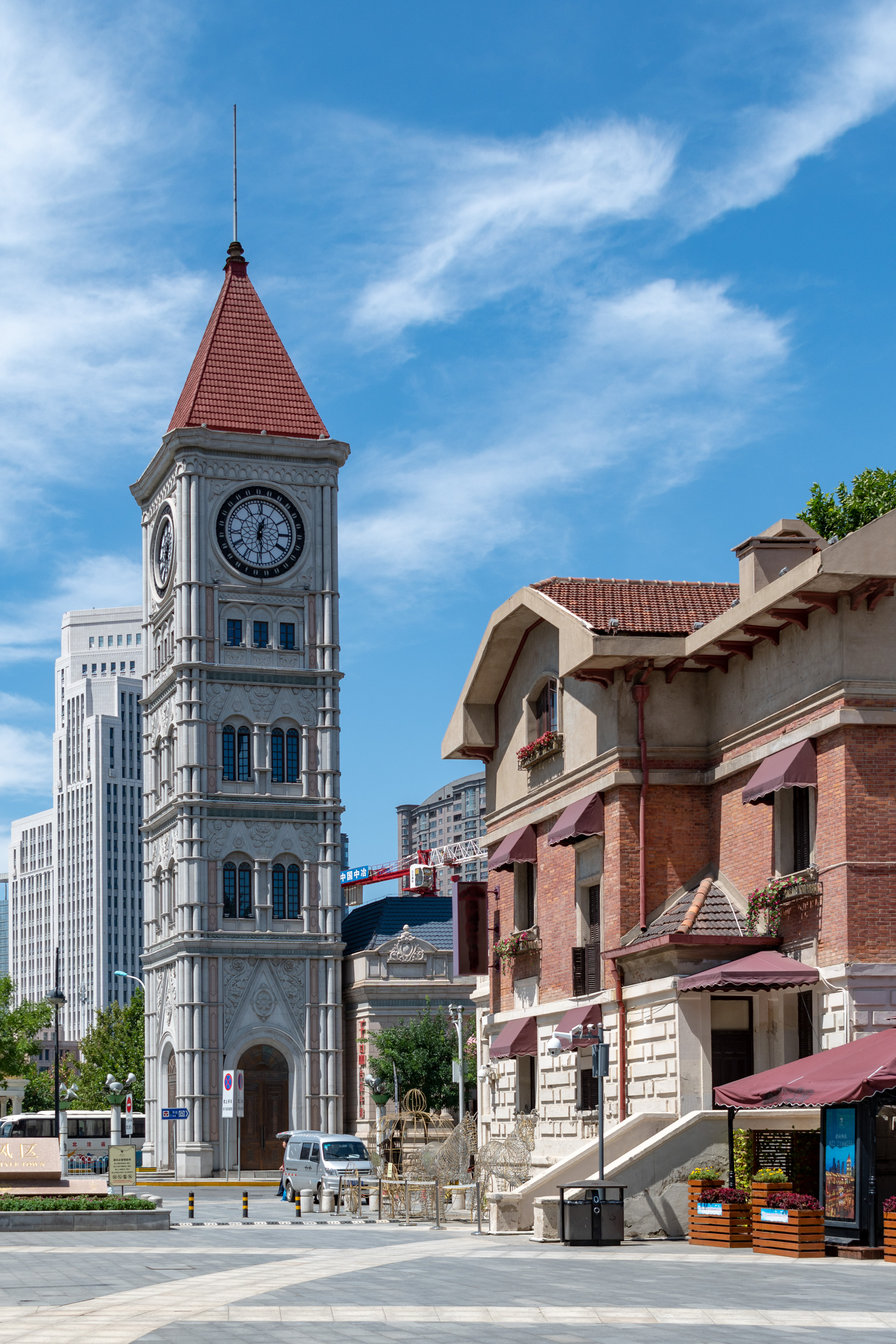
天津意风区

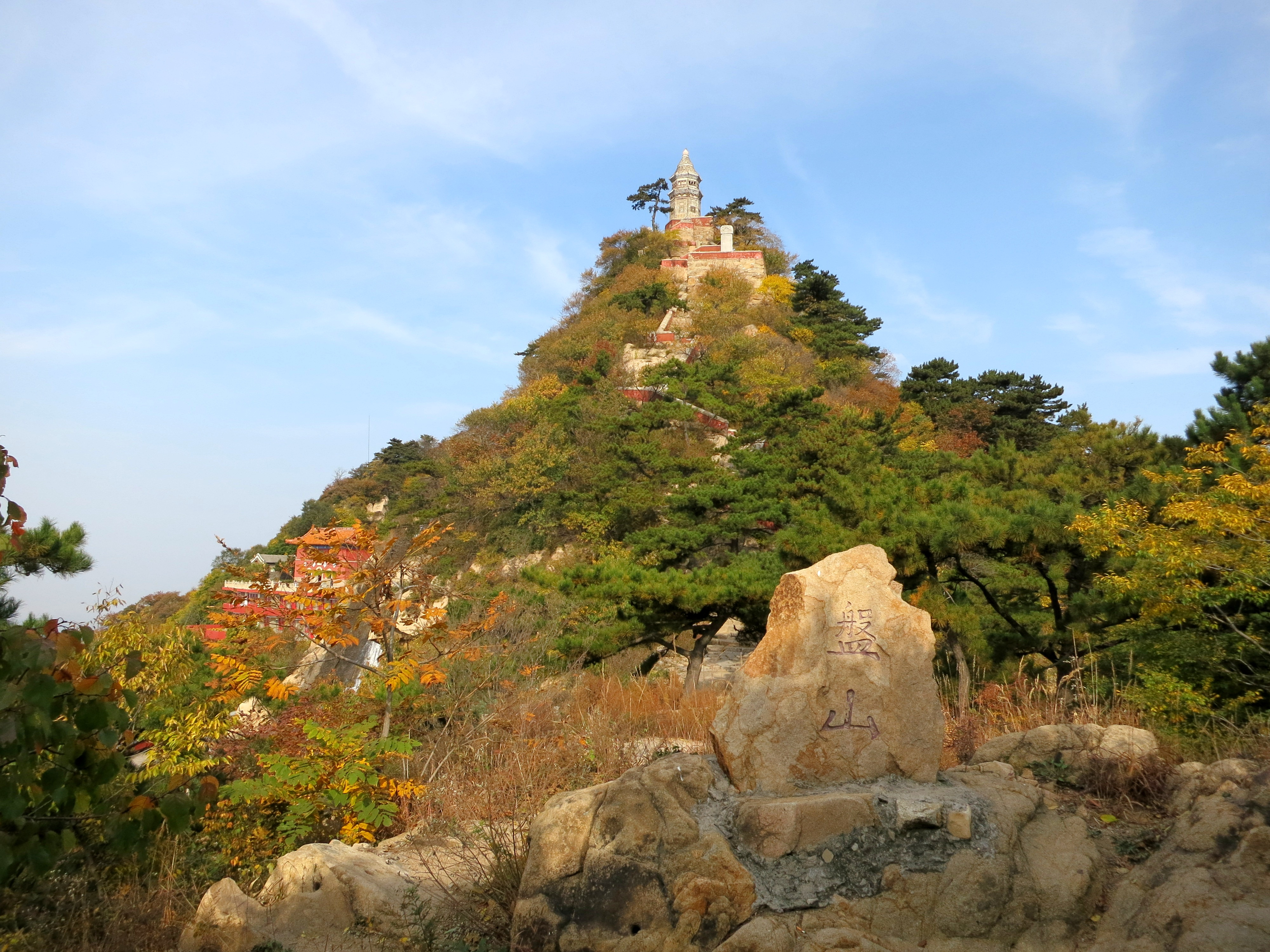
蓟州盘山风景区
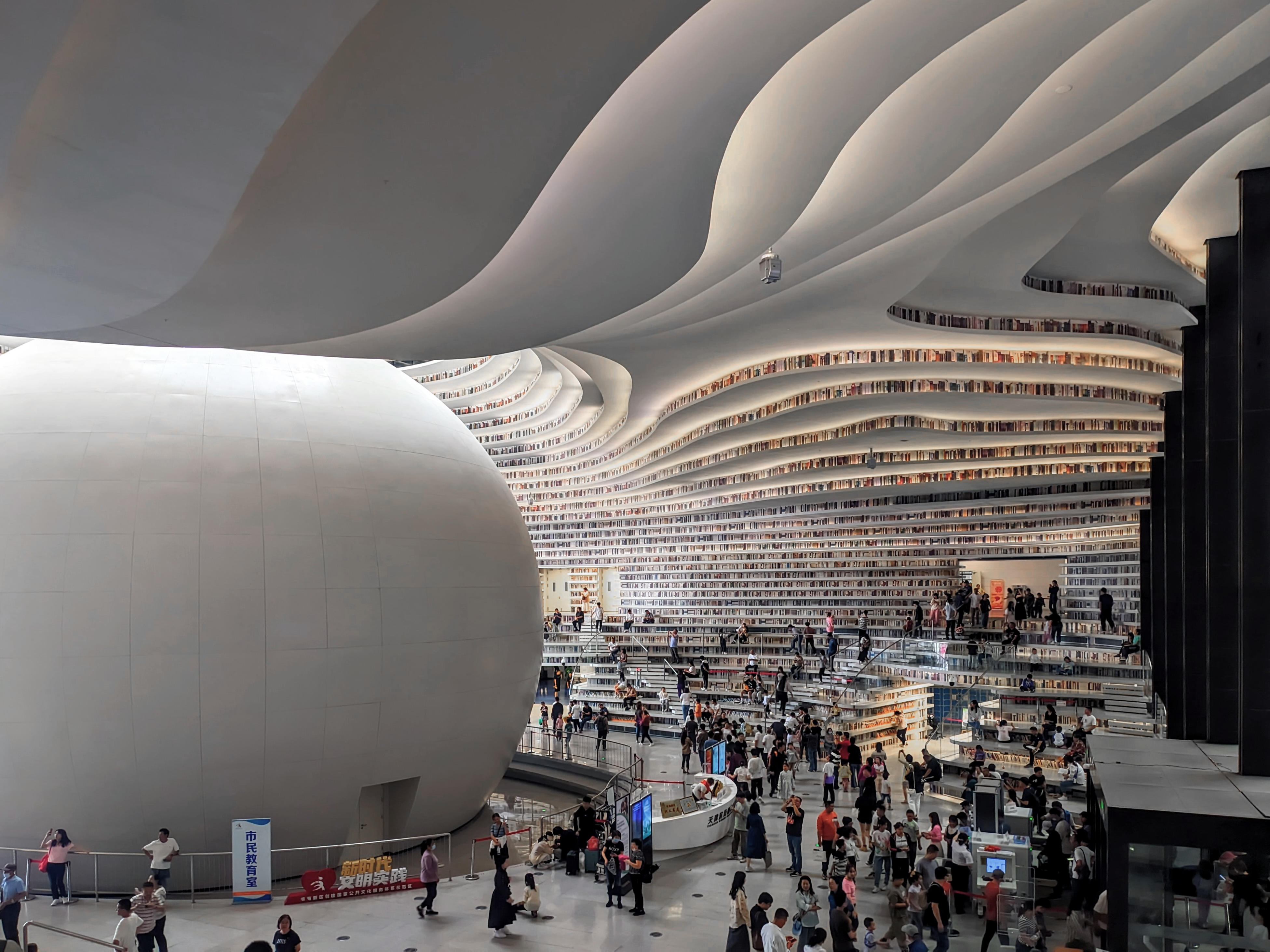
滨海图书馆
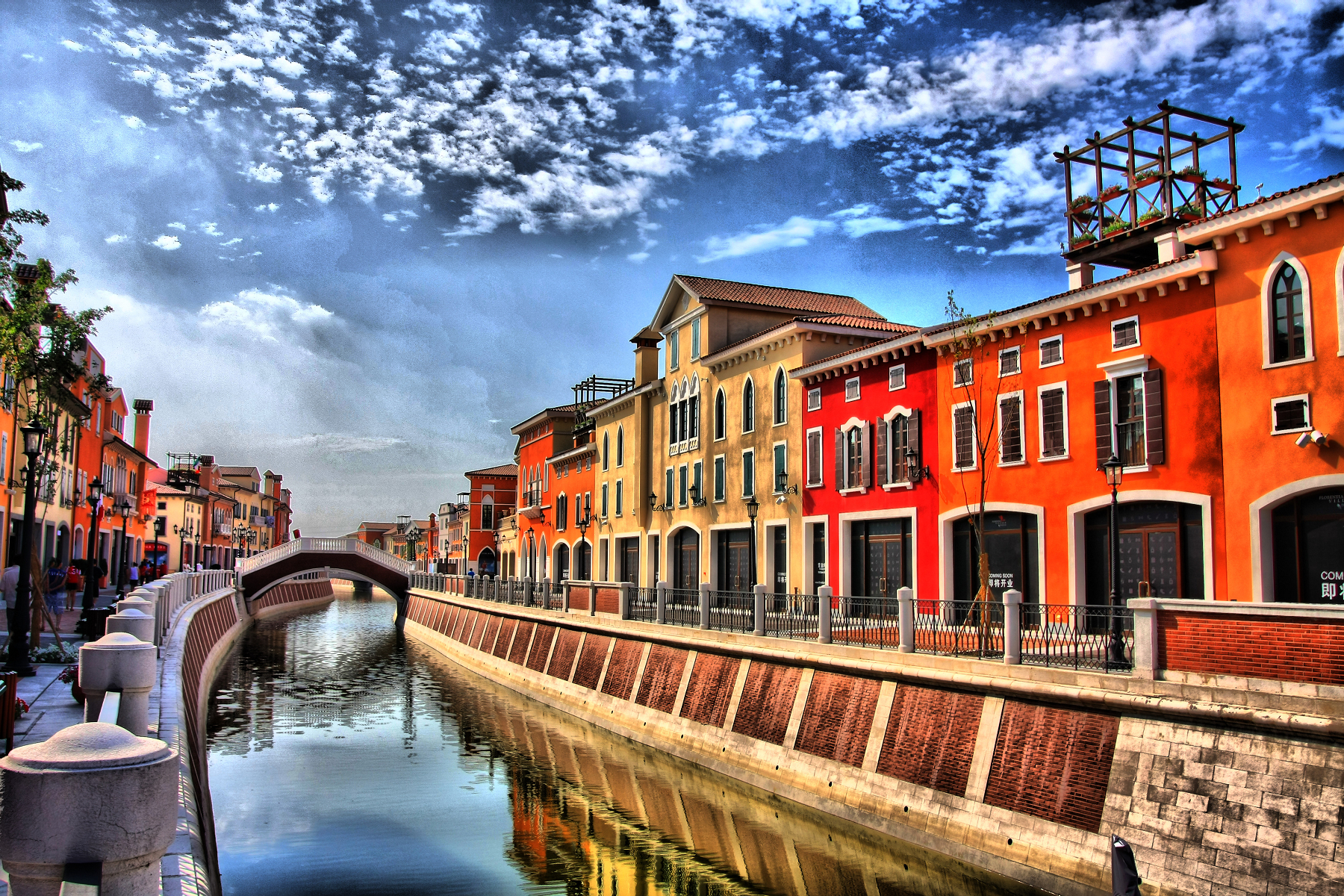
武清佛罗伦萨小镇
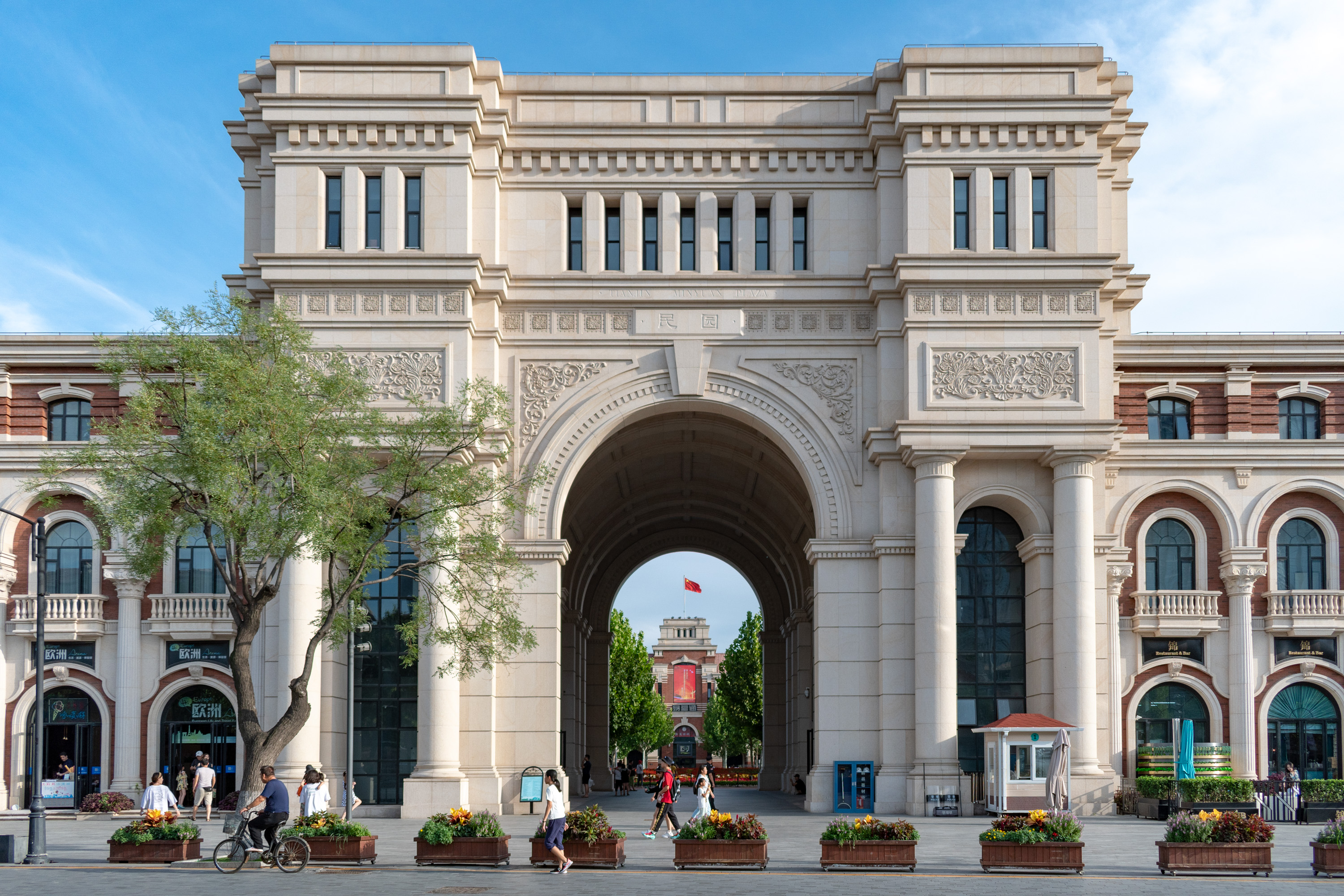
五大道的民园广场

### 文博展馆

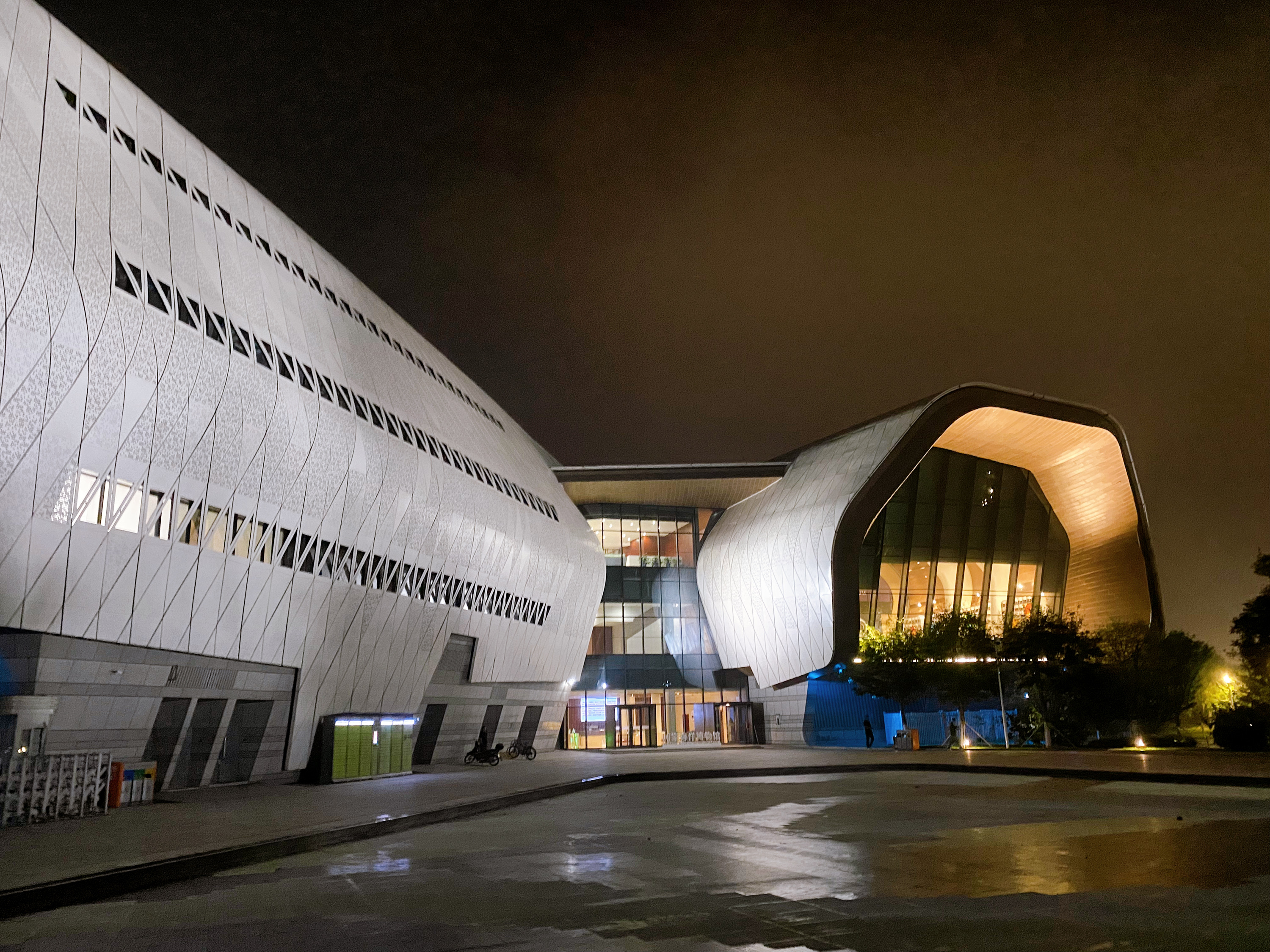
国家海洋博物馆

### 城市公园

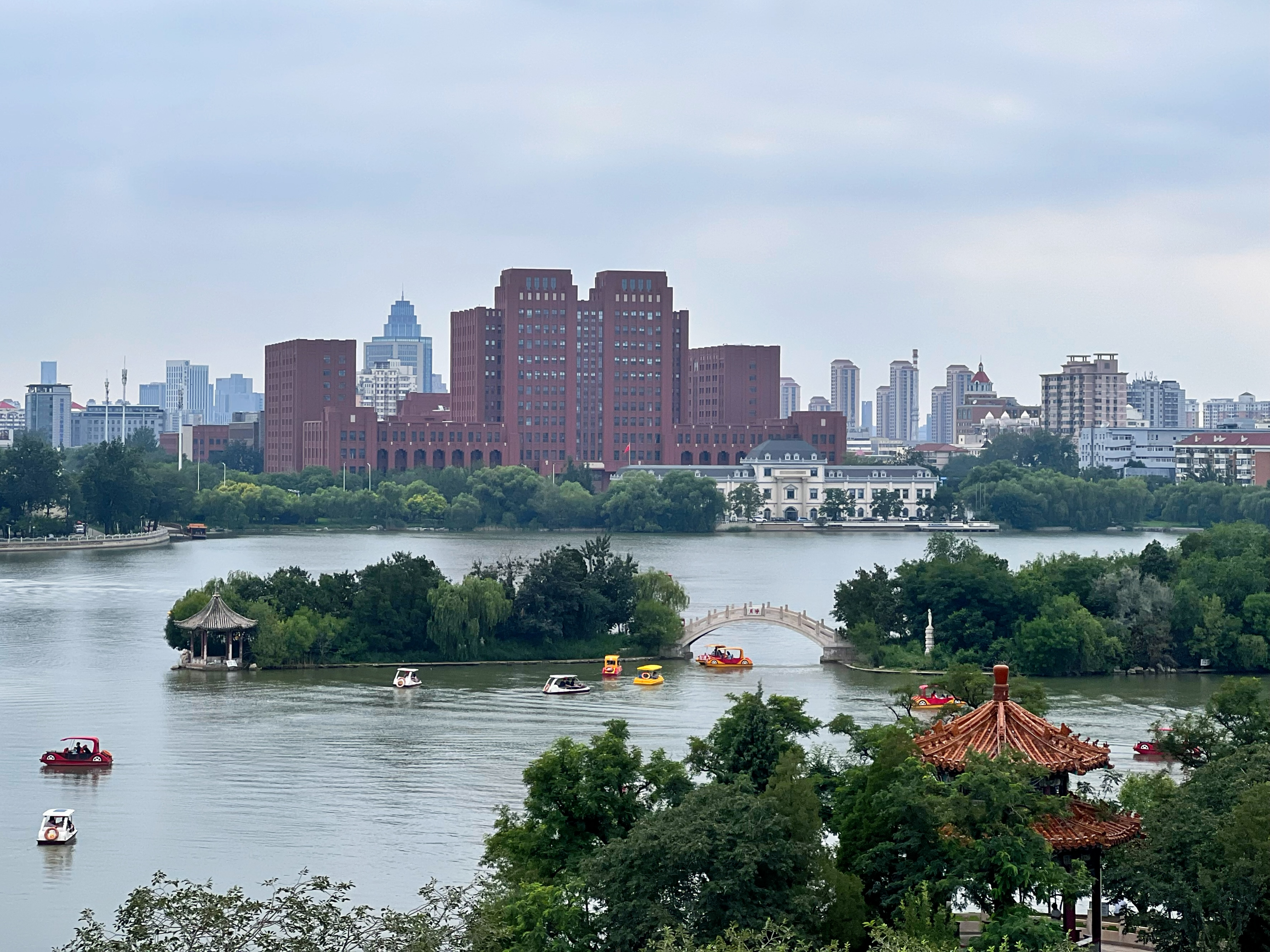
天津水上公园

### 夜景

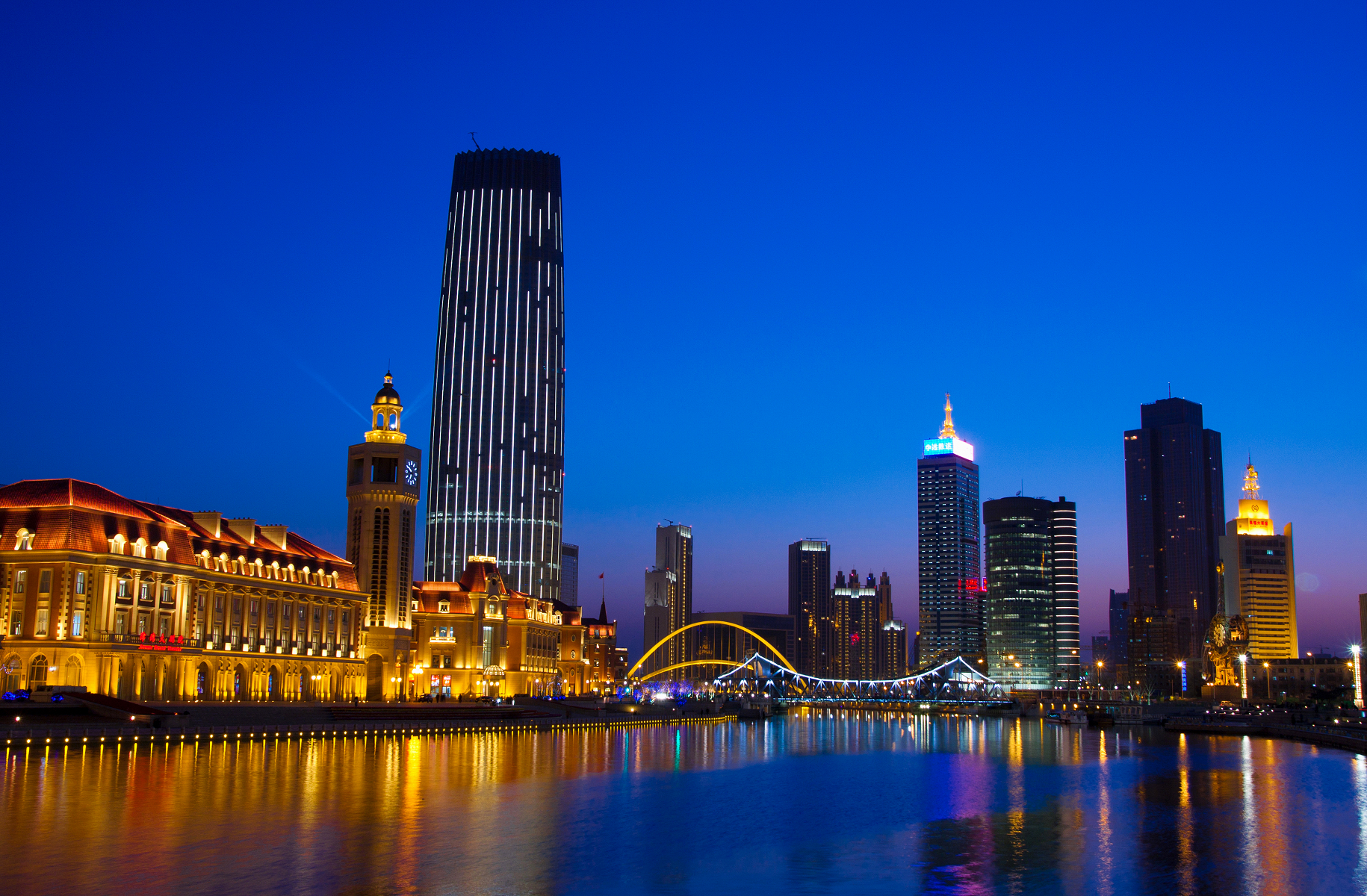
津湾广场与海河夜景

## 名称